# 1864

Karte der Gebietsveränderungen nach dem Deutsch-Dänischen Krieg

Portal Geschichte | Portal Biografien | Aktuelle Ereignisse | Jahreskalender | Tagesartikel

◄ |
18. Jahrhundert |
19. Jahrhundert
| 20. Jahrhundert | ►

◄ |
1830er |
1840er |
1850er |
1860er
| 1870er | 1880er | 1890er | ►

◄◄ |
◄ |
1860 |
1861 |
1862 |
1863 |
1864
| 1865 | 1866 | 1867 | 1868 | ► | ►►
Staatsoberhäupter · Wahlen · Nekrolog · Kunstjahr · Literaturjahr · Musikjahr   · Sportjahr
| Januar | Januar | Januar | Januar | Januar | Januar | Januar | Januar |
| Kw     | Mo     | Di     | Mi     | Do     | Fr     | Sa     | So     |
| ------ | ------ | ------ | ------ | ------ | ------ | ------ | ------ |
| 53     |        |        |        |        | 1      | 2      | 3      |
| 1      | 4      | 5      | 6      | 7      | 8      | 9      | 10     |
| 2      | 11     | 12     | 13     | 14     | 15     | 16     | 17     |
| 3      | 18     | 19     | 20     | 21     | 22     | 23     | 24     |
| 4      | 25     | 26     | 27     | 28     | 29     | 30     | 31     |

| Februar | Februar | Februar | Februar | Februar | Februar | Februar | Februar |
| Kw      | Mo      | Di      | Mi      | Do      | Fr      | Sa      | So      |
| ------- | ------- | ------- | ------- | ------- | ------- | ------- | ------- |
| 5       | 1       | 2       | 3       | 4       | 5       | 6       | 7       |
| 6       | 8       | 9       | 10      | 11      | 12      | 13      | 14      |
| 7       | 15      | 16      | 17      | 18      | 19      | 20      | 21      |
| 8       | 22      | 23      | 24      | 25      | 26      | 27      | 28      |
| 9       | 29      |         |         |         |         |         |         |

| März | März | März | März | März | März | März | März |
| Kw   | Mo   | Di   | Mi   | Do   | Fr   | Sa   | So   |
| ---- | ---- | ---- | ---- | ---- | ---- | ---- | ---- |
| 9    |      | 1    | 2    | 3    | 4    | 5    | 6    |
| 10   | 7    | 8    | 9    | 10   | 11   | 12   | 13   |
| 11   | 14   | 15   | 16   | 17   | 18   | 19   | 20   |
| 12   | 21   | 22   | 23   | 24   | 25   | 26   | 27   |
| 13   | 28   | 29   | 30   | 31   |      |      |      |

| April | April | April | April | April | April | April | April |
| Kw    | Mo    | Di    | Mi    | Do    | Fr    | Sa    | So    |
| ----- | ----- | ----- | ----- | ----- | ----- | ----- | ----- |
| 13    |       |       |       |       | 1     | 2     | 3     |
| 14    | 4     | 5     | 6     | 7     | 8     | 9     | 10    |
| 15    | 11    | 12    | 13    | 14    | 15    | 16    | 17    |
| 16    | 18    | 19    | 20    | 21    | 22    | 23    | 24    |
| 17    | 25    | 26    | 27    | 28    | 29    | 30    |       |

| Mai | Mai | Mai | Mai | Mai | Mai | Mai | Mai |
| Kw  | Mo  | Di  | Mi  | Do  | Fr  | Sa  | So  |
| --- | --- | --- | --- | --- | --- | --- | --- |
| 17  |     |     |     |     |     |     | 1   |
| 18  | 2   | 3   | 4   | 5   | 6   | 7   | 8   |
| 19  | 9   | 10  | 11  | 12  | 13  | 14  | 15  |
| 20  | 16  | 17  | 18  | 19  | 20  | 21  | 22  |
| 21  | 23  | 24  | 25  | 26  | 27  | 28  | 29  |
| 22  | 30  | 31  |     |     |     |     |     |

| Juni | Juni | Juni | Juni | Juni | Juni | Juni | Juni |
| Kw   | Mo   | Di   | Mi   | Do   | Fr   | Sa   | So   |
| ---- | ---- | ---- | ---- | ---- | ---- | ---- | ---- |
| 22   |      |      | 1    | 2    | 3    | 4    | 5    |
| 23   | 6    | 7    | 8    | 9    | 10   | 11   | 12   |
| 24   | 13   | 14   | 15   | 16   | 17   | 18   | 19   |
| 25   | 20   | 21   | 22   | 23   | 24   | 25   | 26   |
| 26   | 27   | 28   | 29   | 30   |      |      |      |

| Juli | Juli | Juli | Juli | Juli | Juli | Juli | Juli |
| Kw   | Mo   | Di   | Mi   | Do   | Fr   | Sa   | So   |
| ---- | ---- | ---- | ---- | ---- | ---- | ---- | ---- |
| 26   |      |      |      |      | 1    | 2    | 3    |
| 27   | 4    | 5    | 6    | 7    | 8    | 9    | 10   |
| 28   | 11   | 12   | 13   | 14   | 15   | 16   | 17   |
| 29   | 18   | 19   | 20   | 21   | 22   | 23   | 24   |
| 30   | 25   | 26   | 27   | 28   | 29   | 30   | 31   |

| August | August | August | August | August | August | August | August |
| Kw     | Mo     | Di     | Mi     | Do     | Fr     | Sa     | So     |
| ------ | ------ | ------ | ------ | ------ | ------ | ------ | ------ |
| 31     | 1      | 2      | 3      | 4      | 5      | 6      | 7      |
| 32     | 8      | 9      | 10     | 11     | 12     | 13     | 14     |
| 33     | 15     | 16     | 17     | 18     | 19     | 20     | 21     |
| 34     | 22     | 23     | 24     | 25     | 26     | 27     | 28     |
| 35     | 29     | 30     | 31     |        |        |        |        |

| September | September | September | September | September | September | September | September |
| Kw        | Mo        | Di        | Mi        | Do        | Fr        | Sa        | So        |
| --------- | --------- | --------- | --------- | --------- | --------- | --------- | --------- |
| 35        |           |           |           | 1         | 2         | 3         | 4         |
| 36        | 5         | 6         | 7         | 8         | 9         | 10        | 11        |
| 37        | 12        | 13        | 14        | 15        | 16        | 17        | 18        |
| 38        | 19        | 20        | 21        | 22        | 23        | 24        | 25        |
| 39        | 26        | 27        | 28        | 29        | 30        |           |           |

| Oktober | Oktober | Oktober | Oktober | Oktober | Oktober | Oktober | Oktober |
| Kw      | Mo      | Di      | Mi      | Do      | Fr      | Sa      | So      |
| ------- | ------- | ------- | ------- | ------- | ------- | ------- | ------- |
| 39      |         |         |         |         |         | 1       | 2       |
| 40      | 3       | 4       | 5       | 6       | 7       | 8       | 9       |
| 41      | 10      | 11      | 12      | 13      | 14      | 15      | 16      |
| 42      | 17      | 18      | 19      | 20      | 21      | 22      | 23      |
| 43      | 24      | 25      | 26      | 27      | 28      | 29      | 30      |
| 44      | 31      |         |         |         |         |         |         |

| November | November | November | November | November | November | November | November |
| Kw       | Mo       | Di       | Mi       | Do       | Fr       | Sa       | So       |
| -------- | -------- | -------- | -------- | -------- | -------- | -------- | -------- |
| 44       |          | 1        | 2        | 3        | 4        | 5        | 6        |
| 45       | 7        | 8        | 9        | 10       | 11       | 12       | 13       |
| 46       | 14       | 15       | 16       | 17       | 18       | 19       | 20       |
| 47       | 21       | 22       | 23       | 24       | 25       | 26       | 27       |
| 48       | 28       | 29       | 30       |          |          |          |          |

| Dezember | Dezember | Dezember | Dezember | Dezember | Dezember | Dezember | Dezember |
| Kw       | Mo       | Di       | Mi       | Do       | Fr       | Sa       | So       |
| -------- | -------- | -------- | -------- | -------- | -------- | -------- | -------- |
| 48       |          |          |          | 1        | 2        | 3        | 4        |
| 49       | 5        | 6        | 7        | 8        | 9        | 10       | 11       |
| 50       | 12       | 13       | 14       | 15       | 16       | 17       | 18       |
| 51       | 19       | 20       | 21       | 22       | 23       | 24       | 25       |
| 52       | 26       | 27       | 28       | 29       | 30       | 31       |          |

| Januar | Januar | Januar | Januar | Januar | Januar | Januar | Januar |
| Kw     | Mo     | Di     | Mi     | Do     | Fr     | Sa     | So     |
| ------ | ------ | ------ | ------ | ------ | ------ | ------ | ------ |
| 53     |        |        |        |        | 1      | 2      | 3      |
| 1      | 4      | 5      | 6      | 7      | 8      | 9      | 10     |
| 2      | 11     | 12     | 13     | 14     | 15     | 16     | 17     |
| 3      | 18     | 19     | 20     | 21     | 22     | 23     | 24     |
| 4      | 25     | 26     | 27     | 28     | 29     | 30     | 31     |

| Februar | Februar | Februar | Februar | Februar | Februar | Februar | Februar |
| Kw      | Mo      | Di      | Mi      | Do      | Fr      | Sa      | So      |
| ------- | ------- | ------- | ------- | ------- | ------- | ------- | ------- |
| 5       | 1       | 2       | 3       | 4       | 5       | 6       | 7       |
| 6       | 8       | 9       | 10      | 11      | 12      | 13      | 14      |
| 7       | 15      | 16      | 17      | 18      | 19      | 20      | 21      |
| 8       | 22      | 23      | 24      | 25      | 26      | 27      | 28      |
| 9       | 29      |         |         |         |         |         |         |

| März | März | März | März | März | März | März | März |
| Kw   | Mo   | Di   | Mi   | Do   | Fr   | Sa   | So   |
| ---- | ---- | ---- | ---- | ---- | ---- | ---- | ---- |
| 9    |      | 1    | 2    | 3    | 4    | 5    | 6    |
| 10   | 7    | 8    | 9    | 10   | 11   | 12   | 13   |
| 11   | 14   | 15   | 16   | 17   | 18   | 19   | 20   |
| 12   | 21   | 22   | 23   | 24   | 25   | 26   | 27   |
| 13   | 28   | 29   | 30   | 31   |      |      |      |

| April | April | April | April | April | April | April | April |
| Kw    | Mo    | Di    | Mi    | Do    | Fr    | Sa    | So    |
| ----- | ----- | ----- | ----- | ----- | ----- | ----- | ----- |
| 13    |       |       |       |       | 1     | 2     | 3     |
| 14    | 4     | 5     | 6     | 7     | 8     | 9     | 10    |
| 15    | 11    | 12    | 13    | 14    | 15    | 16    | 17    |
| 16    | 18    | 19    | 20    | 21    | 22    | 23    | 24    |
| 17    | 25    | 26    | 27    | 28    | 29    | 30    |       |

| Mai | Mai | Mai | Mai | Mai | Mai | Mai | Mai |
| Kw  | Mo  | Di  | Mi  | Do  | Fr  | Sa  | So  |
| --- | --- | --- | --- | --- | --- | --- | --- |
| 17  |     |     |     |     |     |     | 1   |
| 18  | 2   | 3   | 4   | 5   | 6   | 7   | 8   |
| 19  | 9   | 10  | 11  | 12  | 13  | 14  | 15  |
| 20  | 16  | 17  | 18  | 19  | 20  | 21  | 22  |
| 21  | 23  | 24  | 25  | 26  | 27  | 28  | 29  |
| 22  | 30  | 31  |     |     |     |     |     |

| Juni | Juni | Juni | Juni | Juni | Juni | Juni | Juni |
| Kw   | Mo   | Di   | Mi   | Do   | Fr   | Sa   | So   |
| ---- | ---- | ---- | ---- | ---- | ---- | ---- | ---- |
| 22   |      |      | 1    | 2    | 3    | 4    | 5    |
| 23   | 6    | 7    | 8    | 9    | 10   | 11   | 12   |
| 24   | 13   | 14   | 15   | 16   | 17   | 18   | 19   |
| 25   | 20   | 21   | 22   | 23   | 24   | 25   | 26   |
| 26   | 27   | 28   | 29   | 30   |      |      |      |

| Juli | Juli | Juli | Juli | Juli | Juli | Juli | Juli |
| Kw   | Mo   | Di   | Mi   | Do   | Fr   | Sa   | So   |
| ---- | ---- | ---- | ---- | ---- | ---- | ---- | ---- |
| 26   |      |      |      |      | 1    | 2    | 3    |
| 27   | 4    | 5    | 6    | 7    | 8    | 9    | 10   |
| 28   | 11   | 12   | 13   | 14   | 15   | 16   | 17   |
| 29   | 18   | 19   | 20   | 21   | 22   | 23   | 24   |
| 30   | 25   | 26   | 27   | 28   | 29   | 30   | 31   |

| August | August | August | August | August | August | August | August |
| Kw     | Mo     | Di     | Mi     | Do     | Fr     | Sa     | So     |
| ------ | ------ | ------ | ------ | ------ | ------ | ------ | ------ |
| 31     | 1      | 2      | 3      | 4      | 5      | 6      | 7      |
| 32     | 8      | 9      | 10     | 11     | 12     | 13     | 14     |
| 33     | 15     | 16     | 17     | 18     | 19     | 20     | 21     |
| 34     | 22     | 23     | 24     | 25     | 26     | 27     | 28     |
| 35     | 29     | 30     | 31     |        |        |        |        |

| September | September | September | September | September | September | September | September |
| Kw        | Mo        | Di        | Mi        | Do        | Fr        | Sa        | So        |
| --------- | --------- | --------- | --------- | --------- | --------- | --------- | --------- |
| 35        |           |           |           | 1         | 2         | 3         | 4         |
| 36        | 5         | 6         | 7         | 8         | 9         | 10        | 11        |
| 37        | 12        | 13        | 14        | 15        | 16        | 17        | 18        |
| 38        | 19        | 20        | 21        | 22        | 23        | 24        | 25        |
| 39        | 26        | 27        | 28        | 29        | 30        |           |           |

| Oktober | Oktober | Oktober | Oktober | Oktober | Oktober | Oktober | Oktober |
| Kw      | Mo      | Di      | Mi      | Do      | Fr      | Sa      | So      |
| ------- | ------- | ------- | ------- | ------- | ------- | ------- | ------- |
| 39      |         |         |         |         |         | 1       | 2       |
| 40      | 3       | 4       | 5       | 6       | 7       | 8       | 9       |
| 41      | 10      | 11      | 12      | 13      | 14      | 15      | 16      |
| 42      | 17      | 18      | 19      | 20      | 21      | 22      | 23      |
| 43      | 24      | 25      | 26      | 27      | 28      | 29      | 30      |
| 44      | 31      |         |         |         |         |         |         |

| November | November | November | November | November | November | November | November |
| Kw       | Mo       | Di       | Mi       | Do       | Fr       | Sa       | So       |
| -------- | -------- | -------- | -------- | -------- | -------- | -------- | -------- |
| 44       |          | 1        | 2        | 3        | 4        | 5        | 6        |
| 45       | 7        | 8        | 9        | 10       | 11       | 12       | 13       |
| 46       | 14       | 15       | 16       | 17       | 18       | 19       | 20       |
| 47       | 21       | 22       | 23       | 24       | 25       | 26       | 27       |
| 48       | 28       | 29       | 30       |          |          |          |          |

| Dezember | Dezember | Dezember | Dezember | Dezember | Dezember | Dezember | Dezember |
| Kw       | Mo       | Di       | Mi       | Do       | Fr       | Sa       | So       |
| -------- | -------- | -------- | -------- | -------- | -------- | -------- | -------- |
| 48       |          |          |          | 1        | 2        | 3        | 4        |
| 49       | 5        | 6        | 7        | 8        | 9        | 10       | 11       |
| 50       | 12       | 13       | 14       | 15       | 16       | 17       | 18       |
| 51       | 19       | 20       | 21       | 22       | 23       | 24       | 25       |
| 52       | 26       | 27       | 28       | 29       | 30       | 31       |          |

Das Jahr 1864 bringt den ersten der später so bezeichneten deutschen Einigungskriege: Nach einem von Dänemark nicht erfüllten kurzfristigen Ultimatum zur Rücknahme der Novemberverfassung greifen Preußen und Österreich das Königreich an und besiegen es innerhalb weniger Monate, wobei sie bis zur Nordspitze von Jütland vordringen. Im Frieden von Wien verliert Dänemark die Herzogtümer Schleswig, Holstein und Lauenburg, die von den Siegermächten vorläufig in Form eines Kondominiums verwaltet werden. Im Deutsch-Dänischen Krieg nehmen erstmals Hilfskräfte und Delegierte unter dem Zeichen des Roten Kreuzes an einem Krieg teil und im August wird in Genf die von Gustave Moynier erarbeitete erste der Genfer Konventionen betreffend die Linderung des Loses der im Felddienst verwundeten Militärpersonen unterzeichnet.
Im Sezessionskrieg setzt sich mittlerweile die Übermacht an Menschen und Kriegsmaterial auf Seiten der Union durch, die wie von General Ulysses Grant erwartet einen Abnutzungskrieg leichter verkraftet. Immer noch wird erbittert gekämpft, doch die Schlachten verlagern sich mit ganz wenigen Ausnahmen in das Gebiet der Konföderation, wobei die Unionsgeneräle zunehmend eine Politik der verbrannten Erde verfolgen. Nach der Schlacht in der Mobile Bay befindet sich mit Wilmington überdies nur noch ein Seehafen in konföderierter Hand. Mit dem Rückenwind dieser militärischen Erfolge gewinnt Präsident Abraham Lincoln, der für die von Republikanern gemeinsam mit Teilen der Demokraten gegründeten National Union Party antritt, die Präsidentschaftswahl im November überzeugend. Sein Vizepräsident wird der Demokrat Andrew Johnson.
In Mexiko wird in der Zwischenzeit mit der Unterstützung der französischen Interventionstruppen das Zweite Kaiserreich ausgerufen und der naiv-romantische habsburgische Herzog Maximilian Ferdinand nimmt auf Schloss Miramare bei Triest die ihm angetragene Krone an, während Präsident Benito Juárez mit umfangreichen Landreformen die Unterstützung der Bevölkerung gewinnt.
In Polen bricht nach einem Jahr der Januaraufstand gegen die russische Fremdherrschaft zusammen und in Südamerika brechen mit dem Spanisch-Südamerikanischen Krieg und dem Tripel-Allianz-Krieg gleich zwei überregionale Kriege aus.

## Ereignisse

### Politik und Weltgeschehen
| Chronologie                                                            | Chronologie |
| ---------------------------------------------------------------------- | --- |
| 1. Januar                                                              | Schweiz: Jakob Dubs wird Bundespräsident.                                                                                 |
| 14. Januar                                                             | Kit Carson beginnt seinen Feldzug gegen das Volk der Navajo.                                                              |
| 16. Januar                                                             | Ultimatum Österreichs und Preußens an Dänemark                                                                            |
| 1. Februar                                                             | Der Deutsch-Dänische Krieg beginnt.                                                                                       |
| 2. Februar                                                             | Gefecht von Missunde im Deutsch-Dänischen Krieg                                                                           |
| 6. Februar                                                             | Schlacht von Oeversee im Deutsch-Dänischen Krieg                                                                          |
| 15. Februar                                                            | José María Medina wird Präsident von Honduras.                                                                            |
| 17. Februar                                                            | Sezessionskrieg: Das U-Boot H. L. Hunley versenkt die Housatonic.                                                         |
| 1. März                                                                | Atanasio Cruz Aguirre wird Präsident von Uruguay.                                                                         |
| 10. März                                                               | Ludwig II. wird König von Bayern.                                                                                         |
| 17. März                                                               | Erstürmung der Düppeler Schanzen im Deutsch-Dänischen Krieg Konstantinos Kanaris wird Ministerpräsident von Griechenland. |
| 9. April                                                               | Schlacht bei Pleasant Hill im Sezessionskrieg                                                                             |
| 10. April                                                              | Maximilian I. wird zum Kaiser von Mexiko proklamiert.                                                                     |
| 12. April                                                              | Gefecht um Fort Pillow im Sezessionskrieg                                                                                 |
| 14. April                                                              | Der Spanisch-Südamerikanische Krieg beginnt.                                                                              |
| 18. April                                                              | Seegefecht bei Jasmund (1864) im Deutsch-Dänischen Krieg                                                                  |
| 25. April                                                              | Konferenz von London (1864) wird eröffnet.                                                                                |
| 1. Mai                                                                 | In Lübeck wird die Torsperre aufgehoben.                                                                                  |
| 5./6. Mai                                                              | Schlacht in der Wilderness im Sezessionskrieg                                                                             |
| 8. Mai                                                                 | Die Schlacht bei Spotsylvania Court House im Sezessionskrieg beginnt.                                                     |
| 9. Mai                                                                 | Seegefecht vor Helgoland im Deutsch-Dänischen Krieg                                                                       |
| 11. Mai                                                                | Schlacht an der Yellow Tavern im Sezessionskrieg                                                                          |
| 11. Mai                                                                | Schlacht bei New Market im Sezessionskrieg                                                                                |
| 21. Mai                                                                | Die Republik der Ionischen Inseln wird Teil Griechenlands. Die Schlacht bei Spotsylvania Court House endet.               |
| 28. Mai                                                                | Das Montana-Territorium in den USA wird gegründet.                                                                        |
| 31. Mai                                                                | Die Schlacht von Cold Harbor im Sezessionskrieg beginnt.                                                                  |
| Anfang Juni                                                            | Gründung der National Union Party in den USA                                                                              |
| 2. Juni                                                                | Der Kaukasuskrieg endet.                                                                                                  |
| 9. Juni                                                                | Die Belagerung von Petersburg im Sezessionskrieg beginnt.                                                                 |
| 12. Juni                                                               | Die Schlacht von Cold Harbor endet.                                                                                       |
| 19. Juni                                                               | Alabamafrage: Die Kearsarge versenkt die Alabama.                                                                         |
| 24. Juni                                                               | Karlsbader Abmachung |
| 25. Juni                                                               | Karl wird König von Württemberg. Die Konferenz in London scheitert.                                                       |
| 11. Juli                                                               | Die dänische Regierung Monrad tritt zurück.                                                                               |
| 14. Juli                                                               | Rainilaiarivony wird Regierungschef in Madagaskar.                                                                        |
| 28. Juli                                                               | Indianerkriege: Schlacht am Killdeer Mountain                                                                             |
| 30. Juli                                                               | Kraterschlacht im Sezessionskrieg                                                                                         |
| 5. August                                                              | Januaraufstand in Polen: Romuald Traugutt wird hingerichtet. Schlacht in der Mobile Bay im Sezessionskrieg                |
| 20. August                                                             | Aufstand am Hamaguri-Tor in Japan                                                                                         |
| 22. August                                                             | Die erste Genfer Konvention wird unterzeichnet.                                                                           |
| 1.–8. September                                                        | Charlottetown-Konferenz in Britisch-Nordamerika                                                                           |
| 2. September                                                           | Sezessionskrieg: William T. Sherman erobert Atlanta, Georgia.                                                             |
| 15. September                                                          | Florenz wird Hauptstadt Italiens.                                                                                         |
| 22. September                                                          | Schlacht bei Fishers Hill im Sezessionskrieg                                                                              |
| 10.–27. Oktober                                                        | Québec-Konferenz in Britisch-Nordamerika                                                                                  |
| 19. Oktober                                                            | Schlacht am Cedar Creek und St.-Albans-Vorfall im Sezessionskrieg                                                         |
| 30. Oktober                                                            | Der Frieden von Wien beendet den Deutsch-Dänischen Krieg.                                                                 |
| 31. Oktober                                                            | Nevada wird 36. US-Bundesstaat.                                                                                           |
| 8. November                                                            | Abraham Lincoln gewinnt die Präsidentschaftswahl in den Vereinigten Staaten 1864                                          |
| 11. November                                                           | Sezessionskrieg: William T. Sherman lässt Atlanta niederbrennen.                                                          |
| 29. November                                                           | Indianerkriege: Sand-Creek-Massaker                                                                                       |
| 30. November                                                           | Schlacht am Honey Hill und Schlacht von Franklin im Sezessionskrieg                                                       |
| 13. Dezember                                                           | Der Tripel-Allianz-Krieg in Südamerika beginnt.                                                                           |
| 16. Dezember                                                           | Schlacht von Nashville im Sezessionskrieg                                                                                 |
| 21. Dezember                                                           | Sezessionskrieg: William T. Sherman erobert Savannah, Georgia.                                                            |
| 24.–27. Dezember                                                       | Erste Beschießung von Fort Fisher im Sezessionskrieg                                                                      |
| Andauernde Ereignisse                                                  | |
| Französische Intervention in Mexiko (seit 1861)                        | |
| Sezessionskrieg in Nordamerika (seit 1861)                             | |
| Preußischer Verfassungskonflikt (seit 1860)                            | |
| Rotativismo in Portugal (seit 1856)                                    | |
| Nian-Aufstand (seit 1853) gegen die Qing-Dynastie in China (seit 1644) | |
| Bakumatsu (seit 1853) der Edo-Zeit in Japan (seit 1603)                | |
| Zweites Kaiserreich in Frankreich (seit 1852)                          | |
| Gründerzeit in Deutschland und Österreich (seit etwa 1840)             | |
| Tanzimat-Reformen im Osmanischen Reich (seit 1839)                     | |
| Viktorianisches Zeitalter in Großbritannien (seit 1837)                | |

#### Deutsch-Dänischer Krieg
- 16. Januar: Österreich und Preußen stellen Dänemark ein auf 48 Stunden befristetes Ultimatum, die Novemberverfassung aufzuheben und das Herzogtum Schleswig zu räumen. Da Dänemark darauf nicht reagiert, kommt es wenige Tage später zum Deutsch-Dänischen Krieg.

Erstürmung des Schwartauer Schlagbaumes von H. Suhling

- 25. bis 29. Januar: Der von der Regierung in Eutin geschlossene Schwartauer Schlagbaum wird nach Überreichung einer Protestnote von preußischen Truppen mehrfach zerstört und Truppen in Schwartau einquartiert. Damit wird die Neutralität des Großherzogtums Oldenburg im Konflikt mit Dänemark verletzt. Auch in Pohnsdorf und Horsdorf erfolgen widerrechtliche Einquartierungen.
- 1. Februar: Beginn des Deutsch-Dänischen Krieges. In diesem Krieg wird vom Schweizer Arzt Louis Appia und vom niederländischen Marineoffizier Charles van de Velde zum ersten Mal das Schutzzeichen des Roten Kreuzes (rotes Kreuz auf weißem Grund) getragen.
- 2. Februar: Im Gefecht von Missunde schlagen dänische Einheiten einen preußischen Angriff zurück.

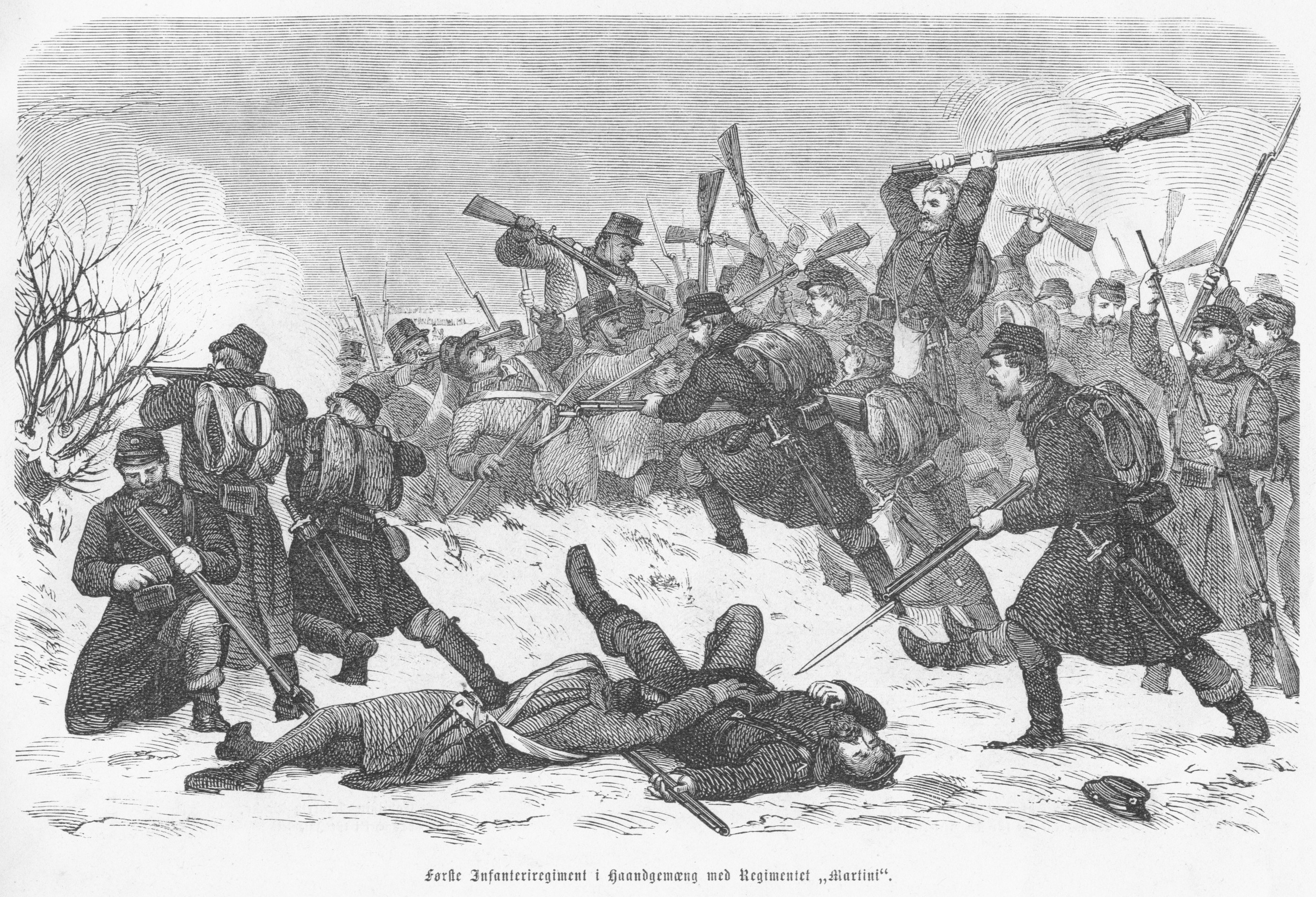
Zeitgenössische Darstellung der Schlacht von Oeversee, Holzschnitt 1864

- 6. Februar: Österreichische Einheiten besiegen die sich vom Danewerk zurückziehenden dänischen Truppen südlich von Flensburg in der Schlacht von Oeversee, nachdem es den Preußen gelungen ist, die Schlei zu überqueren.
- 15. März: Dänemark weitet die bestehende Seeblockade gegen die schleswig-holsteinischen Häfen auf alle preußischen Seehäfen aus. Auch ein Seekrieg zeichnet sich nunmehr ab.

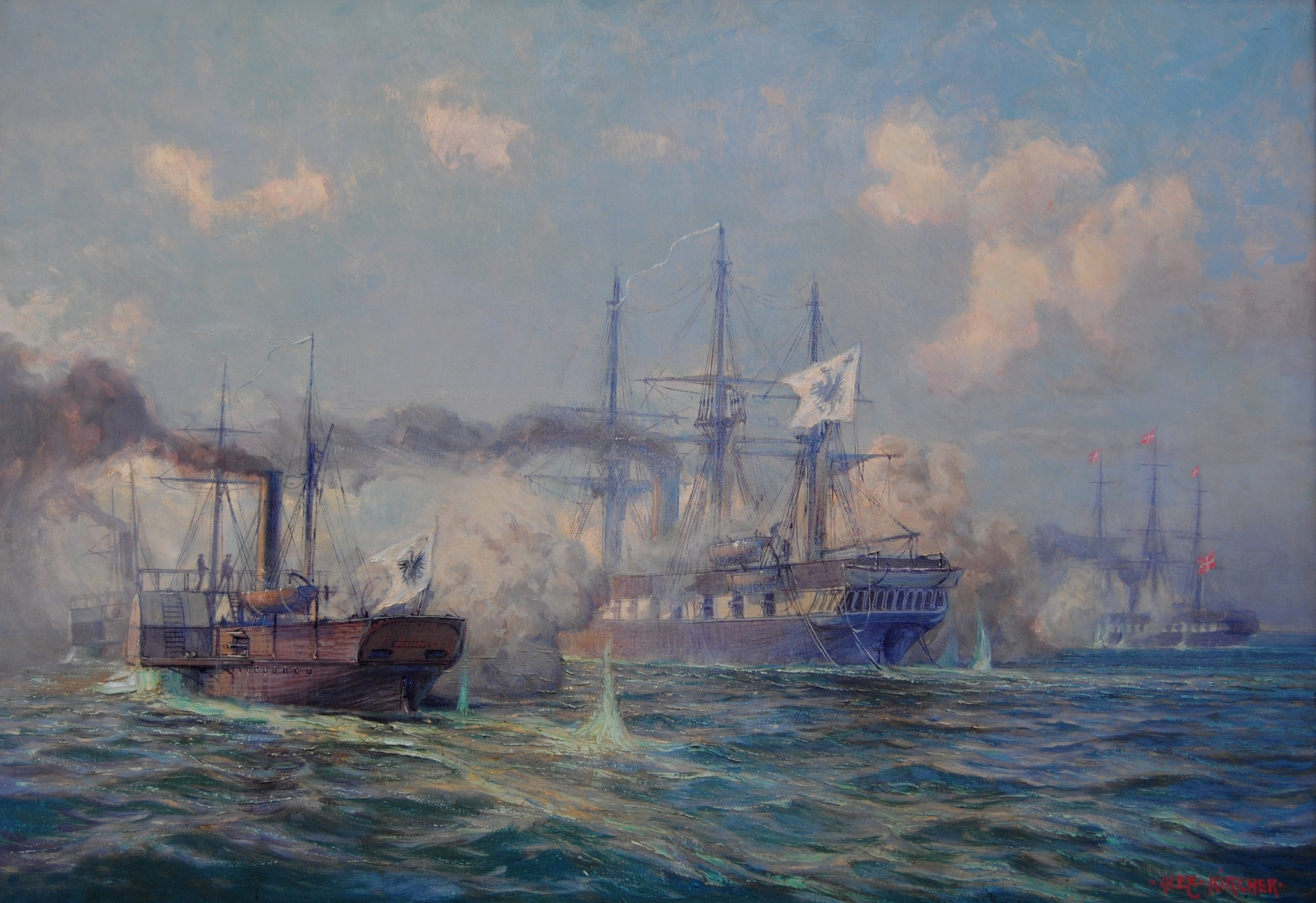
Seegefecht bei Jasmund von Alexander Kircher

- 17. März: Der preußische Versuch, die dänische Blockadeflotte zu schwächen, scheitert im Seegefecht bei Jasmund an der materiellen Unterlegenheit. Es handelt sich um das erste Seegefecht eines Verbands der Preußischen Marine seit ihrer Gründung 1848.
- 18. April: Die Erstürmung der Düppeler Schanzen durch die Preußen unter Prinz Friedrich Karl entscheidet den Deutsch-Dänischen Krieg zugunsten der Preußen und Österreicher. Der Legende nach verhilft der Pionier Carl Klinke den Preußen mit seiner Sprengladung zum Sieg. Der dänische Kommandant Claude du Plat fällt in der Schlacht.
- 25. April: In London treffen sich Vertreter der europäischen Staaten, um eine Lösung des Konflikts herbeizuführen. Die Konferenz endet am 25. Juni ohne Ergebnis.
- 9. Mai: Dänemark besiegt Preußen und Österreich im Seegefecht vor Helgoland, nachdem der österreichische Admiral Wilhelm von Tegetthoff, dessen Flaggschiff in Brand geraten ist, sich zurückgezogen hat. Der dänische Sieg hat jedoch keine Auswirkung mehr auf den Ausgang des Krieges.
- 12. Mai: Auf der Konferenz von London wird eine Waffenruhe im Deutsch-Dänischen Krieg ausgehandelt. Verhandlungen über eine mögliche nationale Teilung Schleswigs zwischen Deutschland/Preußen und Dänemark bringen kein Ergebnis, woraufhin der Krieg kurzzeitig wieder aufflammt.
- 24. Juni: Österreich und Preußen treffen die Karlsbader Abmachung, nachdem sich abzeichnet, dass die Londoner Konferenz kein Ergebnis bringen wird. Man einigt sich in der sieben Punkte umfassenden Übereinkunft unter anderem auf eine Besetzung der Insel Alsen sowie ganz Jütlands als weitere Operationsziele. Zur Unterstützung des Angriffs auf Alsen soll ein Scheinangriff gegen die Insel Fünen geführt werden, um die dortigen dänischen Kräfte zu binden.
- 25. Juni: Nach zwei Monaten endet die Konferenz von London – der Versuch, den Deutsch-Dänischen Krieg mit diplomatischen Mitteln zu beenden – ohne Ergebnis.

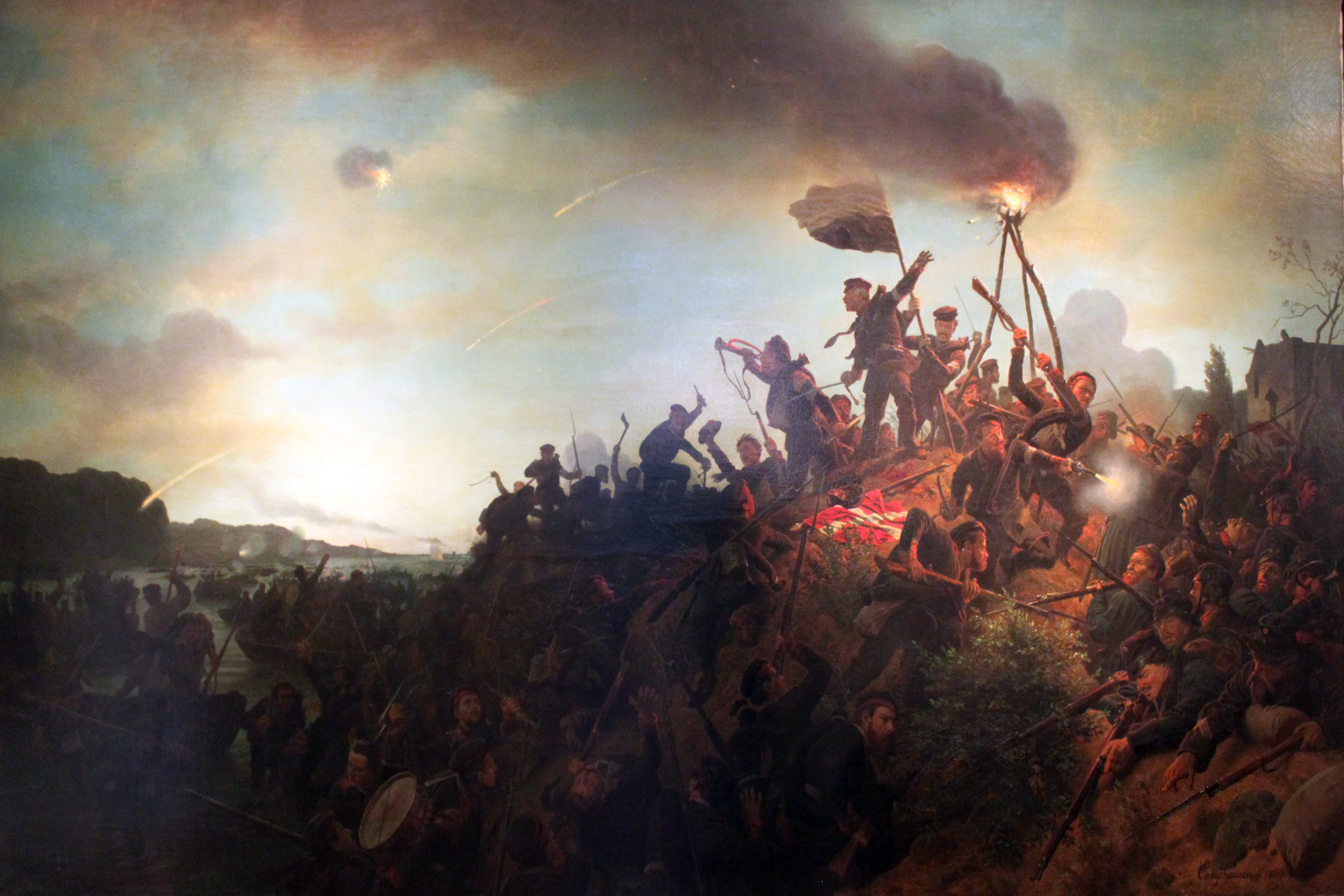
Die Erstürmung der Insel Alsen durch die Preußen, Wilhelm Camphausen, 1866

- 29. Juni: Preußische Truppen erobern die dänische Insel Alsen. Wenig später erreichen die Angreifer die Nordspitze Jütlands, womit der Großteil des Königreichs Dänemark besetzt und nun sogar die dänischen Inseln bedroht sind.
- 8. Juli: Der dänische König Christian IX. verlangt den Rücktritt der Regierung Monrad. Regierungschef Ditlev Gothard Monrad kommt dem Verlangen am 11. Juli nach. Als sein Nachfolger wird Christian Albrecht Bluhme ernannt, der dieses Amt damit zum zweiten Mal übernimmt.
- 30. Oktober: Österreich, Preußen und Dänemark beenden den Deutsch-Dänischen Krieg mit der Unterzeichnung des Friedens von Wien. Dänemark überlässt darin die Herzogtümer Schleswig, Holstein und Lauenburg den beiden deutschen Großmächten. Der Vertrag wird am 12. November von Dänemark und am 14. November von Preußen und Österreich ratifiziert. Der Austausch der Ratifizierungsurkunden erfolgt am 16. November in Wien. Österreich und Preußen regieren die Herzogtümer bis 1866 als Kondominium.
- 7. Dezember: Der preußische König Wilhelm I. stiftet das Alsenkreuz zur Erinnerung an die Eroberung von Alsen.

#### Königreich Württemberg
- 6. Januar: Die nach einer Amnestie nach Stuttgart zurückgekehrten Karl Mayer, Julius Haußmann und Ludwig Pfau gründen im Königreich Württemberg die Demokratische Volkspartei als Zusammenschluss vieler demokratischer Revolutionäre von 1848.

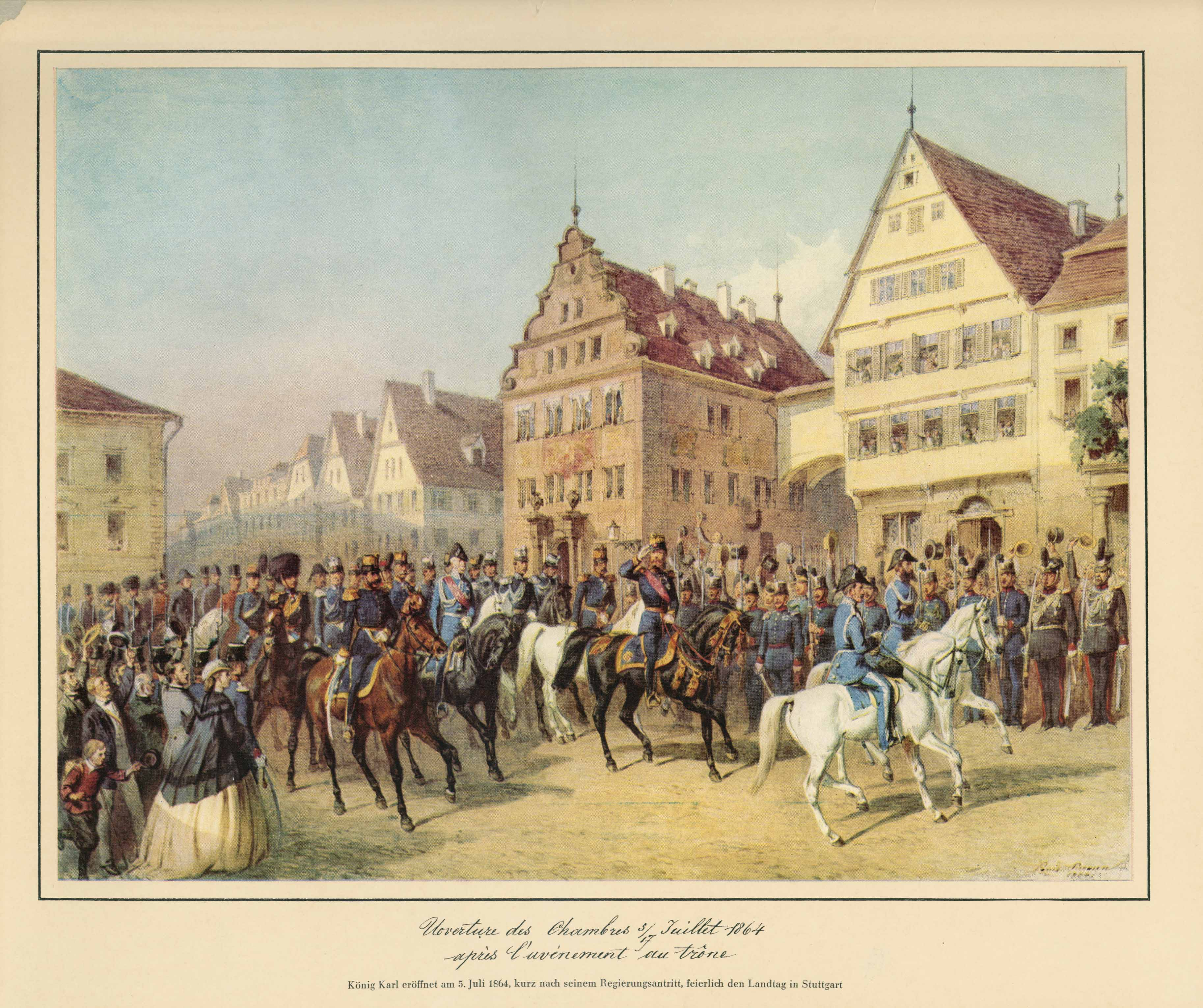
Eröffnung des Landtags durch König Karl kurz nach seinem Amtsantritt, Gemälde von Louis Braun

- 25. Juni: Durch den Tod seines Vaters Wilhelm I. wird König Karl dritter Monarch in Württemberg. Am 12. Juli wird er inthronisiert. Liberaler eingestellt als sein Vater ersetzt er am 21. September Joseph von Linden durch Karl von Varnbüler als leitenden Minister und stellt am 24. Dezember die Presse- und Vereinsfreiheit wieder her.

#### Weitere Ereignisse im Deutschen Bund

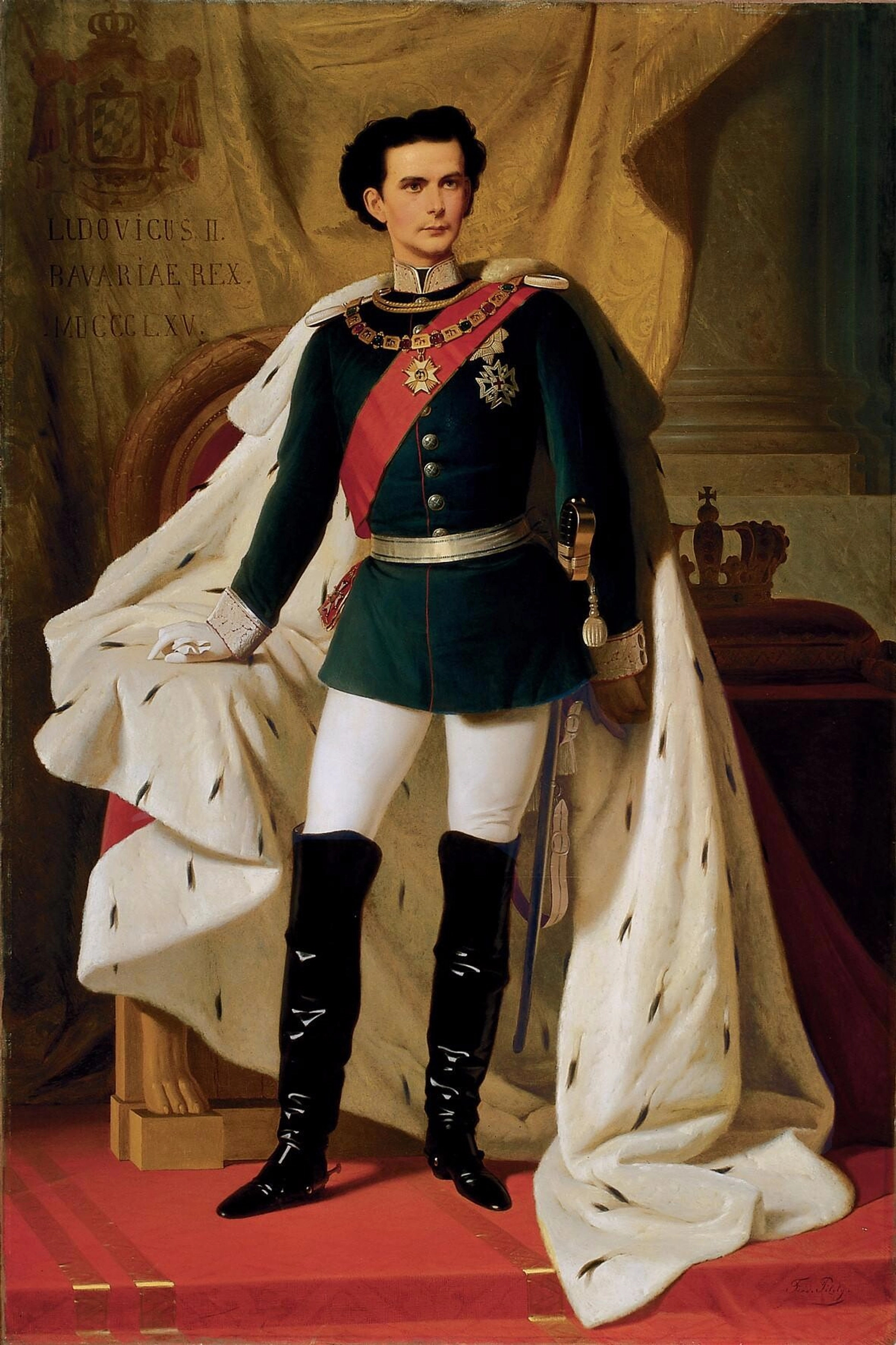
Ludwig II. im Krönungsmantel, Ferdinand Piloty, 1865

- 10. März: Kronprinz Ludwig Friedrich Wilhelm von Wittelsbach wird nach dem Tod seines Vaters Maximilian II. Joseph als König Ludwig II. von Bayern proklamiert. Am folgenden Tag leistet er im Sitzungssaal der Staatsratszimmer seinen Eid auf die bayerische Verfassung.
- 1. Mai: In Lübeck wird die seit dem Mittelalter mit einer Unterbrechung während der Lübecker Franzosenzeit in Kraft befindliche Torsperre mit Senatsbeschluss aufgehoben. Die Städtebauliche Entwicklung Lübecks verläuft daraufhin rasant.
- 15. Dezember: Der Social-Demokrat als Organ des Allgemeinen Deutschen Arbeitervereins erscheint erstmals in Form einer Probenummer. Die zweite Probenummer erscheint am 21. Dezember, die dritte am 30. Dezember. Ab dem 4. Januar 1865 erscheinen die regulären Ausgaben des Wochenblattes. Finanziert und herausgegeben wird die Zeitschrift von Johann Baptist von Schweitzer und Johann Baptist von Hofstetten.

#### Polen/Russland

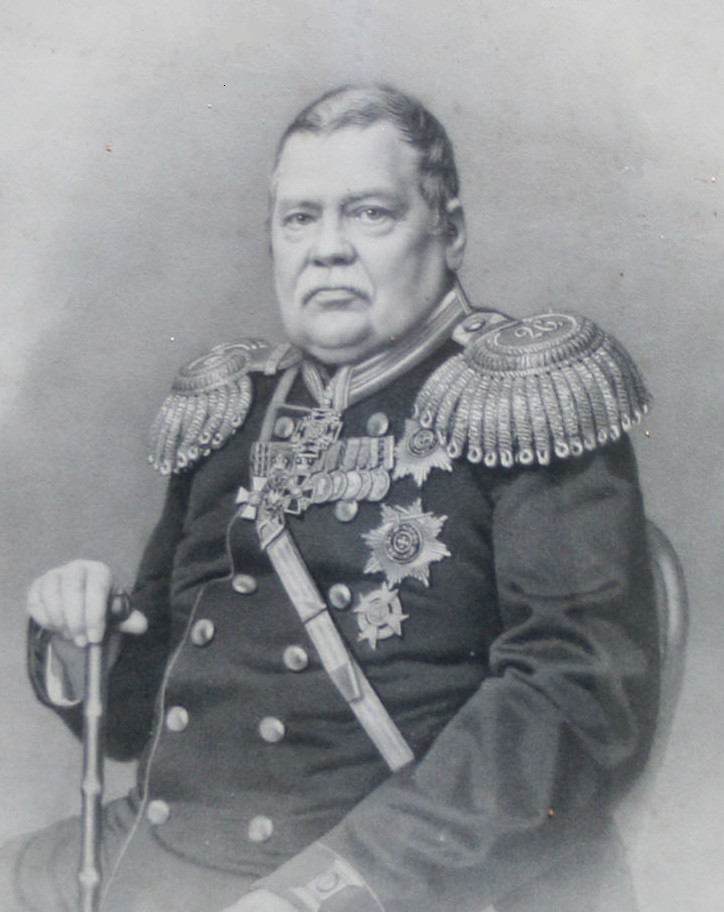
Graf Murawjow-Wilenski

- April: Mit der Verhaftung des Anführers Romuald Traugutt durch die russische Armee bricht der Januaraufstand in Polen zusammen. Traugutt wird am 5. August in der Zitadelle Warschau hingerichtet. Eine Partisanengruppe unter dem Priester Stanisław Brzóska kann sich noch bis Dezember in Kongresspolen halten. Nach der Niederschlagung des Aufstands werden rund 128 Beteiligte hingerichtet, rund 10.000 in die Verbannung geschickt. Gouverneur Michail Nikolajewitsch Murawjow-Wilenski setzt auf dem Gebiet von Belarus anschließend umfangreiche und rigorose Schritte der Russifizierung um. Polnisch wird als Amtssprache abgeschafft, die dominierende Stellung der römisch-katholischen Kirche und des polnischen Adels in sozialer Hierarchie, Bildung und Wirtschaft wird zurückgesetzt. Die Maßnahmen führen zur Verarmung der Polen und zu einer Auswanderungswelle.
- Der Kaukasuskrieg endet mit der Umsiedlung und Vertreibung zahlreicher Tscherkessen durch Russland, von denen viele in das Osmanische Reich flüchten.

#### Griechenland

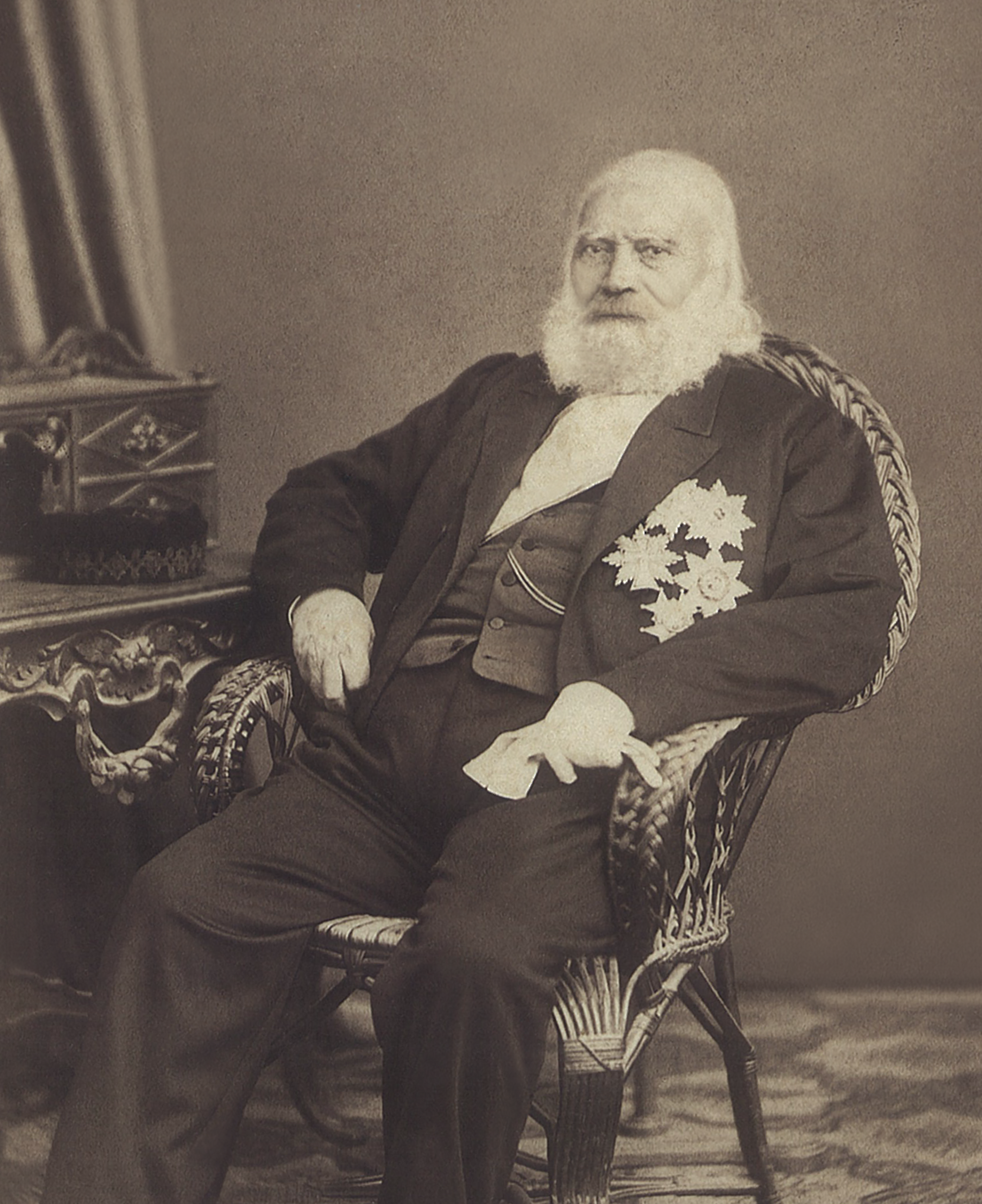
Konstantinos Kanaris als Ministerpräsident

- 17. März: Der bisherige Marineminister Konstantinos Kanaris folgt Dimitrios Voulgaris nach nur vier Monaten als Ministerpräsident von Griechenland. Schon am 28. April löst sich sein Kabinett wieder auf und wird von einer Übergangsregierung unter Zinovios Valvis abgelöst. Am 7. August wird neuerlich Kanaris als Premierminister vereidigt.
- 29. März: In einem Vertrag einigen sich die Großmächte Großbritannien, Russland und Österreich mit Griechenland über den von der Bevölkerung gewollten Anschluss der Republik der Ionischen Inseln an das Königreich Griechenland. Am 21. Mai übergibt der britische Lord-Oberkommissar Henry Storcks die Regierungsgewalt an einen griechischen Bevollmächtigten und löst das Ionische Parlament auf, zugleich erlischt auch die Verfassung der Ionischen Inseln. Seither sind die Inseln als Verwaltungsregion Ionische Inseln ein Teil Griechenlands.

#### Weitere Ereignisse in Europa
- 1. Januar: Der Liberal-Radikale Jakob Dubs wird Bundespräsident der Schweiz.

Italien 1864

- 15. September: Die Hauptstadt Italiens wird von Turin nach Florenz verlegt.
- In Großbritannien wird erstmals ein Contagious Diseases Acts erlassen, wonach Prostituierte, die an einer Geschlechtskrankheit leiden, in Arbeitshäusern festgehalten werden können. In den folgenden Jahren wenden sich zahlreiche Frauen aller Gesellschaftsschichten gegen die Doppelmoral, nach der Prostituierte kriminalisiert und entwürdigenden Untersuchungen unterworfen werden können, ihre Kunden jedoch unbehelligt bleiben. Daraus entwickelt sich schließlich die Bewegung der Suffragetten. Galionsfigur für den Kampf gegen den Contagious Diseases Act wird Josephine Butler.

#### Vereinigte Staaten/Konföderierte Staaten von Amerika

##### Politische und strategische Entwicklungen im Sezessionskrieg

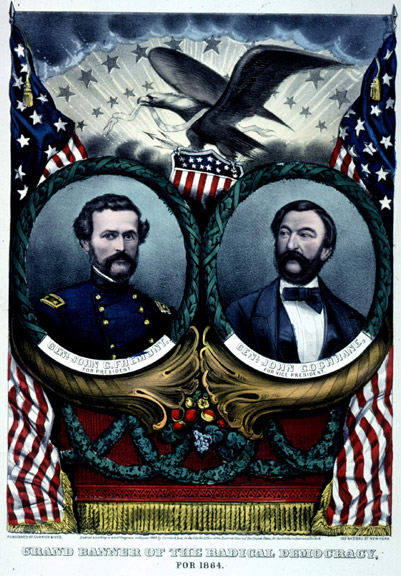
Wahlplakat der Radikalen

- 29. bis 31. Mai: Zahlreiche sogenannte „Radikale Republikaner“, denen Abraham Lincolns Position in der Frage der Sklaverei nicht weit genug geht, halten in Cleveland die Radical Democracy Convention ab, auf der John C. Frémont zum Präsidentschaftskandidaten gewählt wird. General John Cochrane wird sein Vizepräsidentschaftskandidat. Ziel der beiden ist die vollständige Abschaffung der Sklaverei in den Vereinigten Staaten.

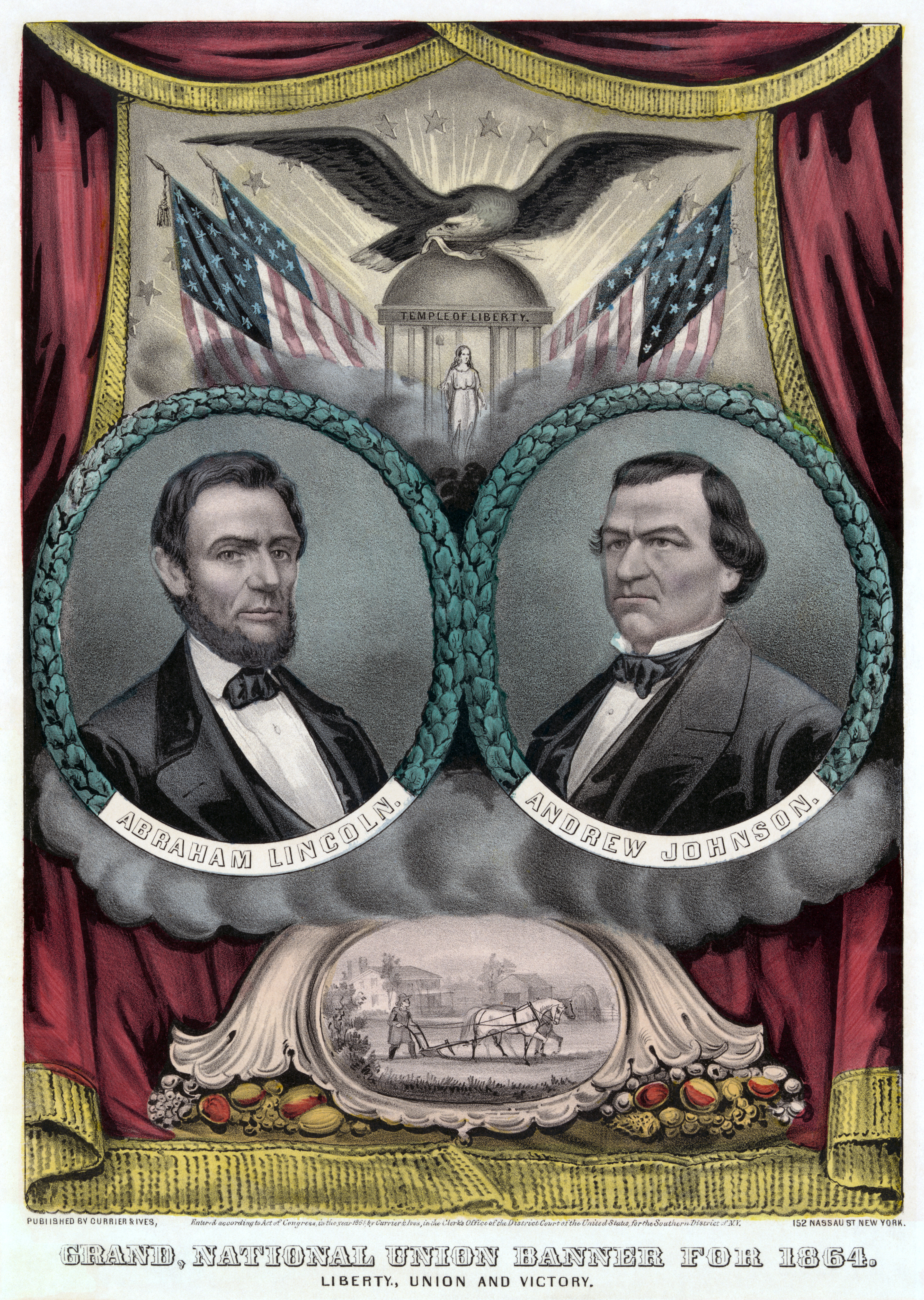
Wahlplakat der National Union Party im Wahlkampf 1864

- Anfang Juni: Zur Unterstützung des amtierenden Präsidenten Abraham Lincoln und der Fortführung des Sezessionskriegs wird in der Union von Republikanern und Demokraten, die die Fortsetzung des Krieges unterstützen (war democrats), die National Union Party gegründet. Auf der Convention vom 7./8. Juni in Baltimore wird Lincoln zum Präsidentschaftskandidaten gewählt. Ihm wird der war democrat Andrew Johnson als Vizepräsidentschaftskandidat zur Seite gestellt.
- 15. Juni: Auf dem kurz zuvor enteigneten Grundbesitz des Südstaaten-Generals Robert Edward Lee in der Nähe Washingtons im Bundesstaat Virginia weiht US-Kriegsminister Edwin M. Stanton den Nationalfriedhof Arlington ein.

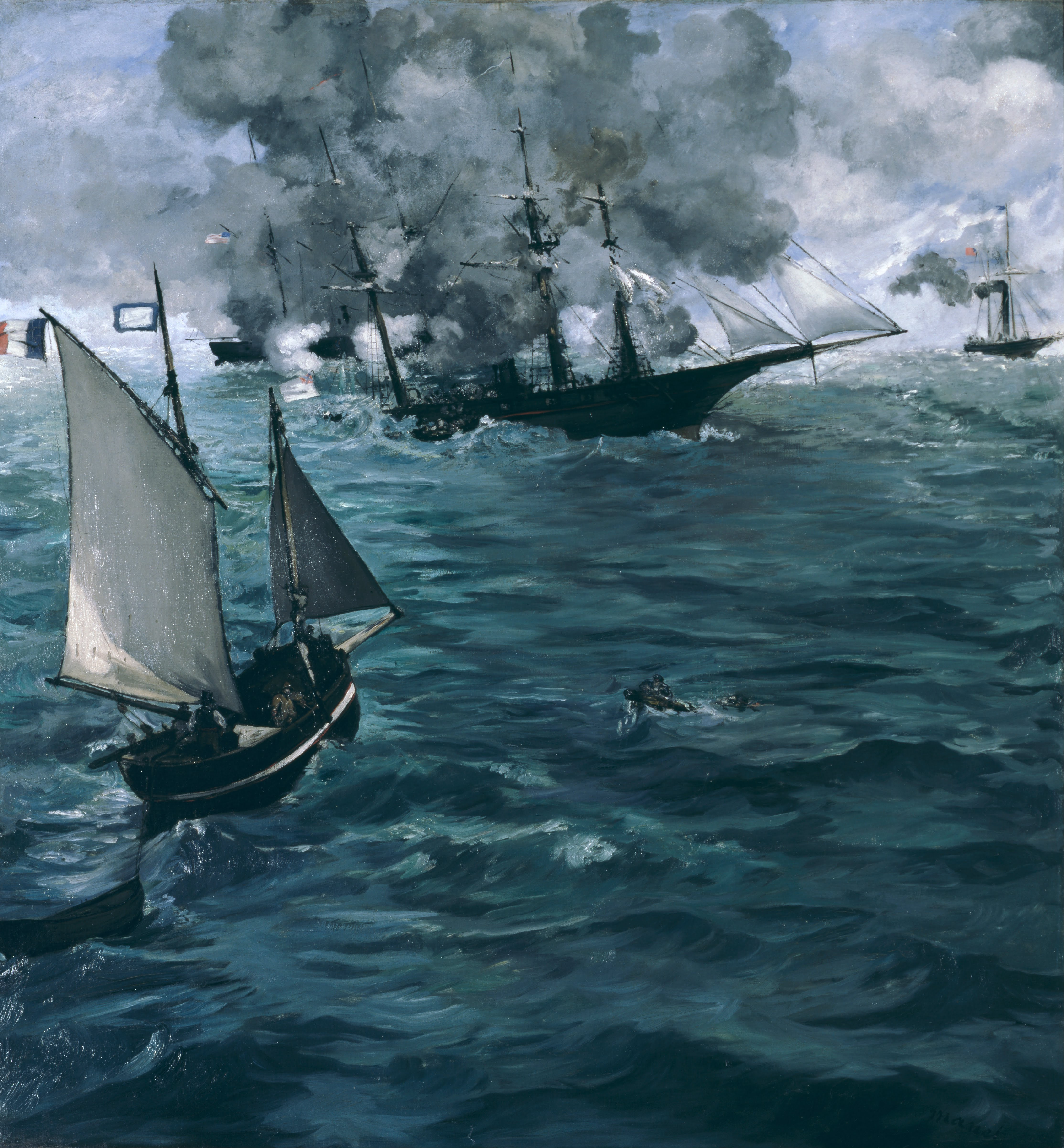
Édouard Manet: Seegefecht zwischen der Kearsarge und der Alabama (Öl auf Leinwand, 1864)

- 19. Juni: Das US-Kriegsschiff Kearsarge versenkt im Ärmelkanal vor der Küste Cherbourgs das unter dem Befehl von Raphael Semmes segelnde konföderierte Kaperschiff Alabama und löst damit einen internationalen Rechtsstreit mit dem Vereinigten Königreich Großbritannien und Irland aus, die sogenannte Alabamafrage.

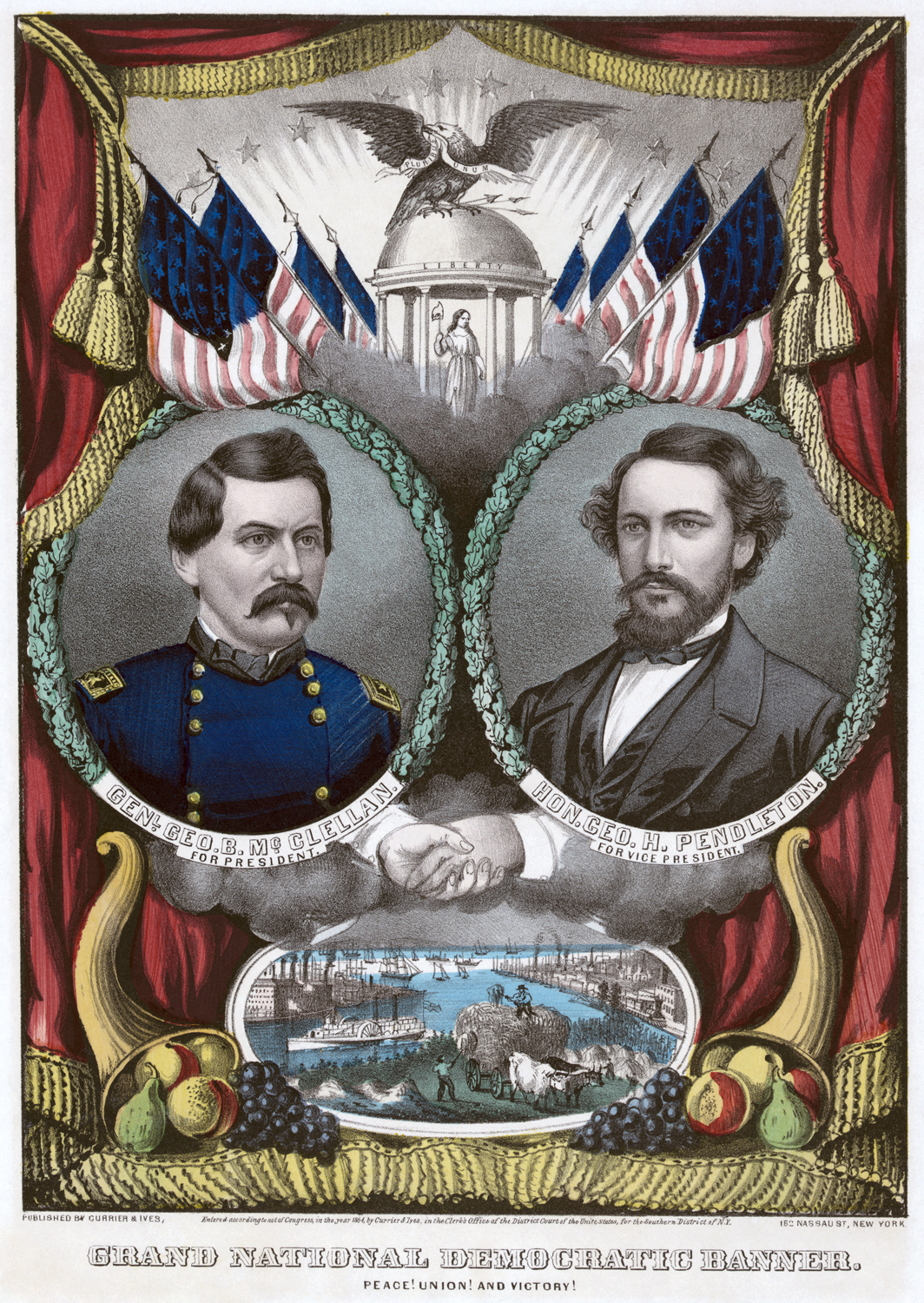
Demokratisches Wahlkampfplakat

- 29. bis 31. August: Die Demokraten nominieren auf ihrer Convention in Chicago den Kriegsbefürworter George B. McClellan als Präsidentschaftskandidaten und stellen ihm den Kriegsgegner George H. Pendleton als running mate zur Seite.
- 22. September: Zur Vermeidung einer Aufsplittung der Stimmen der Republikaner und damit einer drohenden Niederlage der Abolitionisten verzichtet John C. Frémont auf seine Kandidatur. John Cochrane schließt sich dieser Entscheidung an.

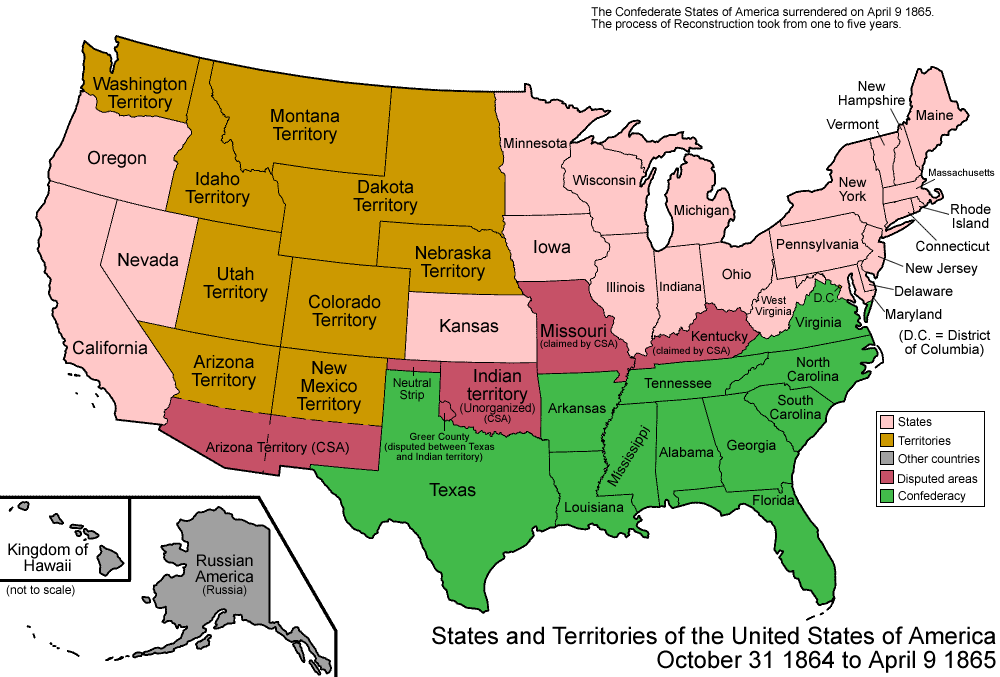
Vereinigte Staaten nach der Aufnahme von Nevada

- 31. Oktober: Das bisherige Nevada-Territorium wird unter dem Namen Nevada zur Gänze als 36. Bundesstaat in die Vereinigten Staaten aufgenommen. Henry G. Blasdel wird zum ersten Gouverneur des neuen Staates gewählt. Er tritt sein Amt als Nachfolger von Territorialgouverneur James W. Nye am 5. Dezember an. Hauptstadt bleibt Carson City, das sich damit gegen das im Silberrausch aufstrebende Virginia City durchsetzt.

- 8. November: Abraham Lincoln gewinnt die Präsidentschaftswahl in den Vereinigten Staaten 1864 mit 55 % der Stimmen gegen George B. McClellan. Vizepräsident wird der aus Tennessee stammende Demokrat Andrew Johnson.
- November: Bei den Wahlen zum 39. Kongress der Vereinigten Staaten gewinnen die Republikaner die Mehrheit in beiden Häusern.
- 13. Dezember: Senator Thomas Jenkins Semmes aus Louisiana bringt einen Antrag für eine neuerliche Änderung der Flagge der Konföderierten Staaten von Amerika ein. Das bisherige Stainless Banner hat im Krieg immer wieder zu Verwechslungen mit der weißen Kapitulationsflagge geführt. Andere Mitglieder des Senats wollen jedoch auch die Meinung von Offizieren des Heeres einholen und so wird der Vorschlag zunächst an einen Militärausschuss verwiesen.

##### Östlicher Kriegsschauplatz
Überland-Feldzug

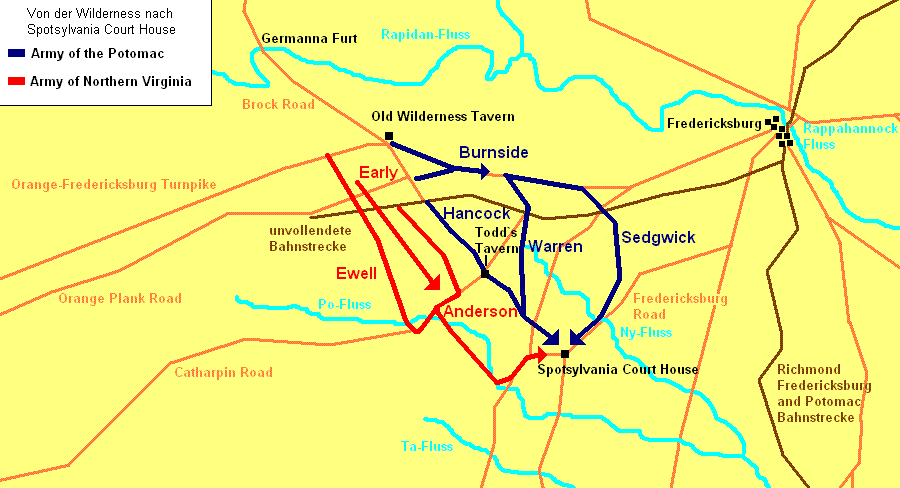
Der Weg der beiden Armeen von der Wilderness nach Spotsylvania

- Anfang Mai: Der Überland-Feldzug von Ulysses S. Grant beginnt. Das Ziel dieser Kampagne in Virginia ist erstmals nicht primär die Eroberung der Hauptstadt Richmond, sondern während William T. Sherman tief in den Süden vordringt, mit der Army of the Potomac Robert E. Lees Army of Northern Virginia im Norden zu binden und schließlich mit einem Abnutzungskrieg auszubluten.
- 5./6. Mai: Die Schlacht in der Wilderness zwischen der Army of the Potomac unter Generalmajor George Gordon Meade und der Army of Northern Virginia von General Robert Edward Lee endet ohne Entscheidung.

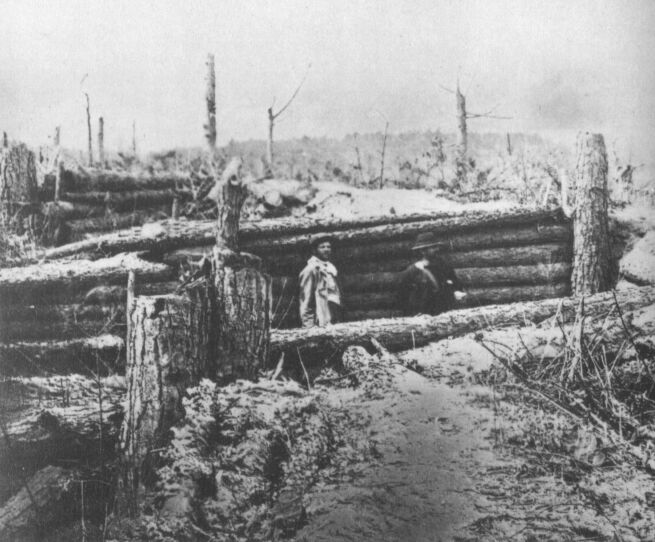
Konföderiertes Grabensystem beim „bloody angle“, Spotsylvania Court House, Photo vom 12. Mai

- 8. Mai bis 21. Mai: Die blutige Schlacht bei Spotsylvania Court House zwischen denselben Armeen endet unentschieden. Dabei kommen auf beiden Seiten rund 30.000 Menschen ums Leben. Der Süden hat weniger Gefallene zu beklagen, kann die Verluste jedoch nicht mehr so leicht durch neue Rekruten ausgleichen.
- 11. Mai: In der Schlacht an der Yellow Tavern unterliegt konföderierte Kavallerie einer Unionsübermacht. Dabei wird der Kavalleriekommandant des Südens, James Ewell Brown Stuart, tödlich verwundet.
- 28. Mai: Die Army of the Potomac der Union unter George Gordon Meade überquert den Pamunkey bei Hanover in Virginia. Drei Tage später beginnt die mehrtägige Schlacht von Cold Harbor.

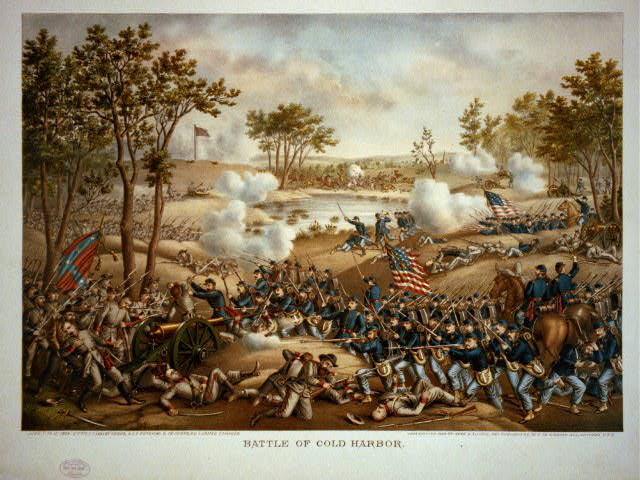
Schlacht von Cold Harbor, Kurz & Allison, 1888

- 3. Juni: In der Schlacht von Cold Harbor zahlen die Unionstruppen unter Ulysses S. Grant einen hohen Blutzoll beim Angriff auf Stellungen der Nord-Virginia-Armee.
- 12. Juni: Mit einem Sieg der Konföderierten endet die Schlacht von Cold Harbor, die am 31. Mai begonnen hat. Die zweitägige Schlacht bei Trevilian Station entscheiden die Kavalleriedivisionen der Nord-Virginia-Armee unter ihrem neuen Kommandanten Wade Hampton III. gegenüber ebensolchen Einheiten der Unionsarmee für sich.

Richmond-Petersburg-Feldzug

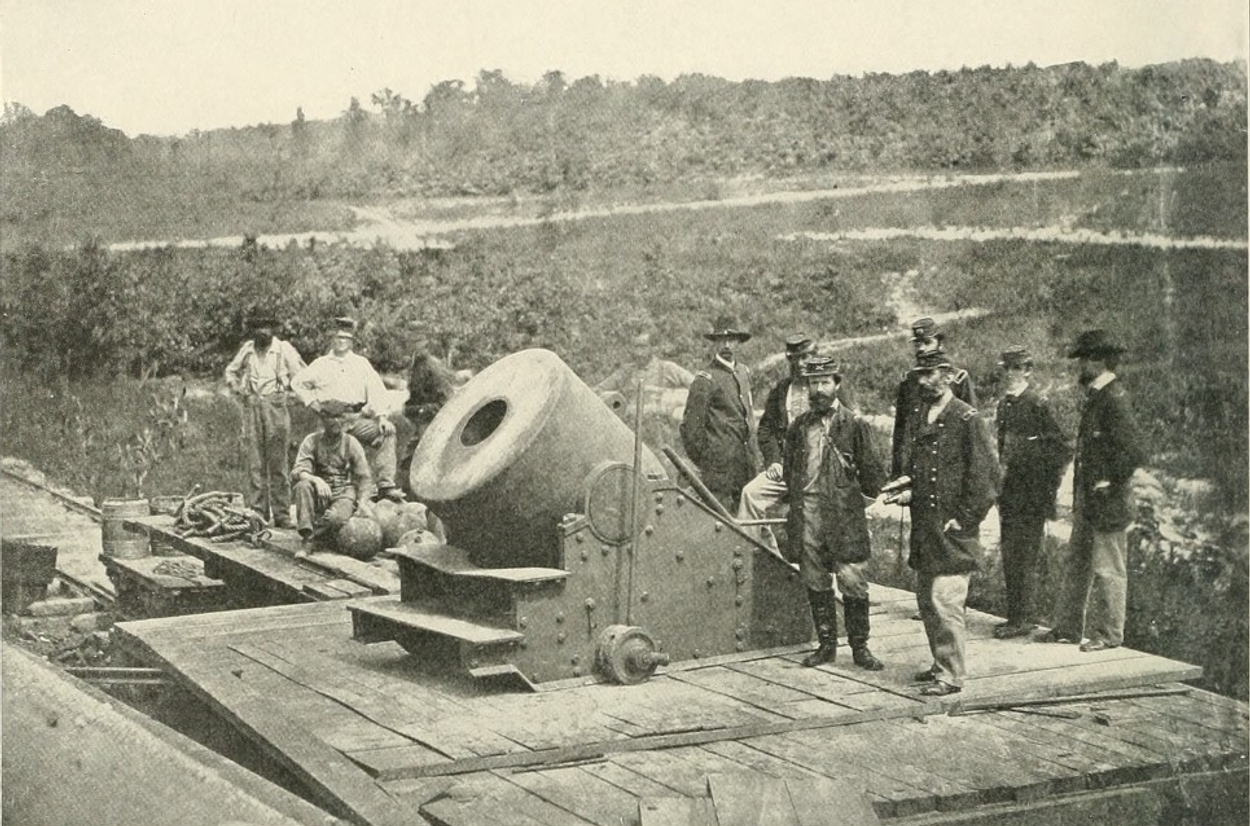
Der Belagerungsmörser Dictator vor Petersburg

- 9. Juni: Die Belagerung von Petersburg, der zweitgrößten Stadt Virginias, durch die Potomac-Armee der Union beginnt.
- 30. Juli: In der Kraterschlacht im Rahmen der Belagerung von Petersburg besiegen die Südstaaten die Nordstaaten, nachdem letztere sich in einem Krater gefangen haben, den sie selbst vorher mitten in die Reihen der Südstaatenarmee gesprengt haben.

Shenandoah Valley
- 15. Mai: Die Konföderierten unter Generalmajor John C. Breckinridge erzwingen in der Schlacht bei New Market den Rückzug der Unionstruppen unter Generalmajor Franz Sigel aus dem Shenandoah Valley.

Schlacht bei Fishers Hill

- 22. September: Die Schlacht bei Fishers Hill in Virginia gewinnen die Truppen der Nordstaaten gegen die Einheiten der Konföderierten.

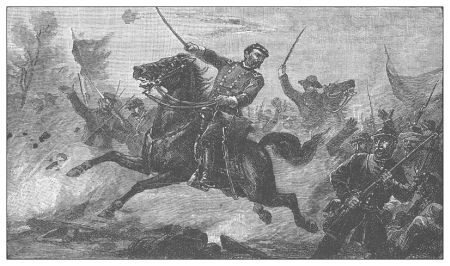
Philip Sheridan auf seinem Pferd Winchester in der Schlacht von Cedar Creek

- 19. Oktober: In der Schlacht am Cedar Creek besiegen die Nordstaaten die Südstaaten unter empfindlichen eigenen Verlusten.

Weitere Schauplätze im Osten
- 7. Februar: Die Unionsflotte erreicht Florida und fährt den St. Johns River hinauf nach Jacksonville. Am 8. Februar verlassen drei Kolonnen unter dem Befehl von Truman Seymour die nahezu entvölkerte Stadt in Richtung St. Marys River.
- 20. Februar: In der Schlacht bei Olustee unterliegen Seymours Unionstruppen der Confederate States Army unter Alfred H. Colquitt und müssen sich wieder nach Jacksonville zurückziehen. Der Sieg der Konföderierten sichert ihnen den Besitz des Inneren Floridas bis zum Kriegsende. Nach der Schlacht werden mehrere verwundete schwarze Soldaten der Unionsarmee von den Konföderierten ermordet.
- 19. Oktober: Im St.-Albans-Vorfall berauben aus Kanada eingereiste konföderierte Soldaten drei Banken im US-Bundesstaat Vermont und erbeuten 208.000 US-Dollar.
- 24. bis 27. Dezember: Die erste Beschießung von Fort Fisher endet mit dem Rückzug der Unionseinheiten.

##### Westlicher Kriegsschauplatz und Trans-Mississippi
Red-River-Feldzug

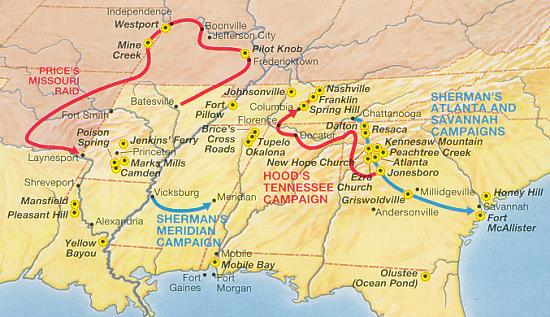
Westlicher Kriegsschauplatz 1864

- 10. März bis 22. Mai: Der Red-River-Feldzug der Nordstaaten endet letztendlich in einem Fehlschlag, obwohl sie am 9. April in der Schlacht bei Pleasant Hill siegreich sind.

Atlanta-Feldzug und Marsch zum Meer
- Mai bis September: Im Atlanta-Feldzug besiegen Unionsstreitkräfte unter William Tecumseh Sherman in Nordgeorgia die konföderierte Army of Tennessee.
- Juli: Der konföderierte General Joseph E. Johnston wird von John Bell Hood als Kommandant der Army of Tennessee abgelöst.
- 2. September: Beim Atlanta-Feldzug nimmt Generalmajor William T. Sherman mit seinen Truppen die seit Juli belagerte Stadt Atlanta in Georgia ein. Dieser Sieg trägt wesentlich zur Wiederwahl Abraham Lincolns bei der Präsidentschaftswahl im November bei.
- 11. November: William T. Sherman lässt die Stadt Atlanta niederbrennen und beginnt mit seinen Truppen den Marsch zum Meer durch Georgia nach Savannah.
- 30. November: Die Konföderierten siegen in der Schlacht am Honey Hill. William T. Shermans am 15. November begonnener „Marsch zum Meer“ wird davon jedoch nicht aufgehalten. Er erreicht die Hafenstadt Savannah in Georgia am 21. Dezember und hinterlässt auf dem Weg dorthin im konföderierten Gebiet verbrannte Erde.
- 21. Dezember: Mit der Einnahme von Savannah endet William T. Shermans Marsch zum Meer.

Kampfhandlungen in Tennessee
- 30. November: Die Südstaaten siegen in der Schlacht von Franklin und können nach dem Rückzug der Army of the Ohio von John McAllister Schofield die Stadt Franklin, Tennessee, erobern. Mit einem Verlust von über 6.000 Mann ist die konföderierte Army of Tennessee unter John Bell Hood aber nahezu aufgerieben. Die Ohio-Armee zieht sich nach Nashville zurück und vereinigt sich mit der Army of the Cumberland von George Henry Thomas.

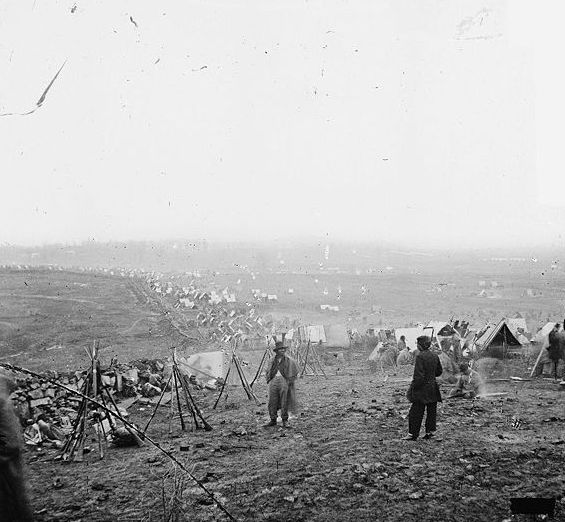
Schlacht von Nashville

- 16. Dezember: In der verlustreichen Schlacht von Nashville, der letzten großen Kampfhandlung in Tennessee während des Bürgerkriegs, bringen Unionstruppen unter George Henry Thomas der schon in der Schlacht von Franklin stark reduzierten Army of Tennessee eine vernichtende Niederlage bei.

Seekrieg und Kämpfe entlang des Mississippi

Die CSS Hunley im Trockendock

- 17. Februar: Das konföderierte U-Boot H. L. Hunley ist nach zwei fehlgeschlagenen Versuchen das erste U-Boot der Welt, das mit einem Spierentorpedo ein gegnerisches Schiff, das Blockadeschiff Housatonic, versenkt. Bei der Aktion geht die Hunley jedoch mit der gesamten Crew selbst verloren.
- 12. April: Beim sogenannten Gefecht um Fort Pillow begehen konföderierte Streitkräfte ein Massaker an größtenteils afro-amerikanischen Gefangenen.

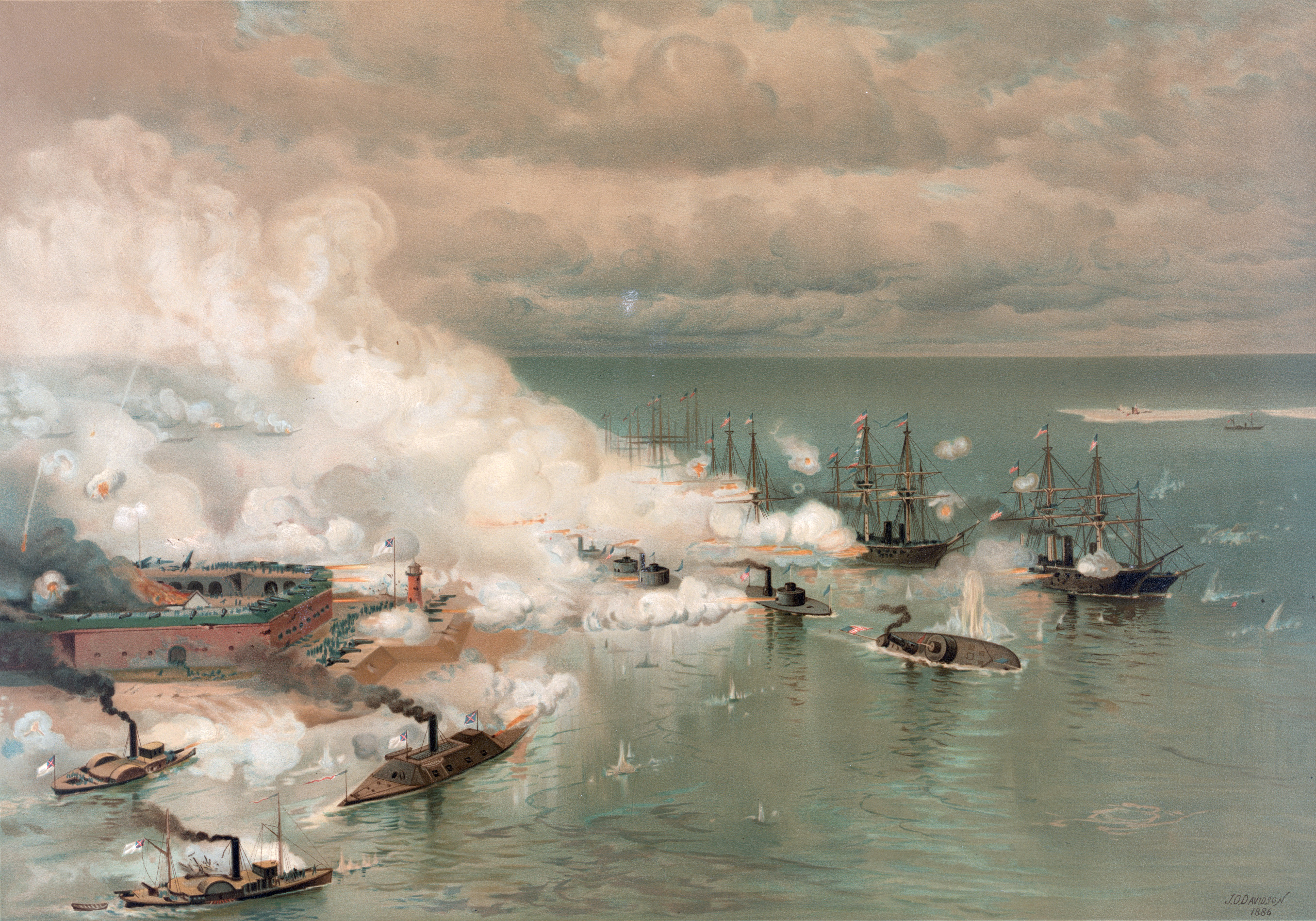
Schlacht in der Mobile Bay, Gemälde von Louis Prang

- 5. August: Dem Unionsadmiral David Glasgow Farragut gelingt in der Schlacht in der Mobile Bay gegen eine konföderierte Flotte unter Franklin Buchanan die Eroberung einer Nachschubbasis und des vorletzten Hafens der Konföderation. Im Anschluss folgt die Belagerung zweier Forts. Fort Gaines ergibt sich am 8. August, Fort Morgan harrt bis zum 23. August aus. Die Stadt Mobile selbst bleibt unter General Dabney Herndon Maury weiter in der Hand der Konföderierten.

Missouri
- 27. September: Bushwhackers unter William T. Anderson und William Clark Quantrill begehen das Massaker von Centralia in Missouri. Dabei werden mehrere unbewaffnete Unionssoldaten aus einem Zug gezerrt und sofort hingerichtet. An dem Massaker sind auch Frank und Jesse James beteiligt.

##### Weitere Ereignisse in den westlichen Territorien
- 14. Januar: Kit Carson beginnt seinen Feldzug gegen das Volk der Navajo (Diné), mit dem er im Vorjahr von der US-Regierung beauftragt worden ist. Nach einer kurzen Belagerung im Canyon de Chelly, in den sie sich zurückgezogen haben, geben die letzten Navajo auf.

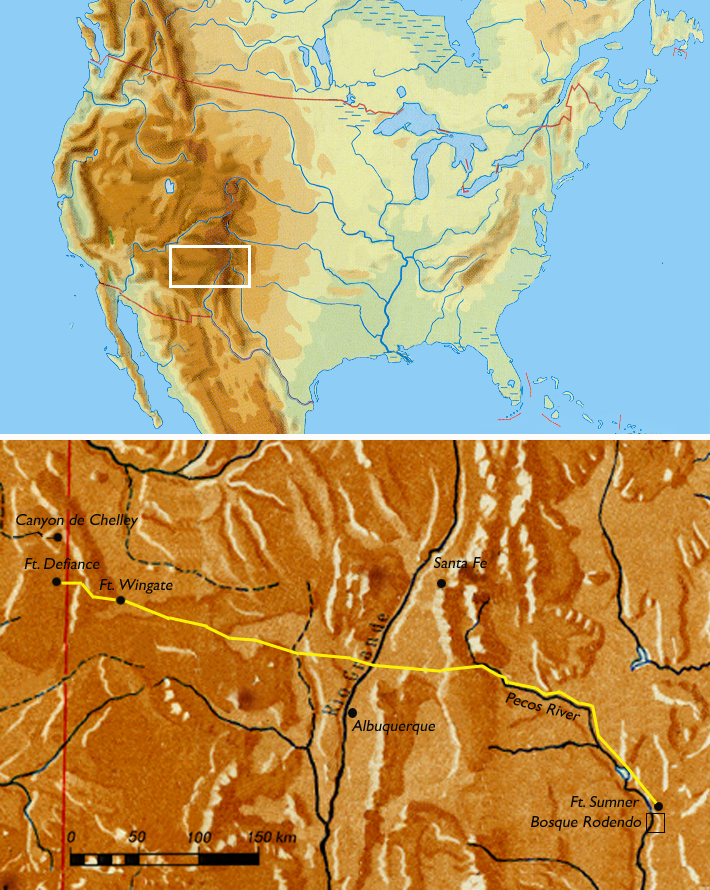
Streckenverlauf des Langen Marschs (gelb)

- März: Der „Lange Marsch“ der Diné beginnt. Bis 1868 werden mehr als 8.500 Menschen aus ihrer Heimat im heutigen Arizona auf einem 480 Kilometer langen Weg nach Bosque Redondo im heutigen New Mexico zwangsübersiedelt. Zahlreiche Navajos überleben den Marsch nicht.

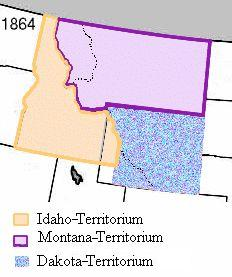
Die Grenzen der drei Territorien 1864

- 28. Mai: Das Montana-Territorium wird vom Idaho-Territorium abgespalten. Ein weiterer Teil wird dem Dakota-Territorium zugeschlagen.
- 28. Juli: Bei der Schlacht am Killdeer Mountain im Dakota-Territorium besiegen 2.500 Kavalleristen der US-Armee etwa doppelt so viele Krieger der Sioux.
- 25. November: Die Erste Schlacht bei Adobe Walls ist das größte Gefecht zwischen Indianern und Weißen in der Zeit des Sezessionskrieges. Colonel Kit Carson greift mit seinen Truppen, verstärkt durch Ute- und Jicarilla-Indianer, ein Lager der Kiowa-Apachen an. Diese sind jedoch in der Lage, ihre Angreifer zurückzudrängen und mit einer Gruppe von etwa 1000 Kriegern bis in die Berge hinter Adobe Walls zurückzutreiben.

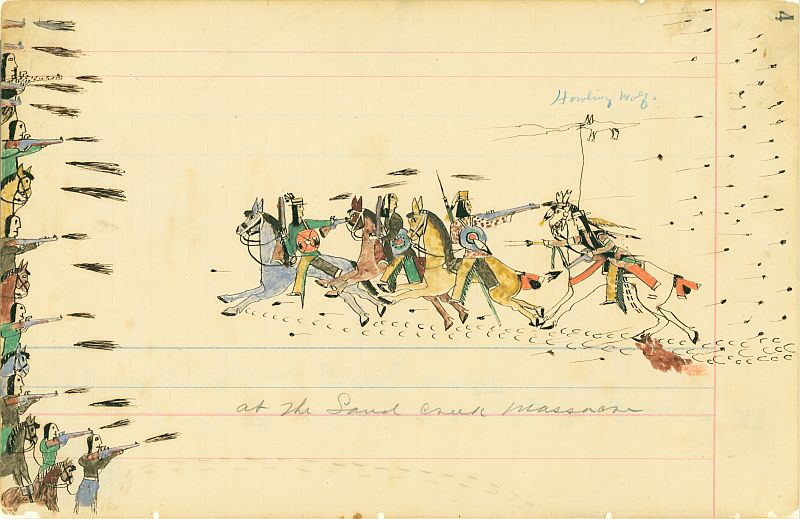
Darstellung des Massakers durch Howling Wolf

- 29. November: Rund 600 Angehörige der 3. und 1. Colorado-Kavallerie-Regimenter unter Oberst John M. Chivington verüben an Cheyenne und einigen Angehörigen der Arapaho, die sich in einem Winterlager im Colorado-Territorium befinden, das Sand-Creek-Massaker. Die 133 Opfer sind überwiegend Frauen und Kinder, die meisten Krieger befinden sich zum Zeitpunkt des Massakers auf der Jagd. Zu den wenigen Überlebenden gehören George Bent und Howling Wolf, die von dem Massaker berichten können. Als die amerikanische Öffentlichkeit von den Ereignissen erfährt, reagiert sie geschockt, und es werden Untersuchungen eingeleitet. Chivington wird für das Verbrechen jedoch nie zur Verantwortung gezogen. Der Vorfall führt Anfang des folgenden Jahres zu einem als Julesburg Raids bekannten Rachefeldzug der von Sioux unterstützten Cheyenne und Arapaho.

#### Kanada
Nach dem Wahlsieg der Konservativen am 30. Mai bilden Étienne-Paschal Taché und John Macdonald in der aus dem französischsprachigen Niederkanada und dem englischsprachigen Oberkanada bestehenden Provinz Kanada eine Regierung. Im Juni schließen sich die Liberalen unter George Brown und George-Étienne Cartier der Regierung an. Die daraus resultierende große Koalition widmet sich verstärkt dem Projekt eines Bundesstaates.

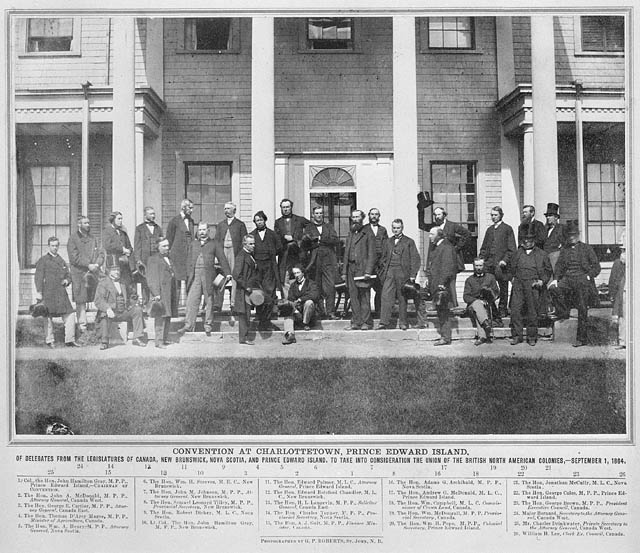
Die Delegierten der Charlottetown-Konferenz auf der Treppe des Government House

Vom 1. bis zum 8. September findet in Charlottetown, der Hauptstadt von Prince Edward Island, die Charlottetown-Konferenz statt, eine internationale Konferenz, bei der Vertreter verschiedener Kolonien in Britisch-Nordamerika erstmals den möglichen Zusammenschluss zu einer Kanadischen Konföderation beraten.

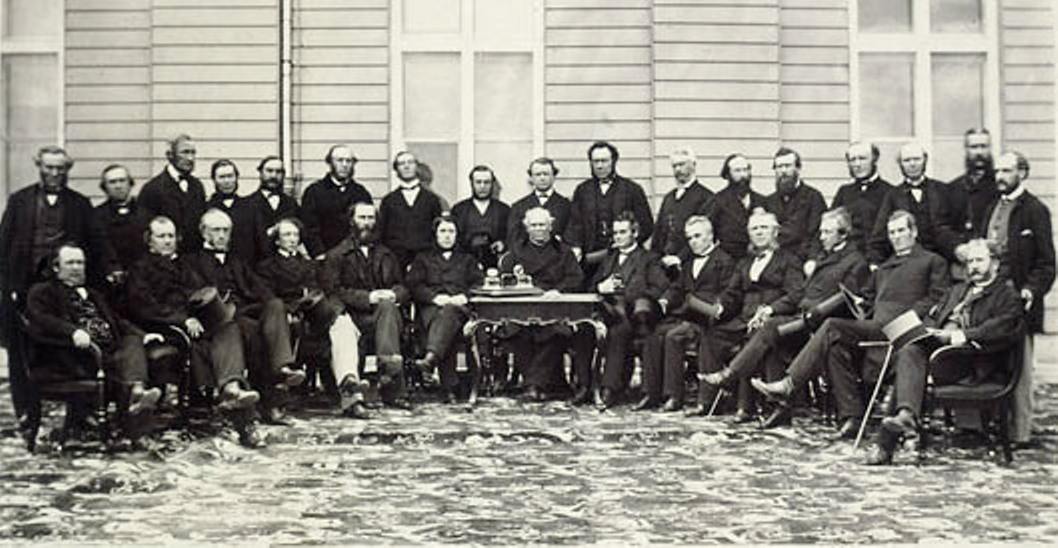
Die Delegierten der Québec-Konferenz

In Québec wird vom 10. bis zum 27. Oktober die Québec-Konferenz abgehalten, eine Nachfolgekonferenz der Charlottetown-Konferenz, in der Delegierte der Provinz Kanada sowie der britischen Kolonien New Brunswick, Nova Scotia und Prince Edward Island über die künftige Kanadische Konföderation beraten. Nicht direkt an der Konferenz beteiligt ist Neufundland, das jedoch zwei Beobachter entsendet. Hauptstreitpunkt der Konferenz ist die Auseinandersetzung zwischen den Delegierten, die eine starke Zentralregierung fordern, und jenen, die für ausgedehnte Rechte der Provinzen eintreten, insbesondere die französischsprachigen Provinzen, da sie unter einer Zentralregierung den Verlust ihrer kulturellen Identität befürchten. Die Delegierten einigen sich schließlich auf einen Kompromiss, in dem die Macht zwischen Bundes- und Provinzregierungen geteilt werden soll. Sie beschließen außerdem die Einführung eines gewählten Unterhauses und eines aus ernannten Abgeordneten zusammengesetzten Senats. Mit den „Zweiundsiebzig Resolutionen“ wird schließlich auch die Struktur der zukünftigen kanadischen Verfassung festgelegt.

#### Mexiko

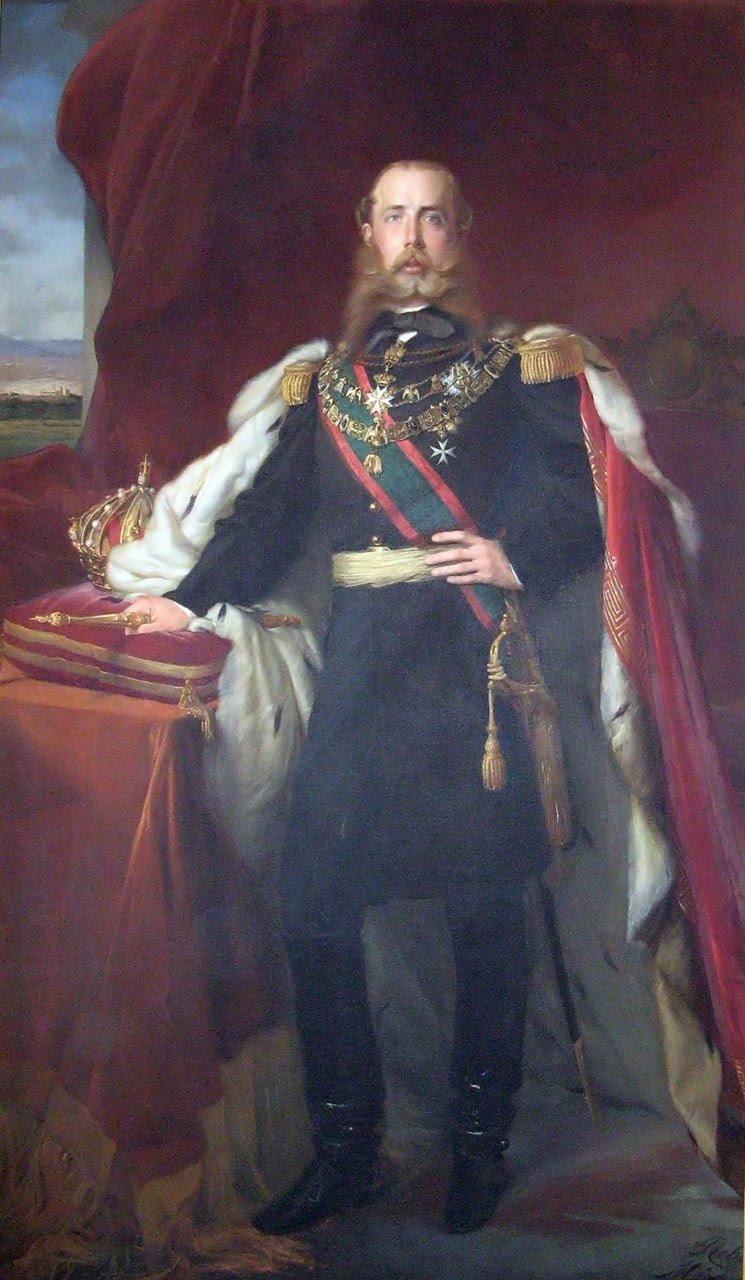
Kaiser Maximilian von Mexiko

Die durch die französischen Interventionstruppen gestützte konservative Junta in Mexiko ruft im Land das Zweite Kaiserreich aus und bietet die Krone dem österreichischen Erzherzog Ferdinand Maximilian an, dem jüngeren Bruder des österreichischen Kaisers Franz Joseph I.

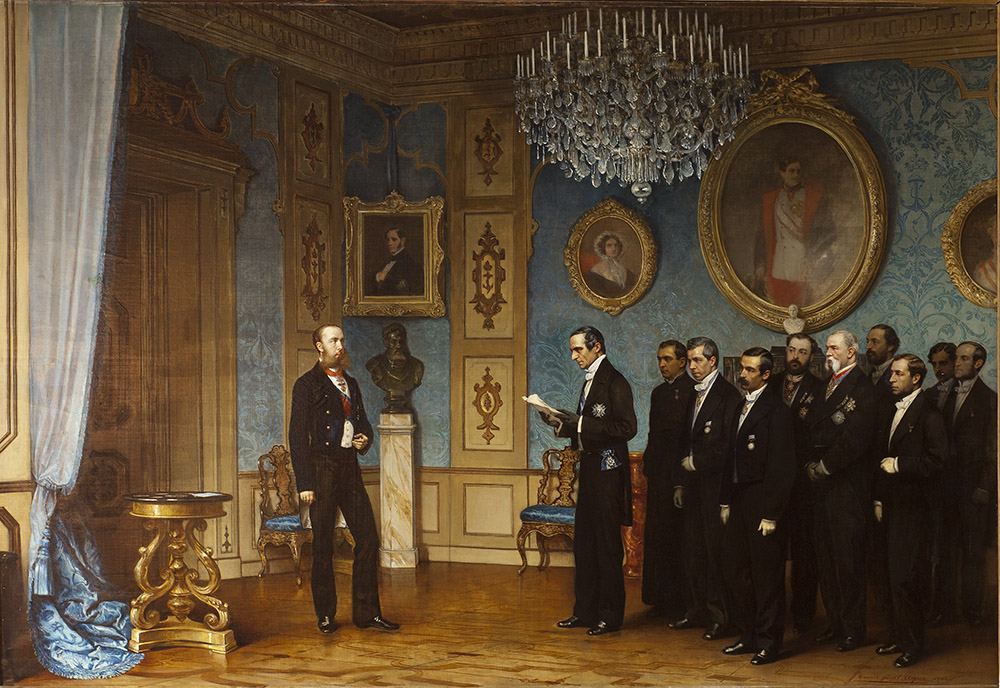
Cesare Dell’Acqua: Maximilian empfängt die mexikanische Delegation.

Gegen den Willen seiner Familie und unter Verzicht auf seine Erbschaftsansprüche im Kaisertum Österreich nimmt Maximilian am 10. April auf Schloss Miramare bei Triest die Krone unter der Bedingung an, dass seine Herrschaft vom mexikanischen Volk gewollt sei. Die Delegation legt ihm daraufhin einen gefälschten Volksentscheid vor und versichern ihm, dass das mexikanische Volk nichts mehr wünsche, als ihn als Kaiser. Zu diesem Zeitpunkt ist Benito Juárez bereits erneut als Präsident Mexikos ausgerufen und durch seine erfolgreiche Landreform wächst seine Beliebtheit im Land.
Bei der Ankunft von Maximilian und seiner Frau Charlotte am 29. Mai in Mexiko ist das Land politisch gespalten. Die kaisertreuen Konservativen herrschen in Mexiko-Stadt und dem Zentrum des Landes, während die Liberalen unter Präsident Juárez in Veracruz ihre Hochburg haben. Das Kaiserpaar muss sich unter widrigen Umständen in die Hauptstadt durchkämpfen. Dort lässt er Schloss Chapultepec zur kaiserlichen Residenz umbauen und den Paseo de la Emperatriz als direkte Verbindungsstraße und seinem Amtssitz am Zócalo errichten.
Der französische General François-Achille Bazaine erringt zahlreiche Siege gegen die republikanischen Truppen und wird am 5. September zum Marschall von Frankreich erhoben.
Mit liberalen Ideen wie dem Verbot von Kinderarbeit, Arbeitszeitobergrenzen und der Einführung einer konstitutionellen Monarchie verliert Maximilian im Lauf des Jahres die Unterstützung eines Großteils der Konservativen und kann sich schließlich nur noch auf die europäischen Interventionstruppen stützen.
- 19. November: Das in Laibach aufgestellte Österreichische Freiwilligenkorps zum Schutz Kaiser Maximilians beginnt seine Überfahrt nach Mexiko.

#### Weitere Ereignisse in Mittelamerika
- 15. Februar: José María Medina wird neuerlich zum Präsidenten von Honduras gewählt. Er macht seinen Kampfgefährten Florencio Xatruch Villagra zu Stellvertreter, entlässt ihn wegen Streitigkeiten allerdings bald wieder.
- 5. Dezember: In Olancho bricht ein Aufstand gegen die Regierung Medina aus. Rund 1.000 Aufständische marschieren auf Tegucigalpa.
- 25. Dezember: Präsident Medina gibt einen Befehl heraus, nach dem Gefangene getötet werden dürfen.
- Unter Präsident Francisco Dueñas Díaz wird in El Salvador eine konservative Verfassung verkündet.

#### Südamerika

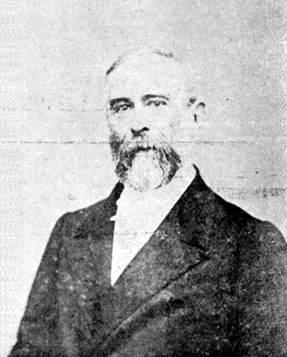
Atanasio Cruz Aguirre

- 1. März: Atanasio Cruz Aguirre löst seinen konservativen Parteikollegen Bernardo Prudencio Berro als Präsident von Uruguay ab.
- 14. April: Spanien besetzt die peruanischen Chincha-Inseln, um vom dortigen Guano-Abbau zu profitieren, und blockiert gleichzeitig mit seiner Flotte den peruanischen Hafen Callao. Der Spanisch-Südamerikanische Krieg beginnt.
- 3. Mai: Unter dem seit dem Vorjahr regierenden Präsidenten Juan Crisóstomo Falcón erhält Venezuela eine neue föderale Verfassung und wird in die Vereinigten Staaten von Venezuela umgewandelt. Die im Vorjahr beschlossene Abschaffung der Todesstrafe wird in der Verfassung verankert.
- August: Das Kaiserreich Brasilien erklärt der Regierung Uruguays den Krieg und unterstützt damit die aufständischen liberalen Colorados. Der Uruguayische Krieg beginnt. Die Truppen der konservativen Blanco-Regierung haben der überlegenen brasilianischen Land- und Seestreitmacht wenig entgegenzusetzen.
- 30. August: Der paraguayische Präsident Francisco Solano López, der vergeblich versucht hat, im Bürgerkrieg zwischen den Colorados und der in Bedrängnis geratenen konservativen Regierung der Blancos in Uruguay zu vermitteln, fordert von Kaiser Pedro II. von Brasilien ultimativ das Ende der militärischen Einmischung in der Region.
- Oktober: Brasilien beginnt zur Unterstützung der Aufständischen unter Venancio Flores mit der Anlandung von Truppen und der Belagerung von Montevideo. Paraguay beschlagnahmt daraufhin ein brasilianisches Schiff auf dem Río Paraguay und setzt die Besatzung und den an Bord befindlichen Gouverneur der brasilianischen Provinz Mato Grosso gefangen.
- 13. Dezember: Paraguay erklärt Brasilien den Krieg und löst damit den Tripel-Allianz-Krieg in Südamerika aus. Paraguayische Truppen dringen noch im selben Monat in den Mato Grosso ein, wo sie auf wenig Widerstand stoßen und das kleine Fort von Nova Coimbra einnehmen.
- 28. Dezember: José Mariano Melgarejo führt einen erfolgreichen Putsch gegen Militärdiktator José María Achá und macht sich selbst zum Präsidenten von Bolivien.

#### Afrika
- 14. Juli: Die madagassische Königin Rasoherina trennt sich von dem beim Volk unbeliebten konservativen Premierminister Rainivoninahitriniony sowohl als Ehemann als auch als Regierungschef und sendet ihn ins Exil nach Antsirabe. Er wird durch seinen Halbbruder Rainilaiarivony ersetzt, der eine gegenüber den europäischen Mächten freundliche Politik verfolgt.
- Nachdem das Volk der Kololo durch eine Malariaepidemie stark geschwächt worden ist, übernehmen die Lozi mit einer Revolution die Macht im Königreich Barotse im heutigen Sambia.
- Da beide Seiten durch Krankheiten stark geschwächt sind, endet der zweite Krieg zwischen dem Aschantireich und dem Britischen Königreich im heutigen Ghana nach rund einem Jahr ohne größere Kampfhandlungen.

#### Kaiserreich China
- 19. Juli: Mit der Einnahme Tianjings, der Hauptstadt des 1851 ausgerufenen Taiping-Reichs, durch die Armee des Kaiserreichs China endet der Taiping-Aufstand. Der kaiserliche Heerführer Zeng Guofan wird daraufhin in den Adelsstand erhoben. Er wendet sich in der Folge zur Unterstützung von Prinz Senggerinchin bei der Niederschlagung des Nian-Aufstandes.

#### Japan
- 8. Februar: Ein neues nengō in der japanischen Zeitrechnung beginnt. Die Ära Genji dauert nur knapp ein Jahr.

Etwa 150 Samurai, Priester und Bauern aus dem Daimyat Mito versammeln sich am 27. März auf dem Berg Tsukuba und erklären ihre Absicht, sonnō jōi zu propagieren. Auf ihrem Weg durch mehrere Lehen, während dessen sich ihre Anzahl auf 1.500 bis 2.000 erhöht, liefern sie sich in den folgenden Monaten mehrere Schlachten mit den Truppen des Tokugawa-Shōgunats, bis sie im Dezember desselben Jahres niedergeschlagen werden. Diese als Tengu-Aufstände (天狗党の乱, Tengutō no ran) bekannt gewordenen Unruhen sind der erste frühe Vorläufer der späteren Meiji-Restauration.

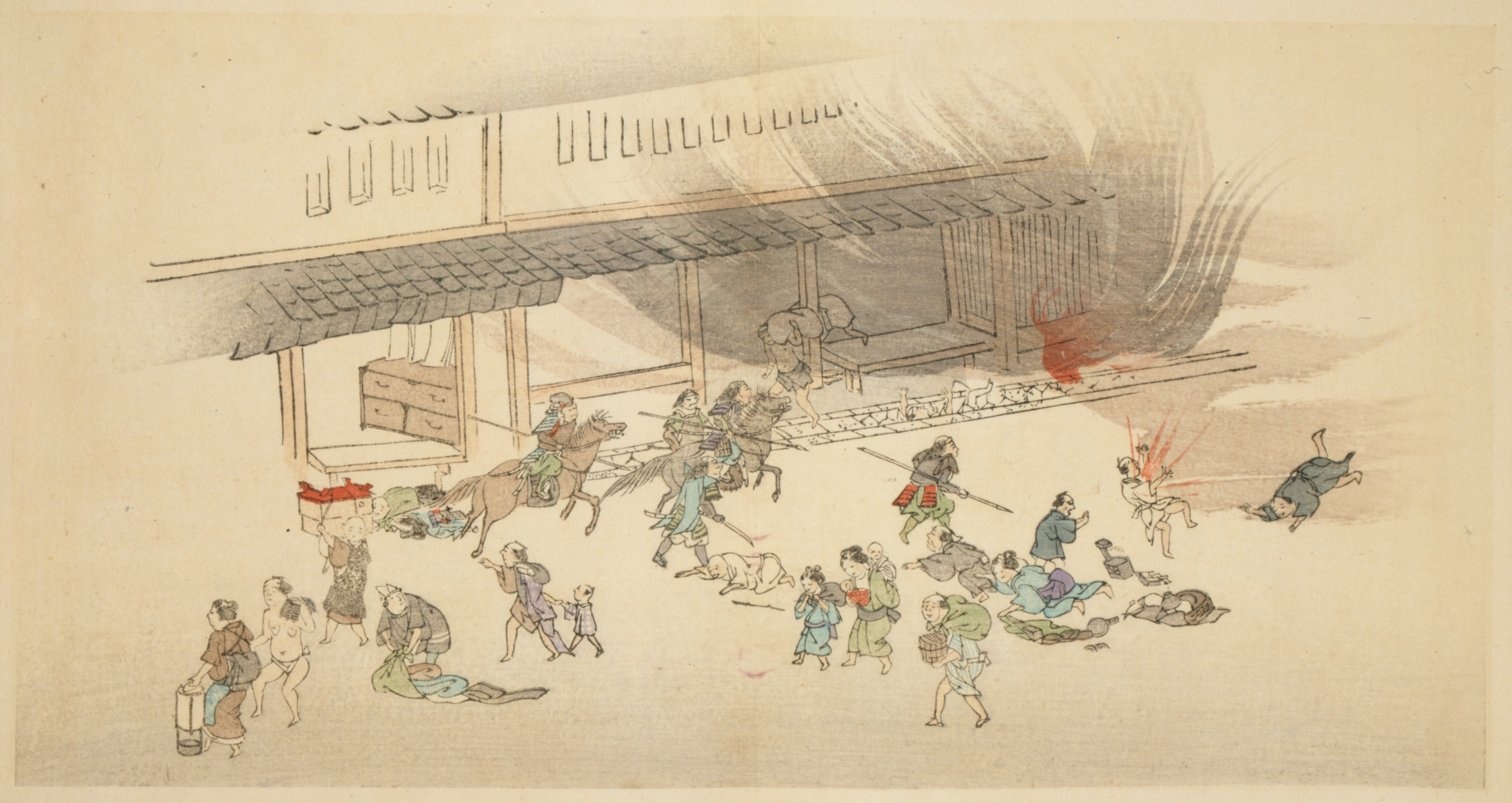
Farbholzschnitt von Mori Yūzan

Am 20. August kommt es in Kyōto zum Aufstand am Hamaguri-Tor, ausgelöst durch politische Unzufriedenheit von Bevölkerungsgruppen unter der Parole Sonnō jōi. Der Aufstand wird relativ schnell blutig niedergeschlagen.

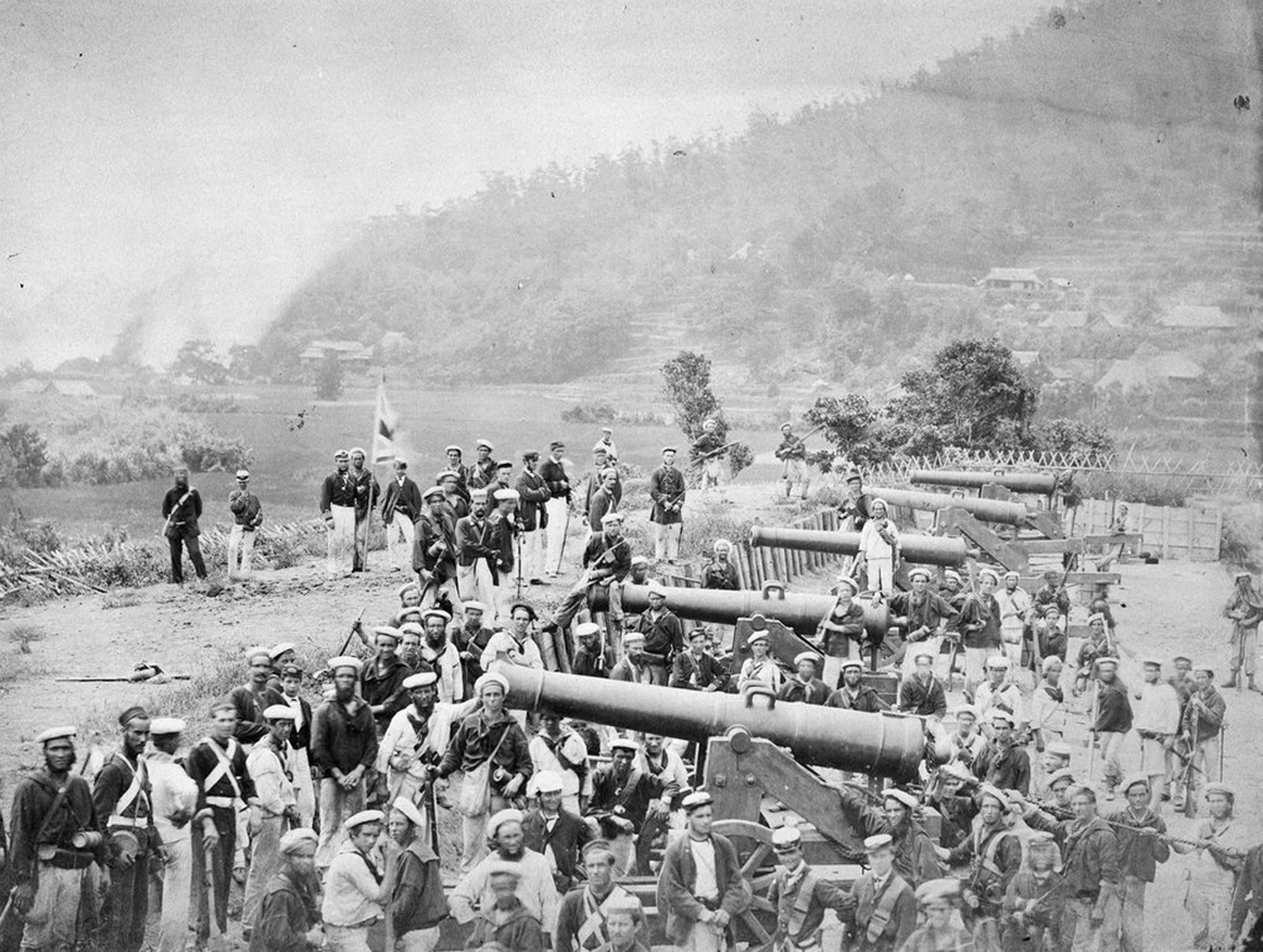
Eingenommene Batterie bei Shimonoseki

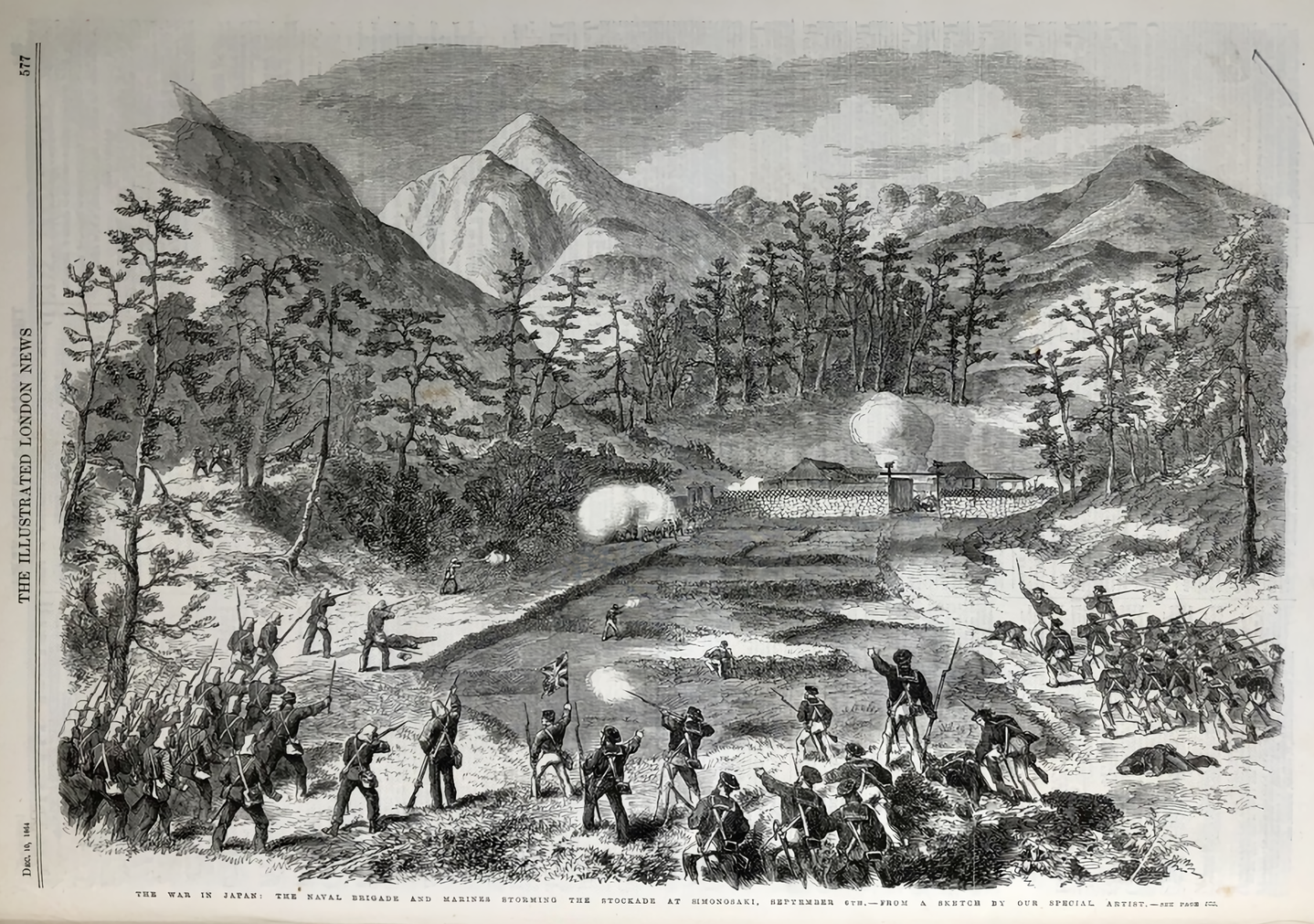
Die britische Marinebrigade und Marines stürmen die Palisade bei Shimonoseki (Illustrated London News, Dezember 1864)

Als Vergeltung für Angriffe des Mōri-Klans und irregulärer Truppen im Vorjahr auf ausländische Schiffe, die die Kammon-Straße zwischen Honshū und Kyūshū passierten, greifen im August und September Marinekräfte aus Großbritannien, den Niederlanden, Frankreich und den Vereinigten Staaten im Rahmen einer Strafexpedition Befestigungen des Lehens Chōshū in der Provinz Nagato an. Das Ziel des Bombardements von Shimonoseki ist die Gewährleistung der freien Durchfahrt für ausländische Schiffe durch die Straße, da sie der schnellste Seeweg von Nagasaki nach Osaka und Edo ist. Die Alliierten landen im Anschluss Marinesoldaten an, um die Zerstörung der Befestigungen zu vollenden. Chōshū sucht daraufhin rasch Frieden. Nach dem Ende der Feindseligkeiten verlangen die ausländischen Mächte eine Entschädigung für ihre Ausgaben.

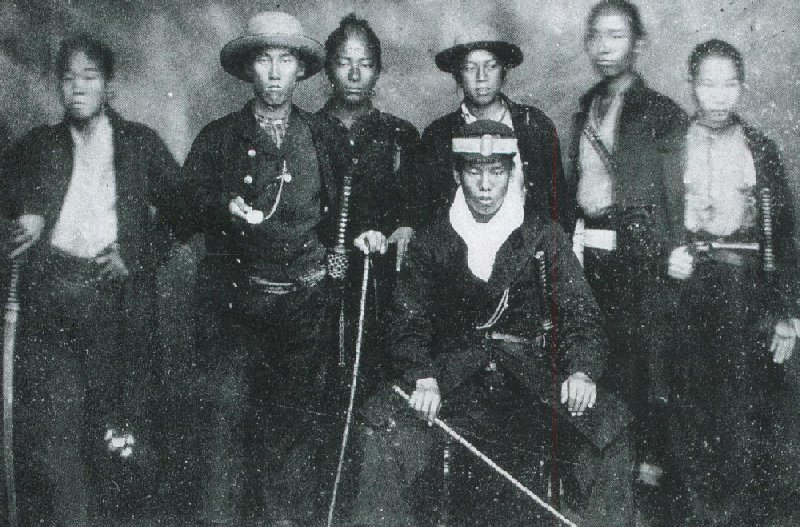
Eine Gruppe Kiheitai, um 1864/65

Die militärischen Auseinandersetzungen machen die Unterlegenheit der Sonnō jōi-Rebellen gegenüber den westlichen Mächten und dem Bakufu deutlich. Deshalb beginnen die rebellierenden Han von ihrer fremdenfeindlichen Position abzurücken und mit den ausländischen Mächten zu kooperieren. Sonnō jōi wird zum alleinigen Schlagwort für die Ablösung vom Shōgunat. Satsuma, Chōshū und Tosa stellen umfangreiche Handelskontakte zu Großbritannien her. Die neu gewonnenen Beziehungen werden zum Aufbau von schlagkräftigen Milizen nach westlichem Vorbild genutzt. Deren Organisation unterscheidet sich grundlegend von der traditionellen japanischen Militärhierarchie, da es erstmals auch nichtadligen Japanern erlaubt ist, Waffen zu tragen. Die bekannteste Miliz ist die in Chōshū entstandene Kiheitai, die von Takasugi Shinsaku aufgebaut wird.

#### Weitere Ereignisse in Asien
- 16. Januar: In Korea stirbt König Cheoljong.
- 21. Januar: Der elfjährige König Gojong wird als Nachfolger Cheoljongs inthronisiert. Sein Vater, der Prinzregent Heungseon Daewongun, übernimmt die Regierungsgeschäfte.
- 2. Juni: Der Kaukasuskrieg endet nach fast 50 Jahren mit dem Sieg des Russischen Kaiserreichs und der Vertreibung zahlreicher Völker im Nordkaukasus. Die letzten Kämpfe münden in einem Massaker, weil zahlreiche Männer, Frauen und Kinder lieber bis zum Tod kämpfen, als sich zu ergeben.
- Soldaten in Portugiesisch-Timor rebellieren gegen Gouverneur José Manuel Pereira de Almeida wegen seines autoritären Führungsstils und ausbleibender Soldzahlungen. Almeida muss fliehen. Bis zum Eintreffen seines Nachfolgers José Eduardo da Costa Meneses wird die Kolonie von einem Conselho Governativo geführt. Meneses muss für den ausbleibenden Sold einen Kredit beim benachbarten Generalgouverneur von Niederländisch-Indien aufnehmen.

#### Australien, Neuseeland und Ozeanien

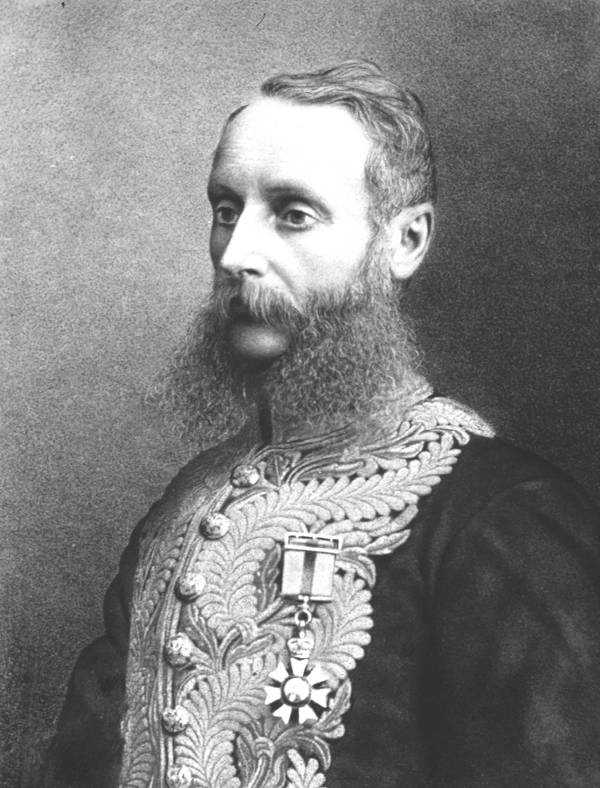
Frederick Weld

- 24. November: Premierminister Frederick Whitaker tritt aufgrund von Meinungsverschiedenheiten mit Gouverneur George Edward Grey zurück. Neuer Premierminister Neuseelands wird Frederick Weld.
- Das im Vorjahr in Australien aufgekommene blackbirding, das gewaltsame Rekrutieren von Arbeitskräften aus Melanesien, wird nun auch für Plantagen auf Fidschi angewendet. Bis 1911 werden durch Täuschung oder Kidnapping 27.027 Menschen nach Fidschi verbracht.

#### Internationale Organisationen
- 2. Januar: Mit dem Verein zur Pflege verwundeter Krieger in Oldenburg wird die zweite nationale Rotkreuz-Gesellschaft gegründet.

Das Rote Kreuz, Schutzzeichen seit 1864

- 16. April: An den Düppeler Schanzen im Deutsch-Dänischen Krieg nehmen erstmals Hilfskräfte und Delegierte unter dem Zeichen des Roten Kreuzes an einem Krieg teil.

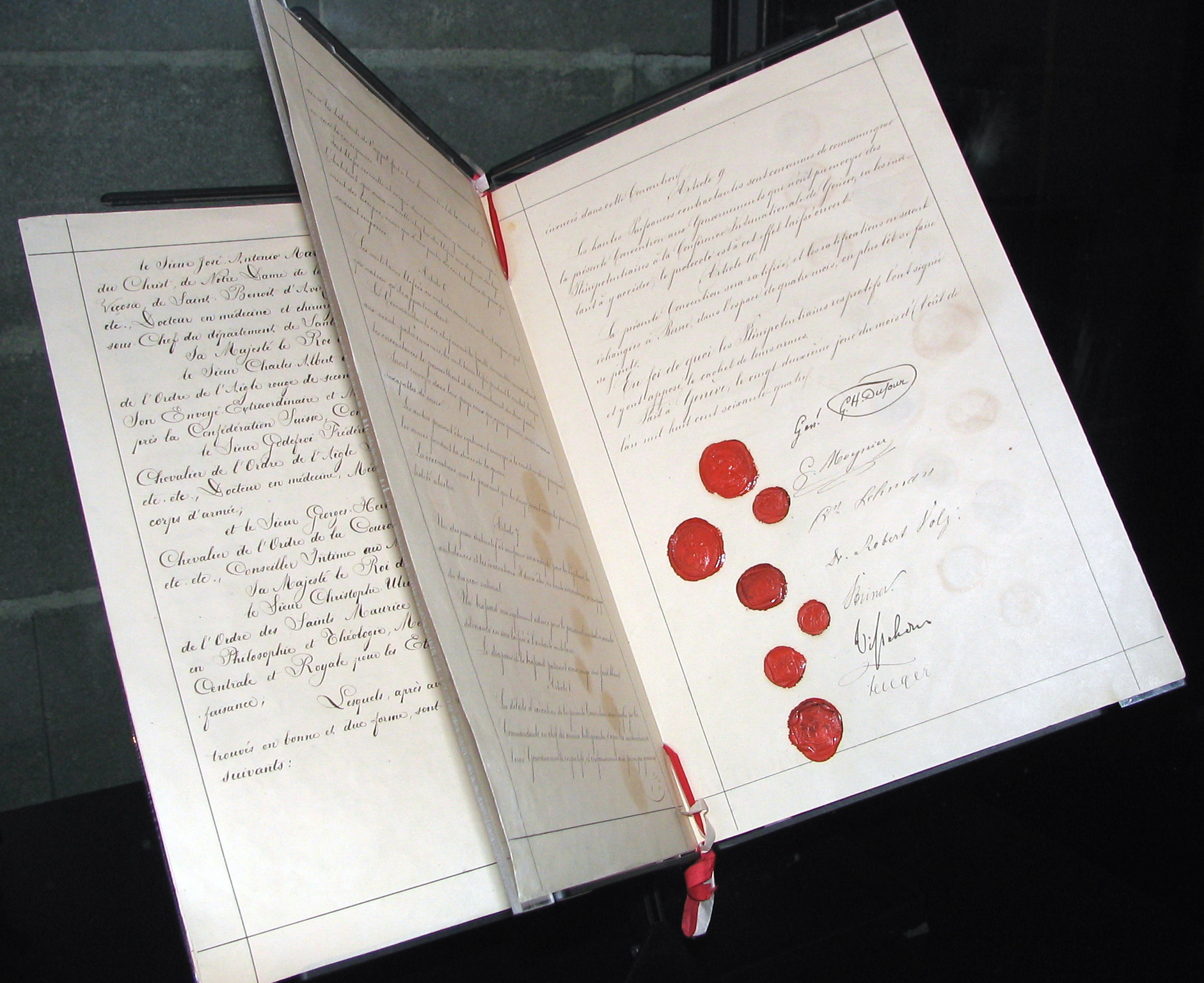
Originaldokument der ersten Genfer Konvention, 1864

- 22. August: Auf einer internationalen Konferenz in Genf wird auf Initiative des im Vorjahr von Henry Dunant gegründeten Internationalen Komitees vom Roten Kreuz von zwölf Staaten die federführend von Gustave Moynier erarbeitete erste Genfer Konvention betreffend die Linderung des Loses der im Felddienst verwundeten Militärpersonen unterzeichnet; sie bildet die Grundlage des humanitären Völkerrechts.
- 28. September: In der Londoner St. Martin’s Hall wird die Internationale Arbeiterassoziation (IAA) gegründet, ein Zusammenschluss von Arbeitergesellschaften, die nach den provisorischen Statuten dasselbe Ziel verfolgen, nämlich: den Schutz, den Fortschritt und die vollständige Emanzipation der Arbeiterklasse. Die Erste Internationale trägt in den nächsten Jahren maßgeblich zum Erstarken der Arbeiterbewegung bei. Wichtigstes Gremium der Assoziation ist der Generalrat, dem unter anderem Karl Marx angehört.

### Wirtschaft

#### Staatliche Regulierungen
- 22. April: Der US-Kongress lässt den Coinage Act of 1864 passieren. Das Gesetz sieht die künftige Ausgabe von Zwei-Cent-Münzen mit der Aufschrift In God We Trust vor. Das Motto wird inzwischen auf allen Geldmünzen und -scheinen der Vereinigten Staaten angegeben.
- 4. Mai: In Paris wird die Société Générale gegründet, um Handel und Industrie im Zweiten Kaiserreich zu fördern.

#### Unternehmensgründungen
- 15. Februar: Der 22-jährige Gerhard Adriaan Heineken kauft die Amsterdamer Brauerei De Hooiberg und gründet damit das Unternehmen Heineken.
- 31. März: Eugen Langen und Nicolaus Otto gründen mit der N. A. Otto & Cie in Köln den Vorgängerbetrieb des Motorenherstellers Deutz.
- 4. Juni: Wilhelm Gustav Dyckerhoff kündigt seinen Vertrag mit Carl Brentano und gründet zusammen mit seinen Söhnen Gustav und Rudolf in Mainz-Amöneburg die Portland-Cement-Fabrik Dyckerhoff & Söhne
- vor dem 11. September: Die Gebr. Eickhoff Maschinenfabrik und Eisengießerei wird gegründet.
- 23. Dezember: Die Erstausgabe der von Rudolf Wall mit der Unterstützung des Verlegers Albert Bonnier gegründeten schwedischen Tageszeitung Dagens Nyheter erscheint.
- 29. Dezember: Die von Eduardo Coelho gegründete portugiesische Tageszeitung Diário de Notícias erscheint in Lissabon erstmals.
- Johann Karl Fix, dessen in Bayern gebürtiger Vater dem Wittelsbacher König Otto nach Griechenland gefolgt ist, gründet in Athen die Brauerei Fix, die erste und bis in die Mitte des 20. Jahrhunderts einzige Großbrauerei Griechenlands.

#### Verkehr
- 23. Februar: Am Bergisel erfolgt der Spatenstich für den Bau der Brennerbahn. Technischer Leiter für den Bau ist Karl Etzel, als Bauleiter für die Trassierung ist Achilles Thommen verantwortlich.

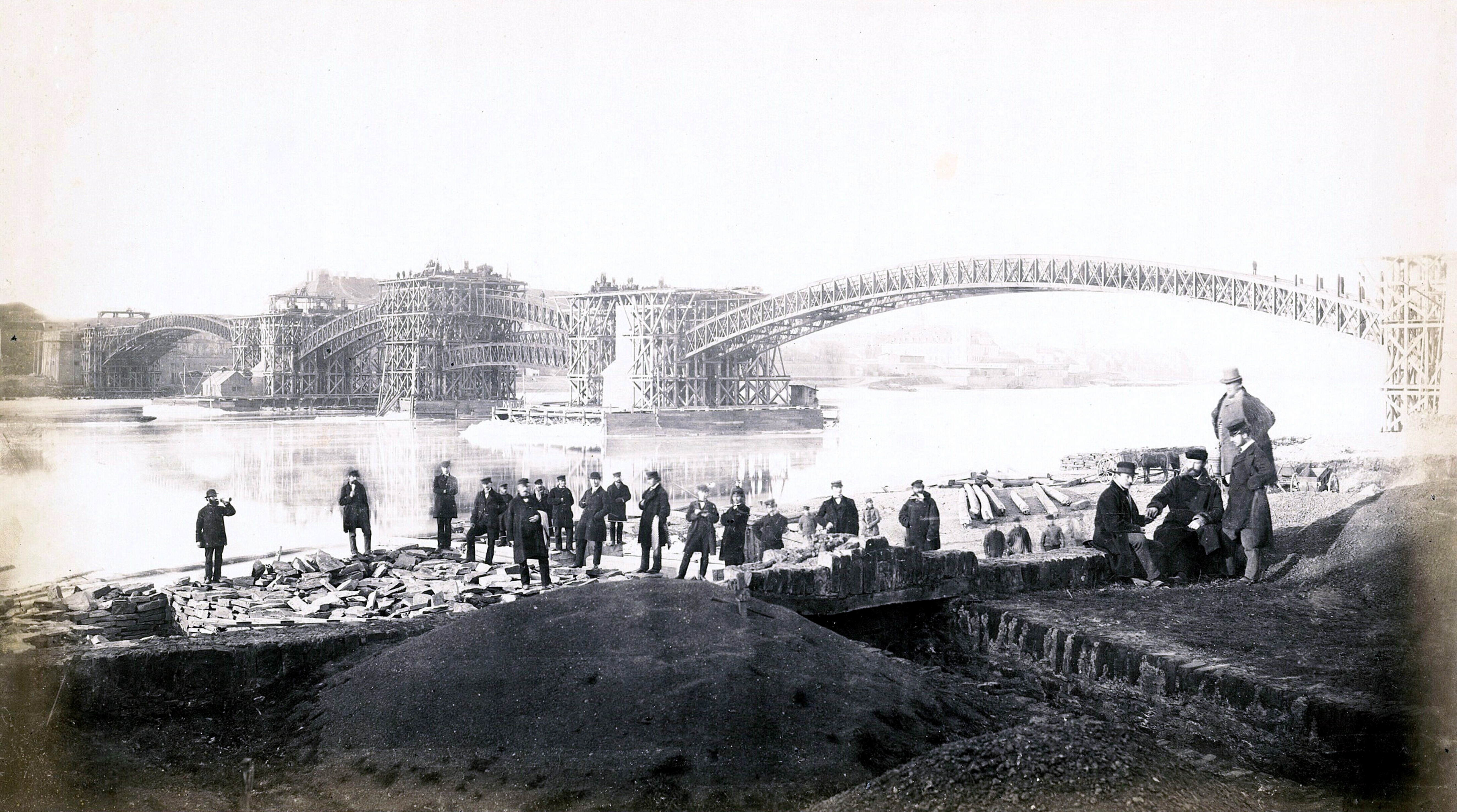
Die Brücke vor der Fertigstellung

- 9. Mai: Die von der Rheinischen Eisenbahn-Gesellschaft errichtete Pfaffendorfer Brücke über den Rhein in Koblenz wird als reine Eisenbahnbrücke eingeweiht. Sie verbindet die linke mit der rechten Rheinstrecke.
- 25. Juni: Mit einer Pferdebahn der Dutch Tramway Company von Den Haag nach Scheveningen eröffnet die erste niederländische Straßenbahnlinie, aus der sich die Straßenbahn Den Haag entwickelt.
- 6. Juli: Der im Streit zwischen der Suezkanal-Gesellschaft und der Hohen Pforte über den Bau des Suezkanals als Schiedsrichter angerufene französische Kaiser Napoleon III. verkündet seinen Schiedsspruch: Der Firman vom 20. Juli 1856 über die Regelung der Arbeitsverhältnisse wird aufgehoben und die Zwangsarbeit beendet. Als Entschädigung stehen der Kanalgesellschaft dafür 38 Mio. Francs zu. Die Gesellschaft muss den Süßwasserkanal fertigstellen und die umliegenden Ländereien gegen eine weitere Entschädigung von 16 Mio. Francs zurückgeben. Für die Rückgabe der Ländereien um den Suezkanalerhält die Gesellschaft 30 Mio. Francs. Der Schiedsspruch wird im Dezember förmlich ausgetauscht, aber die Genehmigung des Sultans zum Kanalbau steht immer noch aus. Ferdinand de Lesseps, der mit Kaiserin Eugénie verwandt ist, wendet sich deshalb erneut an den Kaiser.
- 7. Juli: Zwischen Entroncamento und Estarreja wird die letzte Teilstrecke der Linha do Norte in Portugal eröffnet. Damit fehlt auf der Bahnstrecke zwischen Lissabon und Porto nur noch eine Brücke über den Rio Douro.
- 1. November: Der dritte Abschnitt der Bahnstrecke Plochingen–Immendingen, Rottenburg am Neckar – Eyach, wird fertiggestellt.
- 30. November: Die Aspernbrücke zwischen der Wiener Innenstadt und der Leopoldstadt wird eröffnet.

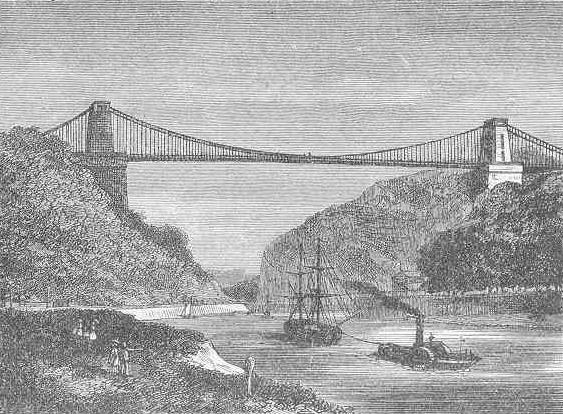
Clifton Suspension Bridge (Illustration 1879)

- 8. Dezember: Die von Isambard Kingdom Brunel konzipierte Clifton Suspension Bridge über den Avon bei Bristol wird eingeweiht.
- Die Straßenbahn Lima wird als Pferdebahn eröffnet.
- Thanon Charoen Krung, die erste gepflasterte Straße in Bangkok, wird nach mehr als dreijähriger Bauzeit fertiggestellt.

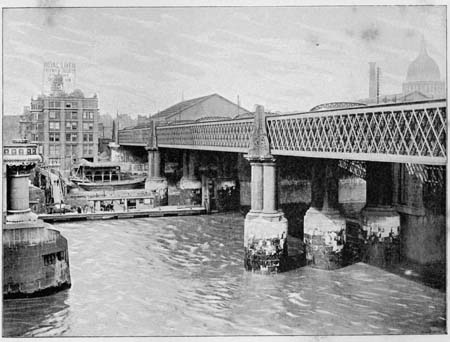
Brücke von 1864

- Die St Paul’s Railway Bridge über die Themse in London wird eröffnet.

#### Weitere wirtschaftliche Ereignisse
- 10. Oktober: 17 Wollwebergesellen aus Fünfhaus bei Wien gründen den Ersten Niederösterreichischen Arbeiter-Consumverein. Jeder der Genossenschafter verpflichtet sich, wöchentlich 10 Kreuzer dem gemeinsamen Einkauf zu widmen. Am Ende des ersten Monats kann bereits ein erster Sack Mehl gemeinsam erworben werden.
- 24. Oktober: Die Rohrpost in Hamburg wird in Betrieb genommen.
- Die seit 1718 bestehende Wiener Porzellanmanufaktur, die zweitälteste Porzellanmanufaktur Europas, wird geschlossen.

### Wissenschaft und Technik

#### Afrikaforschung

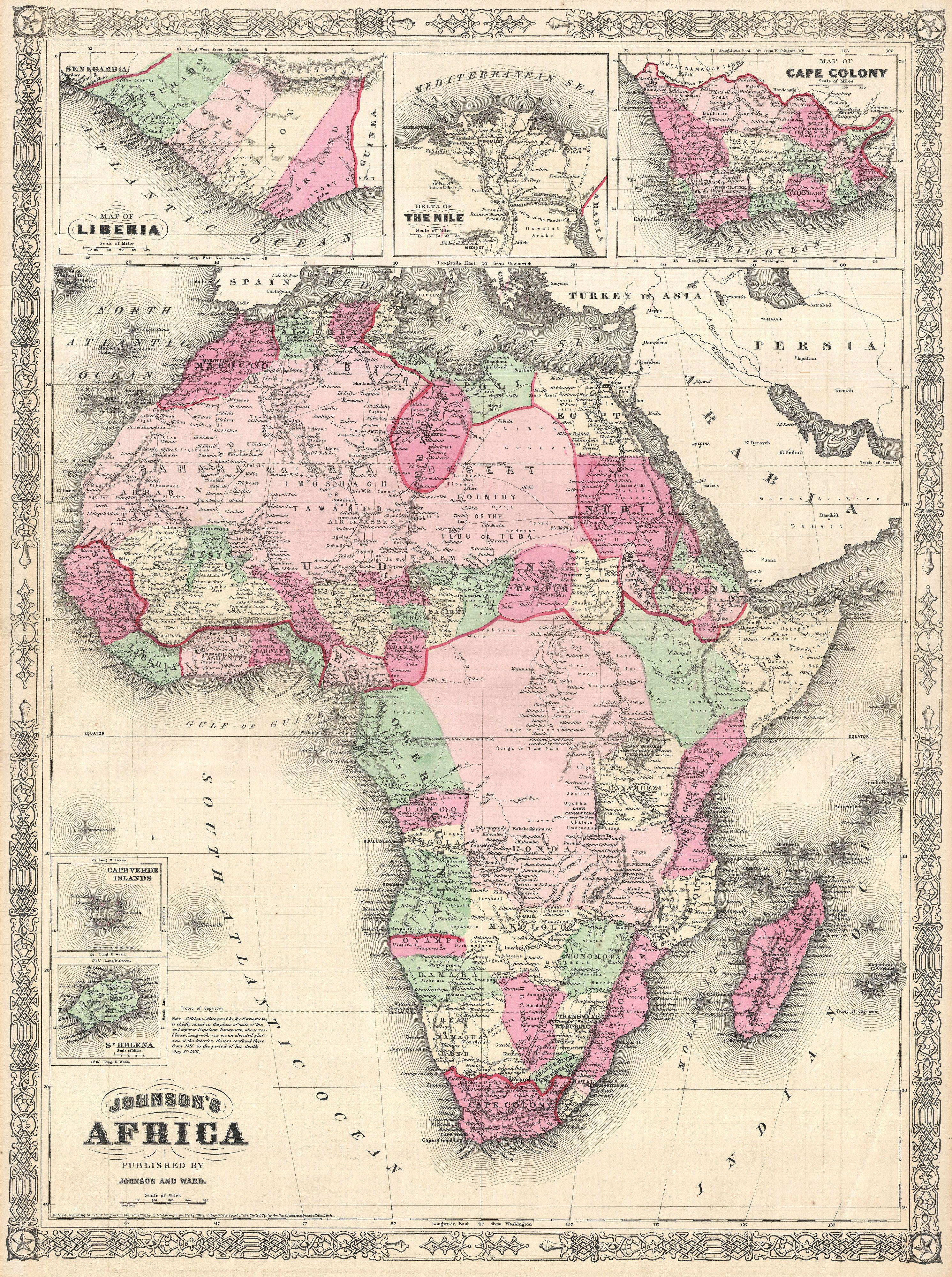
Alvin J. Johnson: Afrika 1864

- 14. März: Der Brite Samuel White Baker und seine Begleiterin und spätere Ehefrau Barbara Maria Szasz entdecken den Albertsee in Afrika. Anschließend ziehen sie weiter flussaufwärts und sehen als erste Weiße die von Baker so benannten Murchison Falls.
- 29. März: Alexine Tinne kehrt von ihrer Reise zum Oberlauf des Nils, die sie nach dem Tod ihrer Mutter abgebrochen hat, nach Karthum zurück.

#### Weitere Entdeckungsfahrten
- Auf Vancouver Island beginnt im Sommer die Vancouver Island Exploring Expedition, die bis zum 21. Oktober dauert. Ziel der von Gouverneur Arthur Edward Kennedy finanziell unterstützten Expedition ist es, die unbekannten Gebiete der Insel zu erforschen, die jenseits der Kernsiedlungen von der Hauptstadt Victoria und der Siedlungen von Nanaimo und Cowichan Valley liegen. Verschiedene Sponsoren hoffen hingegen vor allem auf Goldfunde.

#### Astronomie
- 6. April: Im Rahmen seiner Untersuchung des Coma-Haufens findet der deutsch-dänische Astronom Heinrich Louis d’Arrest die elliptische Galaxie NGC 4884.
- 2. Mai: Der englische Astronom Norman Robert Pogson entdeckt im Asteroidengürtel den Asteroiden Sappho.
- 5. Mai: Heinrich Louis d’Arrest entdeckt die elliptische Galaxie NGC 4874 im Sternbild Haar der Berenike.
- 8. Mai: Der deutsche Astronom Albert Marth wird zum Entdecker der Galaxie NGC 5384 im Sternbild Jungfrau.
- 10. Mai: Heinrich Louis d’Arrest findet die Galaxie NGC 3787 im Sternbild Löwe.
- 3. August: Albert Marth entdeckt die später so bezeichneten Galaxien NGC 164 und NGC 236 im Sternbild Fische.
- 29. August: Albert Marth sichtet im Sternbild Fische die als NGC 138, NGC 139 und NGC 141 geführten Galaxien.
- 2. September: Im Sternbild Walfisch bemerkt Albert Marth als Erster die Galaxien NGC 359 und NGC 364.
- 5. September: Albert Marth entdeckt im Sternbild Pegasus die heute als NGC 7673 bekannte Galaxie.
- 27. September: Bei Beobachtungen im Sternbild Walfisch findet Albert Marth die Galaxien mit der späteren Bezeichnung NGC 291, NGC 293, NGC 298, NGC 321, NGC 325, NGC 327 und NGC 329.
- 30. September: Der deutsche Astronom Ernst Wilhelm Leberecht Tempel entdeckt im Asteroidengürtel den Asteroiden Terpsichore.
- 8. Oktober: Heinrich Louis d’Arrest findet im Sternbild Walfisch die später als NGC 277 katalogisierte Galaxie.
- 30. Oktober: Heinrich Louis d’Arrest entdeckt die Galaxie NGC 541 im Sternbild Walfisch.
- 30. Oktober: Albert Marth entdeckt im Sternbild Pegasus die Galaxien NGC 15, NGC 41 und NGC 42.
- 27. November: Karl Theodor Robert Luther, Direktor der Sternwarte Düsseldorf, entdeckt im Asteroidengürtel den Asteroiden Alkmene.
- 29. November: Im Sternbild Fische wird Albert Marth der Galaxien NGC 4 und NGC 7840 gewahr.
- Nach rund zweijähriger Pause wird die von Gottfried Semper entworfene und gebaute Eidgenössische Sternwarte in Zürich fertiggestellt. Erster Direktor der Sternwarte wird Johann Rudolf Wolf.

#### Naturwissenschaften und Medizin
- 15. März: Der US-amerikanische Zahnarzt Sanford Christie Barnum führt die Verwendung des Kofferdams in die zahnärztliche Praxis ein.

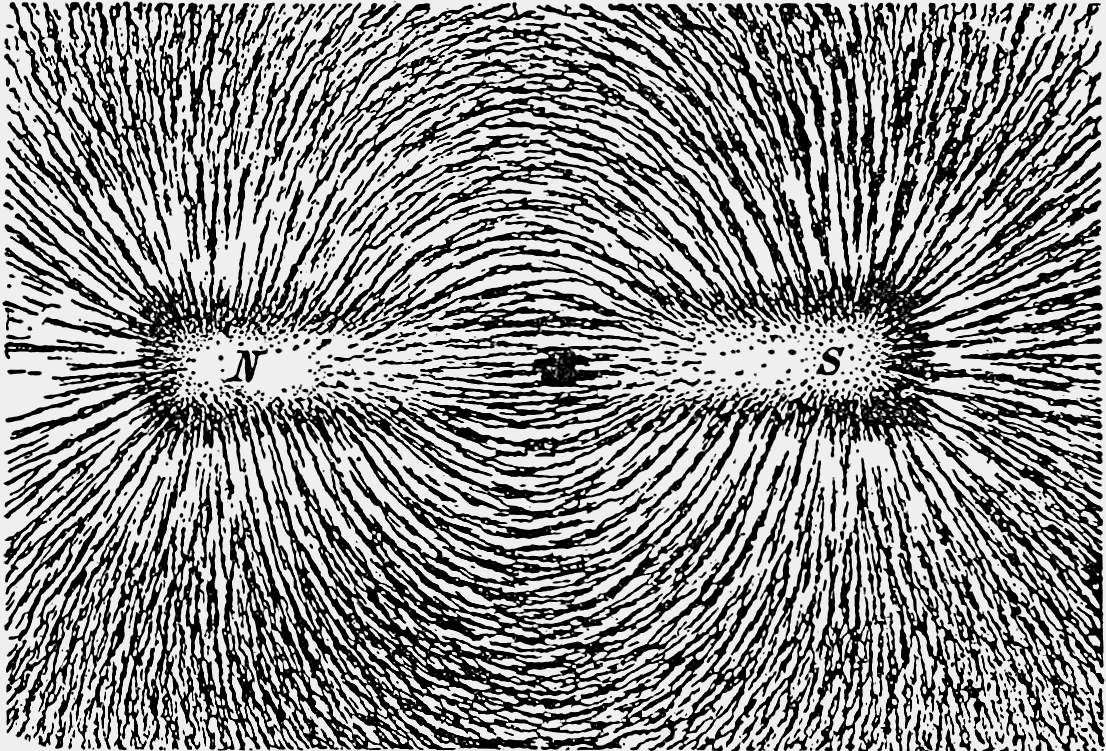
Magnetische Feldlinien

- James Clerk Maxwell formuliert die Maxwell-Gleichungen, seine Theorie der elektrischen und magnetischen Felder.

#### Lehre und Forschung
- Territorialgouverneur John Evans gründet im Colorado-Territorium das Colorado Seminary, aus dem sich später die University of Denver entwickelt.

#### Schiffsbau
- 11. Juni: Das Kanonenboot Smertsch der Kaiserlich Russischen Marine mit zwei von dem Engländer Cowper Phipps Coles entwickelten Geschütztürmen läuft in Sankt Petersburg vom Stapel.
- 20. August: Das von der Preußischen Marine bei der Werft Samuda Brothers auf der Isle of Dogs bei London bestellte Panzerschiff Arminius hat seinen Stapellauf. Es wird ein Jahr später zum ersten gepanzerten Widderschiff Preußens. Am 24. Oktober läuft in Bordeaux auch die Cheops vom Stapel.
- 2. Oktober: Ictíneo II, eines der ersten maschinell betriebenen U-Boote, hat seine Jungfernfahrt vom Hafen von Barcelona aus.
- Die Erstausgabe der Zeitschrift Hansa erscheint, einer monatlich erscheinenden, technisch orientierten Fachzeitschrift zu allen Bereichen der Seewirtschaft, des Schiffbaus, der Schiffstechnik sowie dem Thema Häfen.

### Kultur

#### Bildende Kunst
- 17. Mai bis 30. Juni: Die 1861 gegründete Photographische Gesellschaft zeigt im Palais des Brauereibesitzers Anton Dreher junior in der Operngasse in Wien die Erste Photographische Ausstellung in Wien.

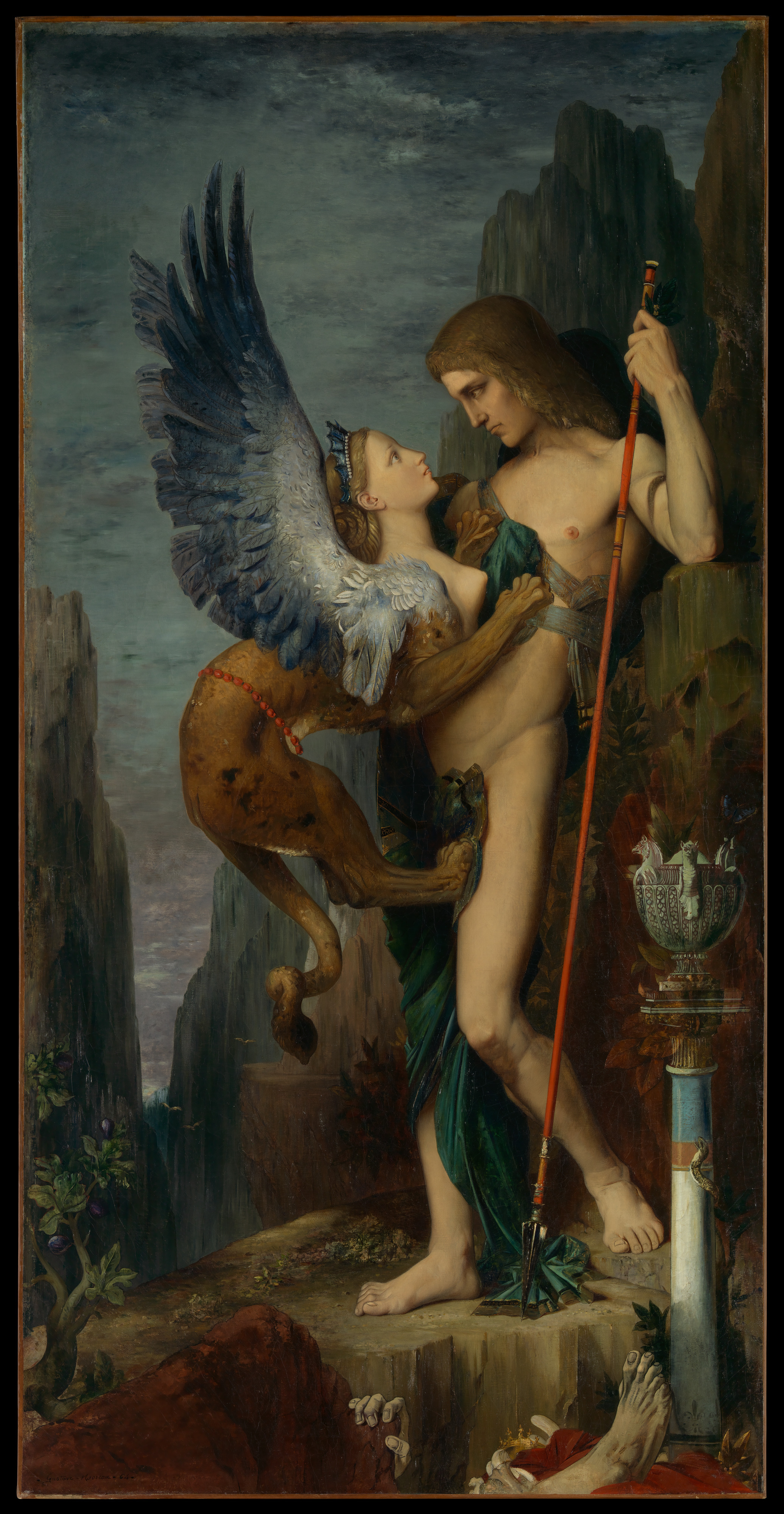
Ödipus und die Sphinx (Moreau)

- Das Gemälde Ödipus und die Sphinx von Gustave Moreau wird erstmals in einem offiziellen Pariser Salon ausgestellt.

#### Musik und Theater
- 4. Februar: Die Uraufführung der romantischen Oper Die Rheinnixen von Jacques Offenbach erfolgt am Kärntnertortheater in Wien. Das Libretto stammt von Charles Nuitter.
- 14. März: Die Petite Messe solennelle von Gioacchino Rossini wird in Paris zur Einweihung der Privatkapelle eines mit dem Komponisten befreundeten Adeligen uraufgeführt.
- 4. Mai: Der in Geldnöten steckende Komponist Richard Wagner lässt sich auf Einladung König Ludwigs II. in München nieder.
- 22. Juni: Die Operette Pique Dame von Franz von Suppè hat ihre Uraufführung am Thalia-Theater in Graz. Sie basiert auf Suppés einaktiger Operette Die Kartenschlägerin, die erst zwei Jahre zuvor, am 26. April 1862, im Theater am Franz-Josefs-Kai uraufgeführt worden ist. Keiner der beiden Versionen ist ein Erfolg beschieden.
- 25. August: Das Actien-Volkstheater in der Münchener Isarvorstadt wird gegründet.
- 10. September: Die Operette Franz Schubert von Franz von Suppè mit dem Libretto von Hans Max hat ihre Uraufführung am Carltheater in Wien.

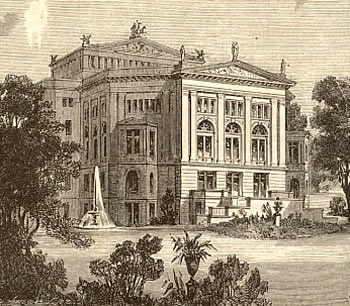
Das neue Wallner-Theater

- Etwas südlich des von ihm knapp zehn Jahre früher erworbenen im Verfall befindlichen Königsstädter Theaters in Berlin lässt der Intendant Franz Wallner nach Plänen des Architekten Eduard Titz das Wallner-Theater errichten, das am 3. Dezember eröffnet wird. Rudolf Bial wird Kapellmeister in dem neuen Theater, das als eines der größten und schönsten Berlins gilt. Sein Vorgänger August Conradi wechselt an das 1859 errichtete Berliner Victoria-Theater.
- 17. Dezember: Die Operette La belle Hélène (Die schöne Helena) von Jacques Offenbach auf ein Libretto von Henri Meilhac und Ludovic Halévy mit Hortense Schneider in der Titelrolle wird am Théâtre des Variétés in Paris uraufgeführt. Offenbach kann damit an seinen Erfolg Orpheus in der Unterwelt anknüpfen.
- Benjamin Hanby verfasst in Ohio das Weihnachtslied Up on the Housetop.

#### Sonstiges
- 6. März: Das Musée des Tissus wird in Lyon gegründet.
- 12. Mai: Das im Vorjahr gegründete k. k. Österreichische Museum für Kunst und Industrie wird im Ballhaus der Hofburg zu Wien eröffnet.

### Gesellschaft
- 9. Juni: Gründung der ersten österreichisch-katholischen Studentenverbindung, der AV Austria Innsbruck.
- 9. Juli: In Großbritannien ereignet sich der erste Mord in einem Zugabteil. Der Schneider Franz Muller gerät bald als Täter in Verdacht. Am 14. November wird er für die Tat gehängt. Es handelt sich um eine der letzten öffentlichen Exekutionen.
- Wilhelm Emmanuel von Ketteler verfasst die Schrift Die Arbeiterfrage und das Christentum. Auf dem XVI. deutschen Katholikentag in Würzburg vom 12. bis 15. September wirbt er für die Gründung von Arbeitervereinen. Wenig später entstehen die ersten Christlich-Sozialen Arbeitervereine. Auf der 2. Cartellversammlung auf dem Katholikentag wird überdies der Bund katholischer Studentenkorporationen, der erste deutschlandweite Dachverband katholischer Studentenvereine und Verbindungen, ins Leben gerufen.
- Die wegen Mordes zum Tode verurteilte Marie Strauß wird am 21. Oktober in Greiz durch Enthauptung als letzte Person in Deutschland öffentlich hingerichtet.
- 15. November: Georges Herpin prägt in der fünften Ausgabe der Pariser Briefmarkensammlerzeitschrift Le Collectioneur de timbres-postes den Begriff Philatelie.

### Religion
- 30. Juli: In der Enzyklika Ubi urbaniano an die Bischöfe Russlands und Polens beschäftigt sich Papst Pius IX. mit der Verfolgung von Katholiken in Polen.
- 18. August: Mit der Enzyklika Maximae quidem wendet sich der Papst an die Bayerische Bischofskonferenz.
- 8. Dezember: In der Enzyklika Quanta cura verurteilt Papst Pius IX. die Religionsfreiheit, die Redefreiheit und die Trennung von Kirche und Staat. Gleichzeitig veröffentlicht er mit Syllabus errorum eine Liste mit 80 „Irrtümern“.
- Das Kirchenlied For All the Saints wird in England erstmals gedruckt.

### Katastrophen
- 12. Februar: Auf dem Bodensee sinkt der Raddampfer Jura nach einem Zusammenstoß in dichtem Nebel mit dem Dampfschiff Stadt Zürich. Die Jura war von Konstanz nach Romanshorn unterwegs, die Stadt Zürich in umgekehrte Richtung. Bis auf den Maschinisten und eine Serviererin können sich alle Besatzungsmitglieder und Passagiere auf die Stadt Zürich retten. Die Jura liegt heute noch auf dem Grund des Bodensees, zwischen Bottighofen und Münsterlingen. Als die Stadt Zürich wenige Monate später auch mit der Stadt Lindau kollidiert, schlägt ein bayrischer Korrespondent sarkastisch vor, das Schiff nach Dänemark zu verkaufen, da es schon mehr deutsche Schiffe versenkt habe, als die gesamte dänische Kriegsflotte.

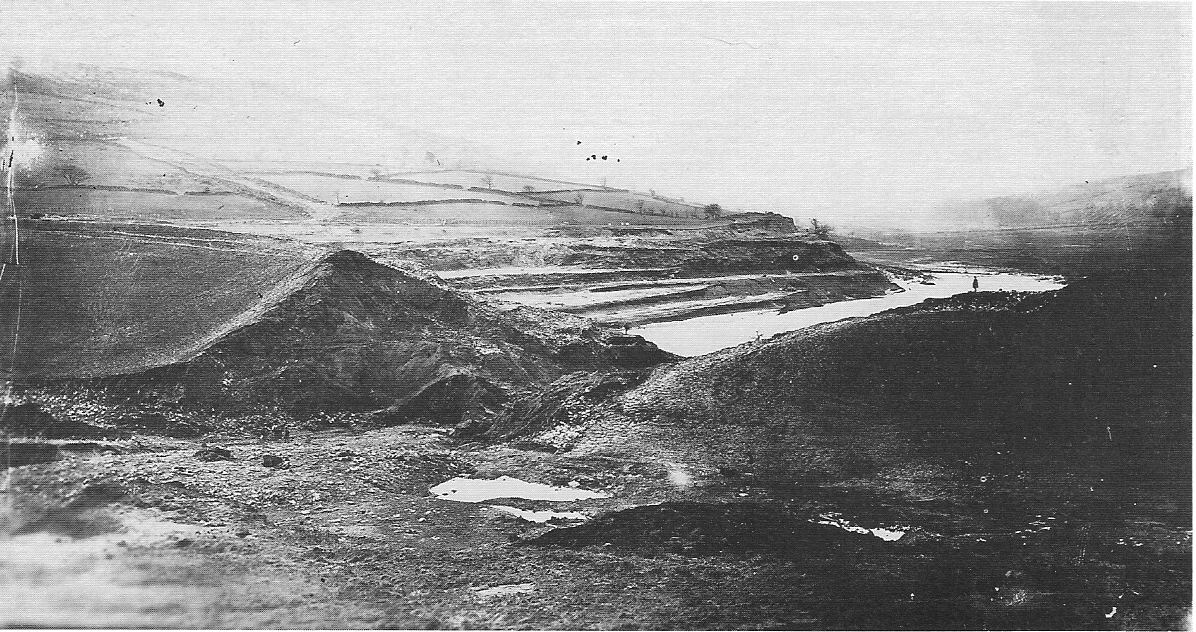
Der Staudamm kurz nach dem Bruch

- 11. März: Der Dale-Dyke-Staudamm bei Sheffield in England bricht, die Flutwelle fordert etwa 270 Todesopfer.

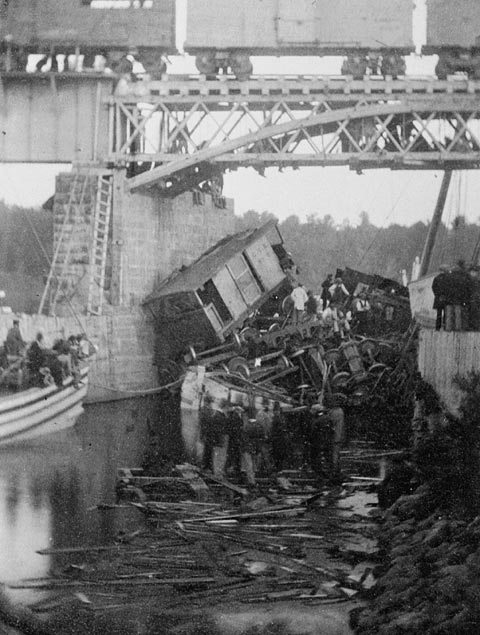
Der verunglückte Zug

- 29. Juni: Beim Eisenbahnunfall auf der Belœil-Brücke in Québec kommen mindestens 99 Menschen ums Leben, 100 werden verletzt. Es ist bis heute das schwerste Eisenbahnunglück in Kanada.
- 5. Oktober: Die indische Stadt Kalkutta wird durch einen Wirbelsturm, der etwa 60.000 Menschen das Leben kostet, nahezu total zerstört.

### Sport
- 9. Januar: Im Battersea Park in London findet nach einer Verschiebung um eine Woche das erste offizielle Fußballspiel nach den neu entwickelten Regeln der im Vorjahr gegründeten Football Association statt.
- 15. Juli: Einer von Edward Whymper angeführten Seilschaft gelingt die Erstbesteigung des Aiguille d’Argentière in der Mont-Blanc-Gruppe.
- Jackson Haines gewinnt die erste Eiskunstlaufmeisterschaft in den Vereinigten Staaten.
- Old Tom Morris gewinnt zum dritten Mal The Open Championship im Golf und erhält dafür zum ersten Mal ein Preisgeld in Höhe von 6 Pfund.

## Geboren

### Januar/Februar
- 01. Januar: Alfred Philippson, deutscher und jüdischer Geograf († 1953)
- 01. Januar: Alfred Stieglitz, US-amerikanischer Fotograf und Galerist († 1946)
- 01. Januar: Qi Baishi, chinesischer Maler († 1957)
- 06. Januar: Joseph-Daniel Dussault, kanadischer Organist und Musikpädagoge († 1921)
- 06. Januar: Kurt Johannes, deutscher Offizier († 1913)
- 07. Januar: Sophie Kleinfeller-Pühn, deutsche Genremalerin († 1931)
- 08. Januar: Albert Victor, Prinz von Großbritannien und Herzog von Clarence und Avondale († 1892)
- 08. Januar: Julie Wolfthorn, deutsche Malerin († 1944)
- 09. Januar: Elisabeth Krüger, deutsche Blumen- und Porträtmalerin († unbekannt)
- 10. Januar: Karl Gerstein, deutscher Jurist, Verwaltungsbeamter, Kommunalpolitiker und Wirtschaftsmanager († 1924)
- 12. Januar: Anna Schoen-René, US-amerikanische Sängerin und Musikpädagogin († 1942)
- 13. Januar: Hanna Pauli, schwedische Malerin († 1940)
- 15. Januar: S. H. Dudley, US-amerikanischer Sänger († 1947)
- 15. Januar: Sabine Lepsius, deutsche Porträtmalerin  († 1942)

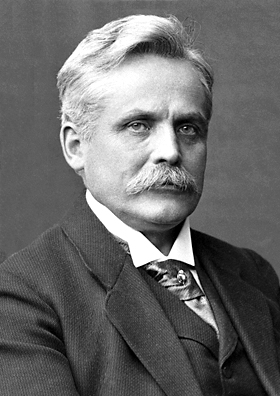
Wilhelm Wien

- 13. Januar: Wilhelm Wien, deutscher Physiker, Nobelpreisträger († 1928)
- 26. Januar: Karl Schell, Schweizer Komponist und Dirigent († 1936)
- 27. Januar: John Walter Gregory, schottischer Geologe († 1932)
- 28. Januar: Florens Christian Rang, deutscher protestantischer Theologe, Schriftsteller, Politiker († 1924)
- 28. Januar: Adolf Scheufelen, deutscher Unternehmer († 1941)
- 29. Januar: Albert Preuß, deutscher Sportschütze († 19??)
- 01. Februar: Theodor Taube, deutsch-baltischer Pastor und evangelischer Märtyrer († 1919)
- 02. Februar: Margot Asquith, britische Schriftstellerin († 1945)
- 05. Februar: Paul Raschein, Schweizer Landwirt, Jurist und Politiker († 1935)
- 05. Februar: Carl Teike, deutscher Militärmusiker und Komponist († 1922)
- 06. Februar: John Henry Mackay, schottisch-deutscher Schriftsteller († 1933)
- 07. Februar: Ricardo Castro Herrera, mexikanischer Pianist und Komponist († 1907)
- 11. Februar: József Balassa, ungarischer Philologe († 1945)
- 13. Februar: Paul von Hintze, deutscher Marineoffizier und Politiker († 1941)
- 14. Februar: Robert Ezra Park, US-amerikanischer Soziologe († 1944)
- 16. Februar: Hermann Stehr, deutscher Schriftsteller († 1940)
- 17. Februar: Andrew Barton Paterson, australischer Jurist, Schriftsteller und Journalist († 1941)
- 19. Februar: Đồng Khánh, neunter Kaiser der vietnamesischen Nguyễn-Dynastie († 1889)
- 19. Februar: Said Halim Pascha, Großwesir des Osmanischen Reiches († 1921)
- 19. Februar: Jean Verdier, französischer Geistlicher, Erzbischof von Paris und Kardinal († 1940)
- 20. Februar: Henrique Maximiano Coelho Neto, brasilianischer Schriftsteller († 1934)
- 21. Februar: Alfred Jeremias, deutscher Religionshistoriker und Assyriologe († 1935)
- 21. Februar: August Le Gras, niederländischer Maler, Zeichner und Radierer († 1915)
- 22. Februar: Jules Renard, französischer Schriftsteller († 1910)
- 23. Februar: Wilhelm Streitberg, deutscher Indogermanist († 1925)
- 24. Februar: José Pardo y Barreda, peruanischer Präsident († 1947)
- 25. Februar: Alfred Karl Hermann Schultze, deutscher Rechtswissenschaftler und Rechtshistoriker († 1946)
- 26. Februar: Alfred Bachelet, französischer Komponist, Dirigent und Musikpädagoge († 1944)
- 26. Februar: Antonín Sova, tschechischer Dichter und Schriftsteller († 1928)
- 29. Februar: Adolf Wölfli, Schweizer Maler († 1930)

### März/April
- 01. März: Rudolf Achleitner, österreichischer Kapellmeister und Komponist († 1909)
- 02. März: William Hall Milton, US-amerikanischer Politiker († 1942)
- 03. März: Mindaugas II., 1918 zum König von Litauen nominiert († 1928)
- 04. März: Émile Chautard, französischer Autor und Argotforscher († nach 1937)
- 04. März: Johanna Ey, deutsche Galeristin († 1947)
- 04. März: Alejandro Lerroux, spanischer Politiker († 1949)
- 05. März: Camille Andrès, französischer Organist und Komponist († 1904)
- 05. März: Johann Baptist Laßleben, deutscher Heimatforscher und Verleger († 1928)
- 06. März: Karel Buchtela, tschechischer Archäologe († 1946)
- 07. März: Wilhelm Arent, deutscher Dichter und Mäzen († nach 1913)
- 08. März: Robert Sieger, österreichischer Geograph und Hochschullehrer († 1926)
- 10. März: Rudolf Heberdey, österreichischer Archäologe († 1936)
- 11. März: Georg Gröne, deutscher Bildhauer († 1935)
- 14. März: Alfred Redl, Oberst der österreichisch-ungarischen Armee und russischer Spion († 1913)
- 14. März: Casey Jones, US-amerikanischer Lokomotivführer († 1900)
- 15. März: Johan Halvorsen, norwegischer Komponist und Dirigent († 1935)
- 15. März: Leslie Stuart, englischer Komponist († 1928)
- 17. März: Alwin Reinhold Korselt, deutscher Mathematiker († 1947)
- 18. März: Toros Toramanian, armenischer Architekt und Historiker († 1934)
- 19. März: Charles M. Russell, US-amerikanischer Maler, Skulpteur, Illustrator und Schriftsteller († 1926)
- 23. März: Hjalmar Borgstrøm, norwegischer Musikjournalist und Komponist († 1925)
- 23. März: Louis Glass, dänischer Komponist († 1936)
- 26. März: Emerson Harrington, US-amerikanischer Politiker († 1945)
- 26. März: Franz Liftl, österreichischer Musiker und Komponist († 1932)

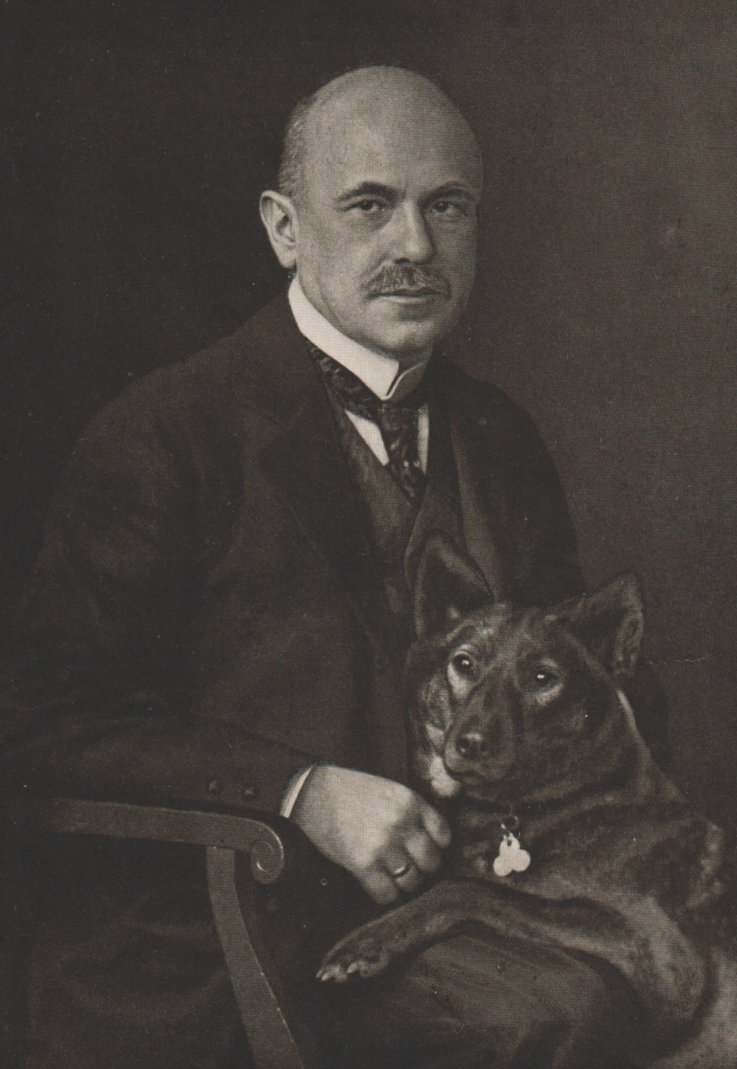
Artur Brausewetter

- Artur Brausewetter27. März: Artur Brausewetter, deutscher evangelischer Pfarrer und Schriftsteller († 1946)
- 28. März: Arno Senfft, deutscher Kolonialbeamter († 1909)
- 29. März: Henri Lutz, französischer Komponist († 1919)
- 29. März: Paul Ranson, französischer Designer und Maler des Symbolismus († 1909)
- 29. März: Leopold Schmutzler, österreichisch-deutscher Maler († 1940)
- 30. März: Franz Oppenheimer, deutscher Soziologe und Nationalökonom († 1943)
- 01. April: Pierantonio Tasca, italienischer Komponist († 1934)
- 04. April: Futabatei Shimei, japanischer Schriftsteller und Übersetzer russischer Literatur († 1909)
- 08. April: Carlos Deltour, französischer Ruderer († 1920)
- 09. April: Sebastian Ziani de Ferranti, britischer Elektroingenieur († 1930)
- 10. April: Eugen d’Albert, deutscher Komponist und Pianist († 1932)
- 10. April: Friedrich Wilhelm Nohe, 1. Vorsitzender des Deutschen Fußball-Bundes († 1940)
- 10. April: Michael Mayr, österreichischer Historiker und Politiker († 1922)
- 11. April: Lillie P. Bliss, Mäzenatin und Mitbegründerin des Museum of Modern Art († 1931)
- 11. April: Johanna Elberskirchen, deutsche Autorin und feministische Aktivistin († 1943)
- 12. April: Theodor Rehbock, deutscher Wasserbauingenieur und Professor in Karlsruhe († 1950)
- 13. April: Berta Zuckerkandl-Szeps, österreichische Schriftstellerin, Journalistin und Kritikerin († 1945)
- 17. April: Karl Henckell, deutscher Lyriker und Schriftsteller († 1929)

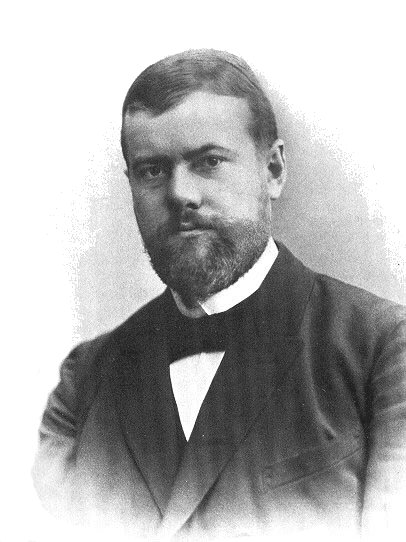
Max Weber, 1894

- 21. April: Max Weber, deutscher Ökonom und Soziologe († 1920)
- 24. April: Alois Wolfmüller, deutscher Erfinder, Ingenieur und Flugtechniker († 1948)
- 26. April: Bona Peiser, Deutschlands erste Volksbibliothekarin († 1929)
- 28. April: Heinrich Schrohe, deutscher Gymnasiallehrer und Historiker († 1939)
- 30. April: Georges Durand, französischer Journalist und Motorsportfunktionär († 1941)
- 30. April: Léonce Girardot, französischer Automobilrennfahrer († 1922)

### Mai/Juni
- 05. Mai: Nellie Bly, US-amerikanische Journalistin und Weltreisende († 1922)
- 05. Mai: Hans Gerhard Gräf, deutscher Goethe-Forscher († 1942)
- 05. Mai: Willis C. Hawley, US-amerikanischer Politiker († 1941)
- 06. Mai: Alice Bensheimer, deutsche Politikerin und Frauenrechtlerin († 1935)
- 06. Mai: Eugenio Tosi, italienischer Geistlicher, Erzbischof von Mailand und Kardinal († 1929)
- 09. Mai: Emmett Lundy, US-amerikanischer Old-Time-Musiker († 1953)
- 11. Mai: Ethel Lilian Voynich, britische Schriftstellerin († 1960)
- 12. Mai: Alfred I. du Pont, US-amerikanischer Unternehmer († 1935)
- 12. Mai: Cäsar Flaischlen, deutscher Lyriker und Mundartdichter († 1920)
- 13. Mai: Emil Gött, deutscher Schriftsteller († 1908)
- 16. Mai: Nathan Birnbaum, jüdischer Philosoph und Zionist († 1937)
- 16. Mai: Nicanor González Méndez, chilenischer Maler († 1934)
- 18. Mai: Warren A. Haggott, US-amerikanischer Politiker († 1958)
- 18. Mai: Jan Veth, niederländischer Maler, Dichter, Kunstkritiker und Hochschullehrer († 1925)
- 19. Mai: Carl Ethan Akeley, US-amerikanischer Jäger, Taxidermist, Naturforscher, Professor, Künstler und Erfinder († 1926)
- 20. Mai: Willibald Siemann, deutscher Orgelbauer († 1932)
- 21. Mai: Otfried Nippold, deutsch-schweizerischer Jurist und Friedenskämpfer († 1938)
- 21. Mai: David Davies, australischer Maler († 1939)
- 21. Mai: Stephanie von Belgien, österreich-ungarischer Kronprinzessin († 1945)
- 22. Mai: Willy Stöwer, deutscher Marinemaler der Kaiserzeit († 1931)
- 22. Mai: Anton Willem Nieuwenhuis, niederländischer Ethnologe († 1953)
- 25. Mai: Anne Löwenstein-Wertheim, britische Flugpionierin († 1927)
- 27. Mai: Georg Mardersteig, deutscher Jurist († 1943)
- 28. Mai: Michael O’Shaughnessy, irischstämmiger Bauingenieur und Stadtplaner von San Francisco († 1934)
- 29. Mai: Sigismund Waitz, österreichischer Geistlicher, Weihbischof von Brixen, Erzbischof von Salzburg († 1941)
- 31. Mai: Ernst Ferdinand Ströter, deutscher Theologe, Autor theologischer Schriften und Missionar († 1922)
- 03. Juni: Albert Fraenkel, deutscher Arzt, Tuberkulose- und Herzforscher († 1938)
- 03. Juni: Otto Erich Hartleben, deutscher Dramatiker, Lyriker und Erzähler († 1905)
- 03. Juni: Ransom Eli Olds, US-amerikanischer Autopionier, Gründer des Automobilherstellers Oldsmobile († 1950)
- 08. Juni: Herbert William Garratt, britischer Ingenieur († 1913)

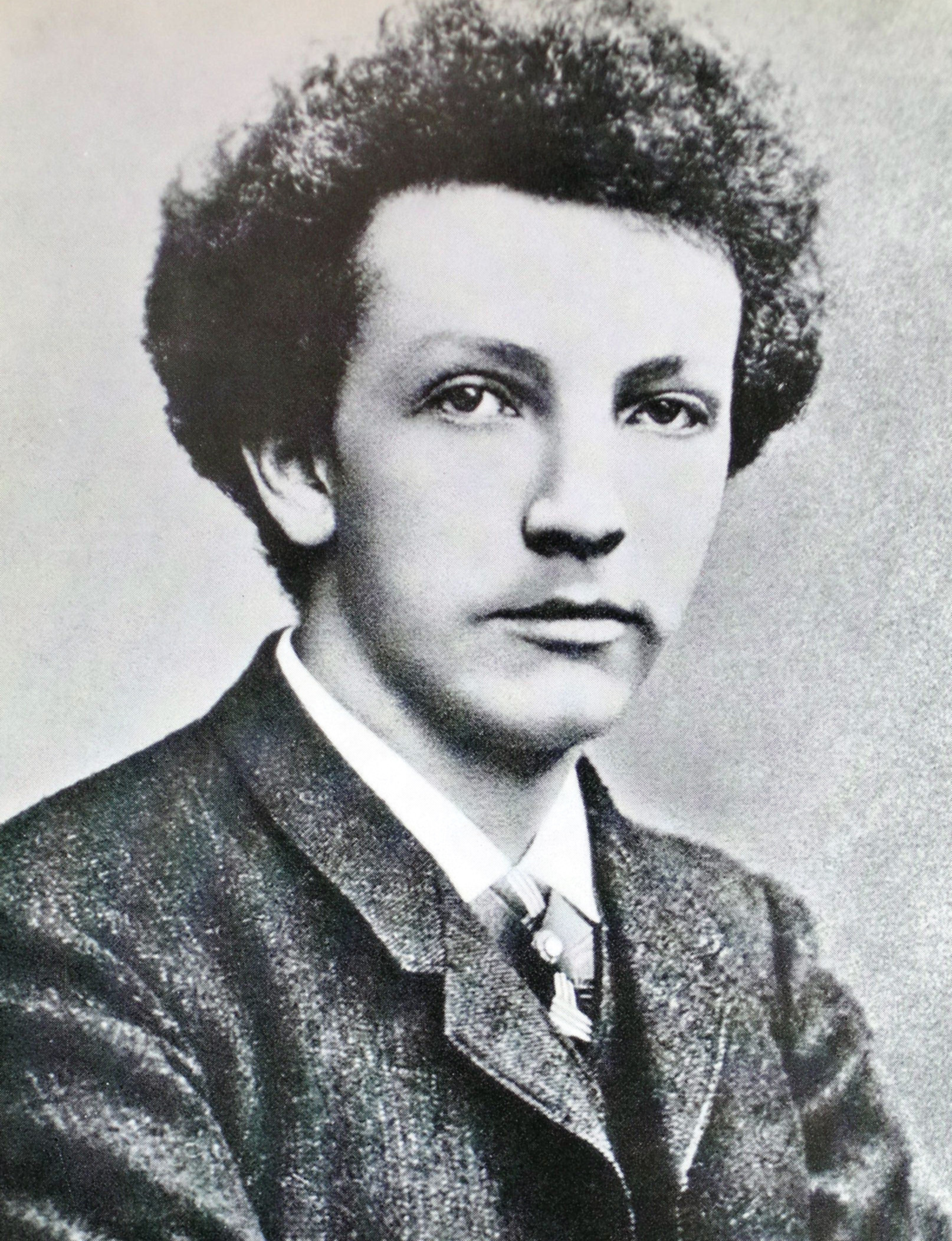
Richard Strauss

- 11. Juni: Richard Strauss, deutscher Komponist und Dirigent († 1949)
- 13. Juni: Rudolf Kjellén, schwedischer Professor für Erdkunde († 1922)

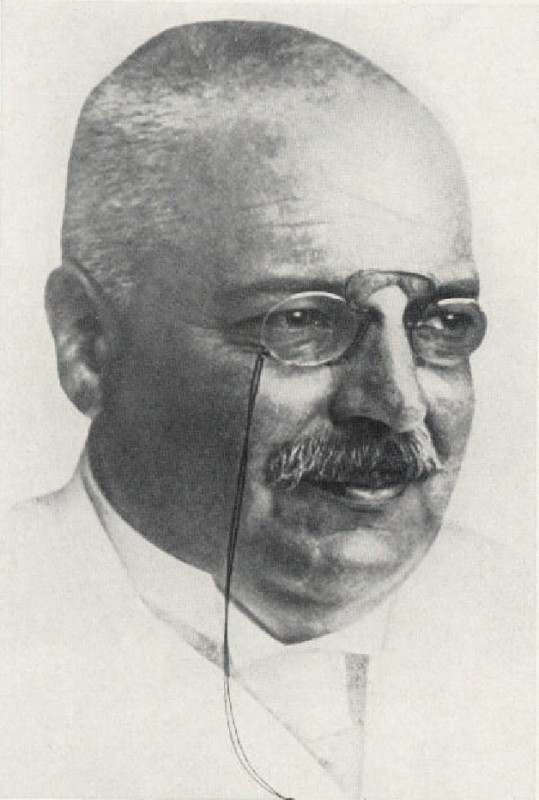
Alois Alzheimer

- 14. Juni: Alois Alzheimer, deutscher Psychiater († 1915)
- 15. Juni: Joseph Guy Ropartz, französischer Komponist und Dirigent († 1955)
- 16. Juni: Willy Wolterstorff, deutscher Herpetologe († 1943)
- 18. Juni: Aribert Joseph Alexander von Anhalt, Regent des Herzogtums Anhalt († 1933)
- 21. Juni: Heinrich Wölfflin, Schweizer Kunsthistoriker († 1945)
- 22. Juni: Hermann Minkowski, deutscher Mathematiker und Physiker († 1909)
- 25. Juni: Isidor Bogdan Zahradník, tschechischer Politiker, Prämonstratenser († 1926)
- 25. Juni: Oskar Baumann, österreichischer Afrikaforscher, Philosoph, Ethnologe, Geograph und Kartograph († 1899)

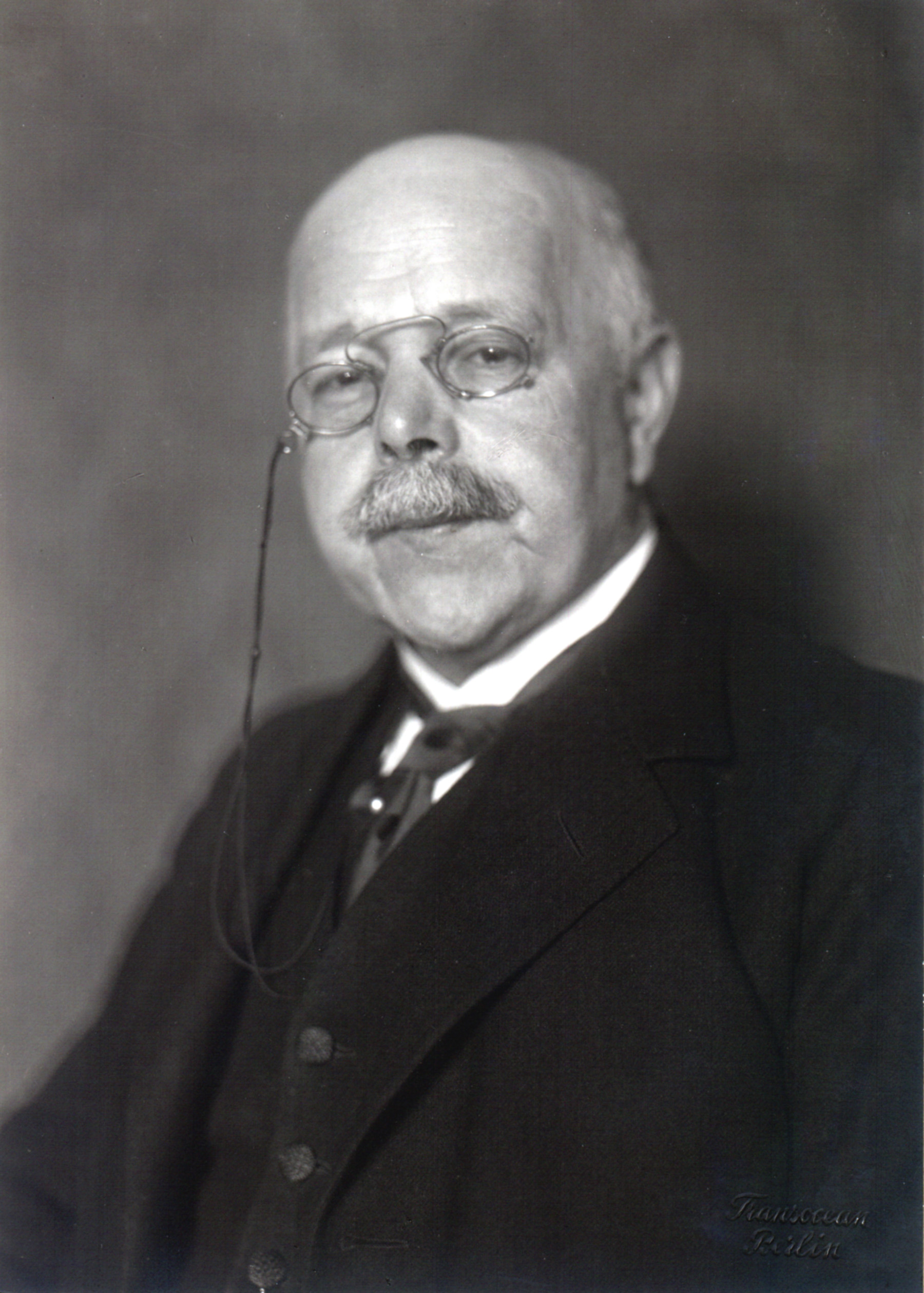
Walther Nernst

- 25. Juni: Walther Nernst, deutscher Physiker und Chemiker († 1941)
- 29. Juni: Anton Beer-Walbrunn, deutscher Komponist († 1929)
- 29. Juni: Paul Steindorff, US-amerikanischer Dirigent († 1927)

### Juli/August
- 01. Juli: Bess Mensendieck, niederländisch-amerikanische Ärztin, Begründerin der frühen Atem- und Leibpädagogik († 1957)
- 02. Juli: Albert Borlase Armitage, britischer Polarforscher († 1943)
- 03. Juli: Anton Schmutzer, österreichischer Musiker und Komponist († 1936)
- 06. Juli: Hans Chemin-Petit d. Ä., deutscher Komponist († 1917)
- 06. Juli: Alberto Nepomuceno, brasilianischer Komponist († 1920)
- 07. Juli: Hermann Marchand, deutscher Jurist und Stadtentwickler († 1945)
- 08. Juli: Frank B. Brandegee, US-amerikanischer Politiker († 1924)
- 08. Juli: Fred Holland Day, amerikanischer Fotograf und Verleger († 1933)
- 08. Juli: Nikolai Rasumnikowitsch Kotschetow, russischer Komponist († 1925)
- 11. Juli: Petar Danow, bulgarischer Hellseher, Alchemist, Mystiker, Astrologe und Musiker († 1944)
- 13. Juli: John Jacob Astor IV, US-amerikanischer Geschäftsmann, Erfinder und Schriftsteller († 1912)
- 14. Juli: Eduard Engelmann junior, österreichischer Ingenieur und Eiskunstläufer († 1944)
- 15. Juli: Franklin Knight Lane, US-amerikanischer Politiker († 1921)
- 16. Juli: Ferdinand Bloch-Bauer, österreichisch-tschechischer Zuckerfabrikant und Kunstmäzen († 1945)
- 16. Juli: Joseph O’Mara, irischer Operntenor († 1927)
- 18. Juli: Ricarda Huch, deutsche Schriftstellerin, Dichterin und Erzählerin († 1947)
- 20. Juli: Gaston Carraud, französischer Komponist und Musikkritiker († 1920)
- 20. Juli: Erik Axel Karlfeldt, schwedischer Lyriker († 1931)
- 20. Juli: William F. Whiting, US-amerikanischer Politiker († 1936)

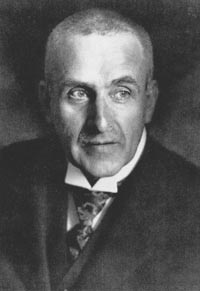
Frank Wedekind

- 24. Juli: Frank Wedekind, deutscher Schriftsteller und Schauspieler († 1918)
- 27. Juli: Viktor Graf von Attems-Heiligenkreuz, österreichischer Präsident der Seebehörde in Triest († 1947)
- 27. Juli: Henry de Beauvoir de Lisle, britischer General im Ersten Weltkrieg († 1955)
- 29. Juli: Anton Noder, deutscher Arzt und Dichter († 1936)
- 31. Juli: Lujo Adamović, kroatischer Botaniker und Pflanzensammler († 1935)
- 05. August: Edmond Marie Lambert van Aubel, belgischer Experimentalphysiker († 1941)
- 05. August: Irene Forbes-Mosse, deutsche Schriftstellerin und Malerin († 1946)
- 06. August: Giovanni Anfossi, italienischer Komponist, Pianist und Musikpädagoge († 1946)
- 07. August: Louis Arnould, französischer Romanist und Französist († 1949)
- 09. August: Roman Dmowski, polnischer Politiker († 1939)
- 09. August: Cornelia Paczka-Wagner, deutsche Malerin und Grafikerin († nach 1930)
- 10. August: Carl Junker, österreichischer Syndikus und Historiker († 1928)
- 10. August: Heinrich Messikommer, Schweizer Auktionator, Kunst- und Antiquitätenhändler († 1924)
- 11. August: Duarte Leite Pereira da Silva, portugiesischer Politiker († 1950)
- 12. August: Kuno von Westarp, deutscher Politiker († 1945)
- 14. August: Marie Eugenie Delle Grazie, österreichische Schriftstellerin († 1931)
- 17. August: James Adams, schottischer Fußballspieler und -schiedsrichter († 1943)
- 17. August: Robert F. Broussard, US-amerikanischer Politiker († 1918)
- 17. August: Edward W. Eberle, US-amerikanischer Admiral († 1929)
- 17. August: Paul Wendland, deutscher Altphilologe († 1915)
- 18. August: Gemma Bellincioni, italienische Opernsopranistin († 1950)
- 20. August: Ion I. C. Brătianu, rumänischer Politiker und Ministerpräsident († 1927)
- 20. August: Karl Fritz, Erzbischof von Freiburg († 1931)
- 21. August: Heinrich Alfred Ammelburg, deutscher Chemiker und Manager († 1939)
- 23. August: Eleftherios Venizelos, griechischer Politiker († 1936)
- 27. August: Helena Patursson, färöische Schriftstellerin und Frauenrechtlerin († 1916)
- 27. August: Hermann Weingärtner, deutscher Turner und Olympiasieger († 1919)
- 28. August: Oskar Zoth, österreichischer Physiologe († 1933)

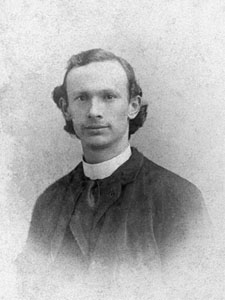
Christiaan Cornelissen

- 30. August: Christiaan Cornelissen, niederländischer Autor, Aktivist, libertärer Sozialist († 1942)

### September
- 01. September: Motojirō Akashi, japanischer General († 1919)

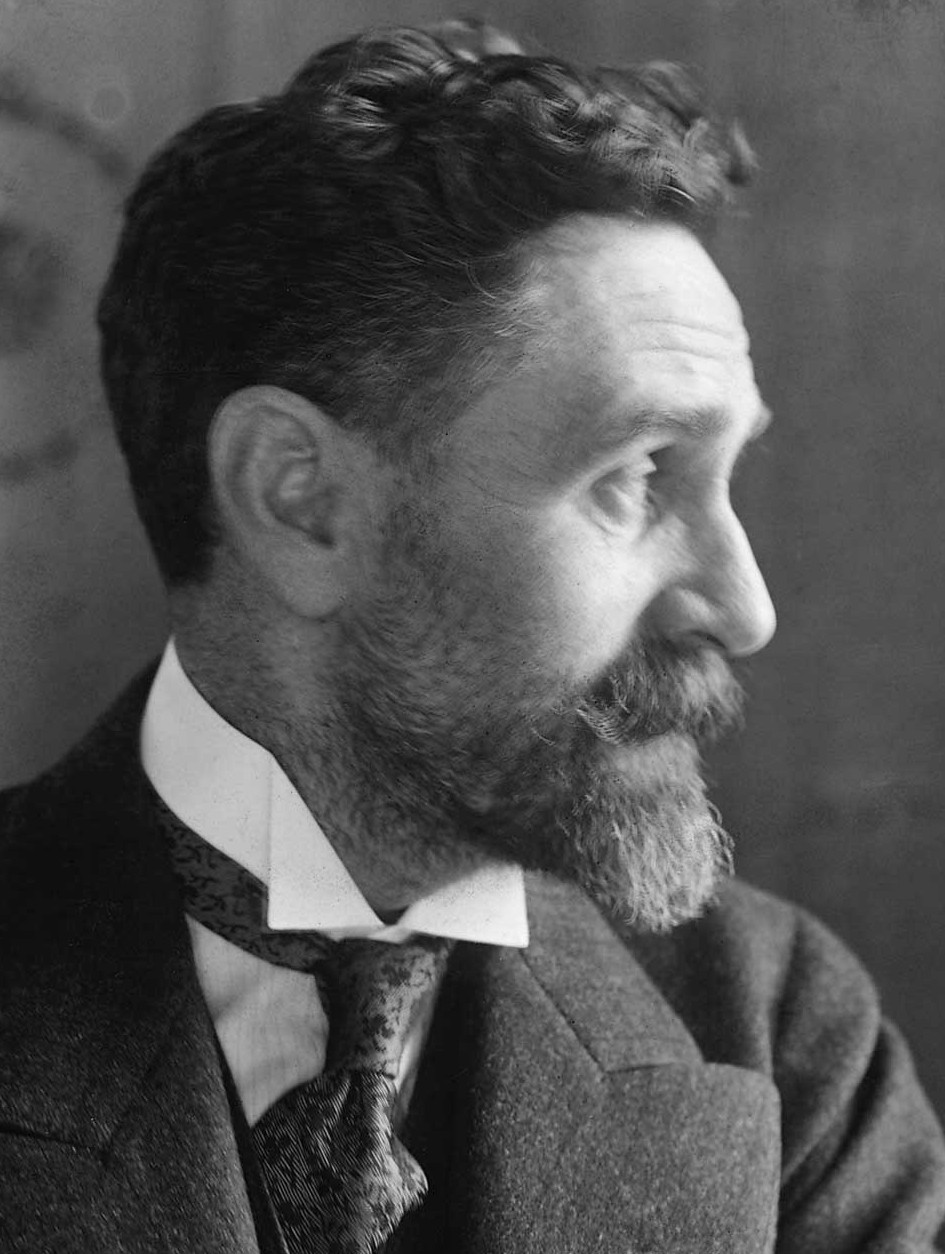
Roger Casement

- 01. September: Roger Casement, britischer Diplomat und irischer Nationalheld († 1916)
- 02. September: Séraphine Louis, französische Malerin († 1942)
- 07. September: Giovanni Tebaldini, italienischer Komponist, Musikwissenschaftler und Organist († 1952)
- 07. September: Carl Zimmermann, preußischer Offizier und Kommandeur der Schutztruppe Kamerun († 1949)
- 08. September: Jakob Johann von Uexküll, deutsch-baltischer Biologe und Philosoph († 1944)
- 09. September: Woldemar Horn, deutscher Jurist und Gouverneur von Togo († 1945)
- 14. September: Robert Cecil, britischer Politiker und Diplomat, Friedensnobelpreisträger († 1958)
- 15. September: Ernesto Consolo, italienischer Pianist, Musikpädagoge und Komponist († 1931)
- 19. September: Carl Correns, deutscher Biologe († 1933)
- 21. September: Frederick Field Bullard, US-amerikanischer Komponist († 1904)
- 24. September: Nils Collett Vogt, norwegischer Schriftsteller († 1937)
- 27. September: Andrej Hlinka, slowakischer Priester, Politiker und Nationalistenführer († 1938)
- 28. September: Arthur Kampf, deutscher Historienmaler († 1950)
- 29. September: Miguel de Unamuno, spanischer Philosoph († 1936)
- 30. September: Max Laeuger, deutscher Künstler († 1952)
- 30. September: Rudolf Löw, Schweizer Musiker und Gymnasiallehrer († 1930)
- 30. September: Themistocles Zammit, maltesischer Forscher († 1935)

### Oktober
- 05. Oktober: Wilhelm Lattmann, deutscher Politiker († 1935)
- 05. Oktober: Louis Jean Lumière, französischer Fototechnikpionier († 1948)
- 05. Oktober: Arthur Zimmermann, deutscher Diplomat und Politiker († 1940)
- 09. Oktober: Reginald Dyer, britischer General († 1927)
- 09. Oktober: Maud Watson, britische Tennisspielerin, Tochter des Bischofs von Berkswell († 1946)
- 10. Oktober: Theodore Frank Appleby, US-amerikanischer Politiker († 1924)
- 10. Oktober: Blanche Arral, belgische Opernsängerin († 1945)
- 10. Oktober: Charlotte zu Schaumburg-Lippe, Mitglied des Hauses Schaumburg-Lippe und letzte Königin von Württemberg († 1946)
- 11. Oktober: Alix Fournier, französischer Komponist († 1897)
- 12. Oktober: Hugo Visscher, niederländischer Kirchenhistoriker, reformierter Theologe und Politiker († 1947)
- 14. Oktober: Stefan Żeromski, polnischer Schriftsteller († 1925)
- 15. Oktober: Lorenzo Lauri, italienischer Kardinal der römisch-katholischen Kirche († 1941)
- 15. Oktober: Friedrich Gustav Piffl, österreichischer Kardinal und Erzbischof der Erzdiözese Wien († 1932)
- 16. Oktober: Ben M. Williamson, US-amerikanischer Politiker († 1941)
- 18. Oktober: Wilhelm von Auer, preußischer Generalmajor († 1918)
- 18. Oktober: Thomas Pakenham, britischer General im Ersten Weltkrieg († 1915)
- 19. Oktober: Georg Albertshofer, deutscher Bildhauer († 1933)
- 19. Oktober: Alexander MacMillan, kanadischer presbyterianischer Pfarrer und Hymnologe († 1961)
- 20. Oktober: Franz Heinrich Arndts, deutscher Politiker
- 20. Oktober: Elliot Woolfolk Major, US-amerikanischer Politiker († 1949)
- 20. Oktober: James F. Hinkle, US-amerikanischer Politiker († 1951)
- 21. Oktober: Gustav Adolph Edler von Arthaber, österreichischer Paläontologe und Trias-Stratigraph († 1943)
- 23. Oktober: Achille Fortier, kanadischer Komponist und Musikpädagoge († 1939)
- 24. Oktober: Franco Leoni, italienischer Komponist († 1949)
- 24. Oktober: Fritz van Calker, deutscher Staatsrechtler († 1957)
- 25. Oktober: John Francis Dodge, US-amerikanischer Automobilhersteller († 1920)
- 25. Oktober: Alexander Tichonowitsch Gretschaninow, russischer Komponist († 1956)
- 26. Oktober: José Gregorio Hernández, venezolanischer Mediziner und Nationalheiliger († 1919)
- 30. Oktober: Elizabeth Sprague Coolidge, US-amerikanische Pianistin und Mäzenin († 1953)
- 30. Oktober: Theodor Wiegand, deutscher Archäologe († 1936)

### November/Dezember
- 01. November: Ezequiel Cabeza de Baca, US-amerikanischer Politiker, Gouverneur von New Mexico († 1917)
- 03. November: Hans Stumme, deutscher Orientalist und Linguist († 1936)
- 03. November: Valentin von Massow (Kolonialoffizier), deutscher Kolonialoffizier († 1899)
- 04. November: Robert Lorimer, schottischer Architekt († 1929)
- 05. November: Clarita Beyer, deutsche Malerin († 1929)
- 06. November: Bálint Kuzsinszky, ungarischer Archäologe († 1938)
- 08. November: Franz Diekamp, deutscher römisch-katholischer Theologe († 1943)
- 08. November: Wera Fjodorowna Komissarschewskaja, russische Schauspielerin († 1910)
- 09. November: Dmitri Iossifowitsch Iwanowski, russisch-ukrainischer Biologe († 1920)
- 09. November: Paul Sérusier, französischer Maler († 1927)
- 11. November: Carl Blankenstein, deutscher Theaterschauspieler und Hörspielsprecher († 1933)

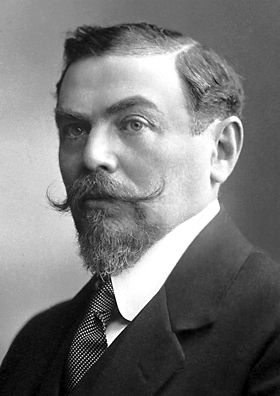
Alfred Hermann Fried

- 11. November: Alfred Hermann Fried, österreichischer Pazifist, Publizist, Friedensnobelpreisträger († 1921)
- 16. November: Moritz Wilhelm Paul Schwartz, deutsch-baltischer Pastor und evangelischer Märtyrer († 1919)
- 18. November: Lucia von Gelder, deutsche Malerin († 1899)
- 20. November: Gerhard Wilhelm Kernkamp, niederländischer Historiker († 1943)
- 22. November: Rakhmabai, indische Sozialreformerin und Ärztin († 1955)
- 24. November: Herman Snellen der Jüngere, niederländischer Ophthalmologe († 1929)

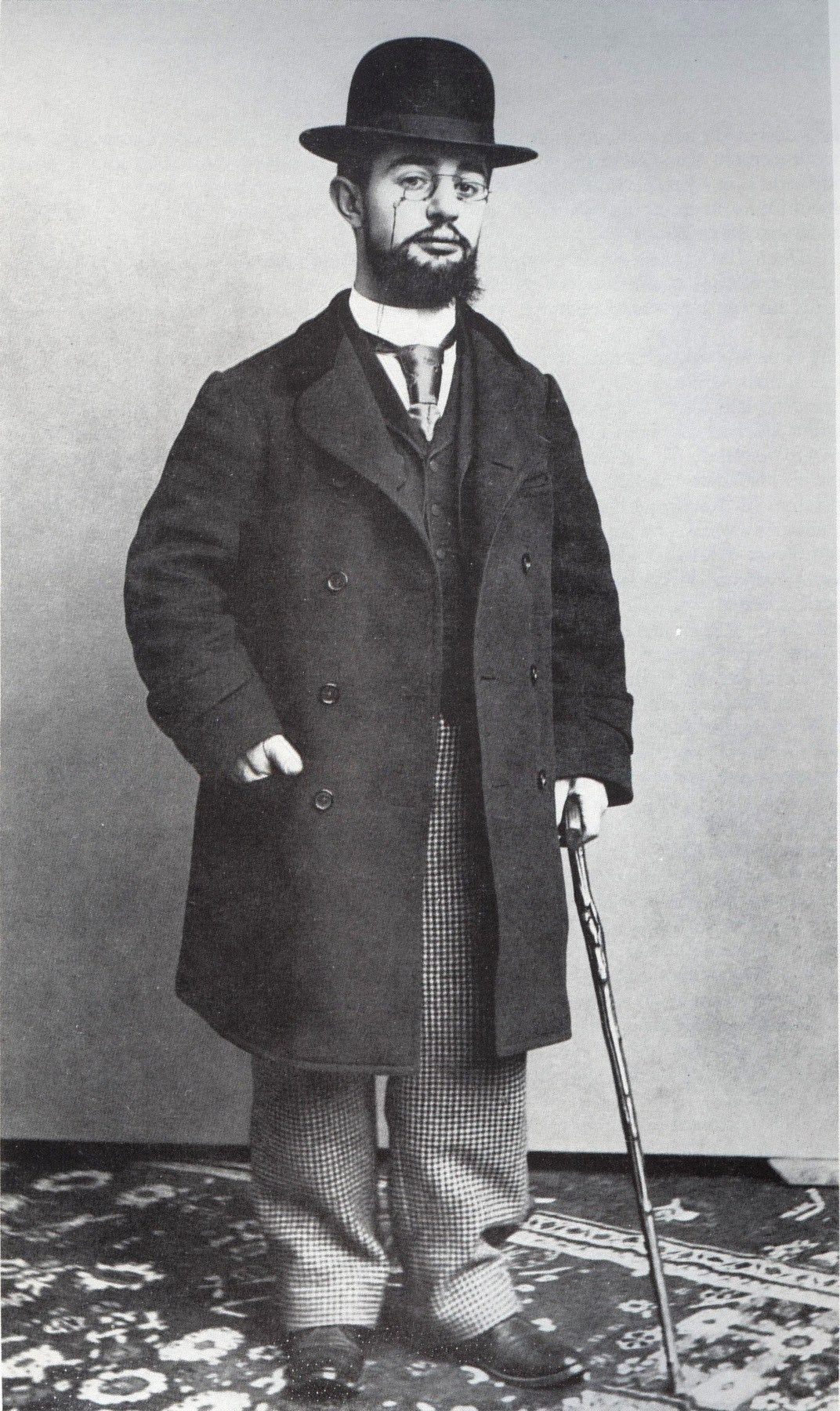
Henri de Toulouse-Lautrec

- 24. November: Henri de Toulouse-Lautrec, französischer Maler († 1901)
- 25. November: Arnold Paulssen, deutscher Politiker († 1942)
- 26. November: Auguste Charlois, französischer Astronom († 1910)
- 26. November: Herman Gorter, niederländischer Dichter († 1927)
- 27. November: Alfred Meyer-Waldeck, deutscher Militäroffizier († 1928)
- 27. November: Richard Du Moulin-Eckart, deutscher Historiker († 1938)
- 28. November: James Allen, britischer Schriftsteller († 1912)
- 28. November: Lindley Miller Garrison, US-amerikanischer Politiker († 1932)
- 01. Dezember: Friedrich Stuber, Schweizer Lehrer und Politiker († 1945)
- 01. Dezember: Carsten Egeberg Borchgrevink, norwegischer Polarforscher († 1934)
- 03. Dezember: Herman Heijermans, niederländischer Dramatiker, Schriftsteller, Journalist und Intendant († 1924)
- 04. Dezember: Maria Bonardi, italienische Ordensschwester und Ordensgründerin († 1945)
- 05. Dezember: Julius Dedual, Schweizer Jurist und Politiker († 1939)
- 06. Dezember: William S. Hart, US-amerikanischer Filmemacher und Schauspieler († 1946)

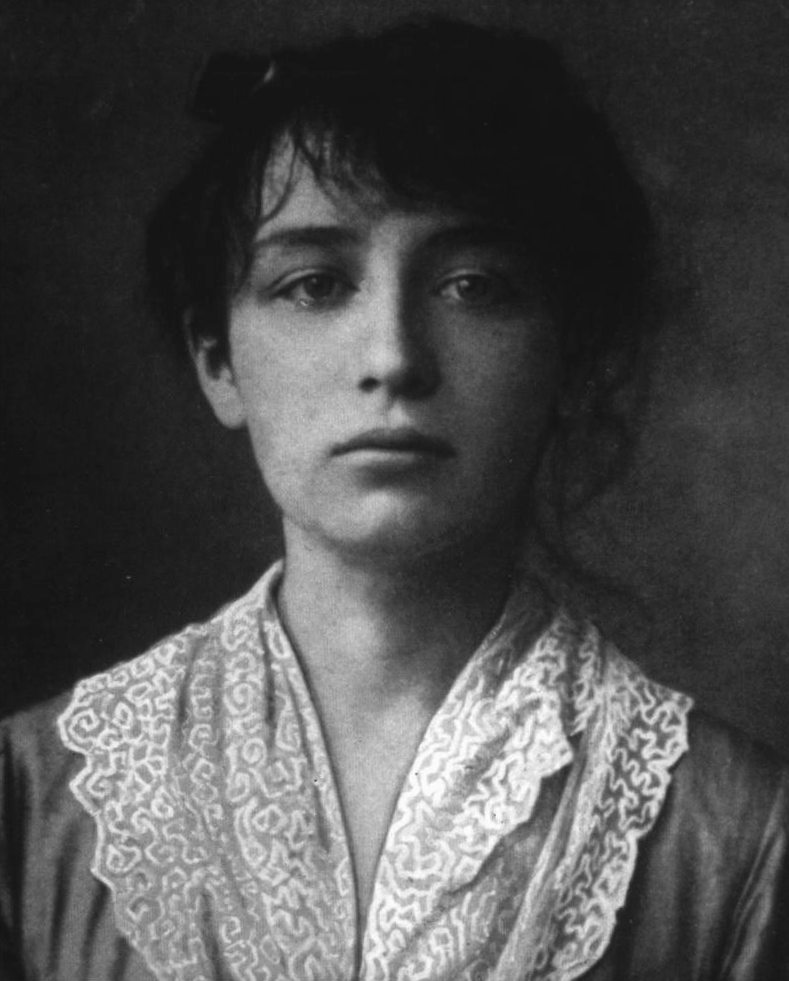
Camille Claudel

- 08. Dezember: Camille Claudel, französische Bildhauerin und Malerin († 1943)
- 11. Dezember: Maurice Leblanc, französischer Krimi-Schriftsteller († 1941)
- 14. Dezember: Emil Rungwerth, deutscher Heimatforscher († 1945)
- 19. Dezember: Adolf Sandberger, deutscher Komponist und Musikwissenschaftler († 1943)
- 22. Dezember: John A. M. Adair, US-amerikanischer Politiker († 1938)
- 23. Dezember: Alois Amann, österreichischer Politiker († 1932)
- 24. Dezember: Stéphan Elmas, türkisch-armenischer Komponist und Pianist († 1937)
- 25. Dezember: Hermann Baum, deutscher Anatom († 1932)
- 27. Dezember: Harold Jarvis, kanadischer Sänger († 1924)
- 29. Dezember: Juan Benlloch y Vivó, spanischer Geistlicher, Erzbischof von Burgos und Kardinal († 1926)
- 31. Dezember: Alessandro Longo, italienischer Komponist und Musikwissenschaftler († 1945)
- 31. Dezember: Hans am Ende, deutscher Maler († 1918)
- 31. Dezember: Robert Grant Aitken, US-amerikanischer Astronom († 1951)

### Genaues Geburtsdatum unbekannt
- İzzet Ahmed, osmanischer Soldat und Staatsmann († 1937)
- Émile Arnaud, französischer Anwalt, Notar, Pazifist und Schriftsteller († 1921)
- Jules Beau, französischer Sportfotograf († 1932)
- Isa Boletini, albanischer Politiker († 1916)
- William Boosey, englischer Musikveranstalter und -verleger († 1933)
- Joaquín Fabres, chilenischer Maler († 1914)
- Mehdi Qoli Khan Hedayat, iranischer Premierminister († 1955)
- Iwan Kolessa, ukrainischer Folklorist und Ethnograph († 1898)
- Arturo Pellerano Alfau, dominikanischer Kaufmann und Journalist († 1935)
- Victor Piaggio, argentinischer Dirigent und Musikpädagoge († 1922)

## Gestorben

### Januar bis März
- 02. Januar: Lemuel J. Bowden, US-amerikanischer Politiker (* 1815)
- 07. Januar: Wilhelm Arnoldi, Bischof von Trier (* 1798)
- 07. Januar: Caleb Blood Smith, US-amerikanischer Politiker (* 1808)
- 08. Januar: Victor Dourlen, französischer Komponist (* 1780)
- 08. Januar: Wilhelm Krause, deutscher Maler (* 1803)
- 13. Januar: Dimitar Mutew, Aktivist der Bulgarischen Nationalen Wiedergeburt (* 1818)
- 14. Januar: Georg Jabin, deutscher Landschaftsmaler (* 1828)
- 22. Januar: Baruch Auerbach, deutscher Pädagoge (* 1793)
- 26. Januar: Otto Lindblad, schwedischer Komponist (* 1809)
- 27. Januar: Leo von Klenze, deutscher Architekt (* 1784)
- 31. Januar: Fischel Arnheim, deutscher Politiker und Jurist (* 1812)
- 31. Januar: Hamilton Rowan Gamble, US-amerikanischer Politiker (* 1798)
- 01. Februar: Louise Marie Thérèse d’Artois, Herzogin von Parma (* 1819)
- 06. Februar: Carl Gotthilf Nestler, erzgebirgischer Hammerherr (* 1789)
- 07. Februar: Christian Gottlob Hammer, deutscher Landschaftsmaler und Kupferstecher (* 1779)
- 07. Februar: Vuk Stefanović Karadžić, serbischer Philologe (* 1787)
- 10. Februar: Antoinette de Mérode, Fürstin von Monaco (* 1828)
- 13. Februar: Amraal Lambert, Kaptein der Lambert-Nama (* um 1774)
- 14. Februar: William Dyce, britischer Maler (* 1806)
- 16. Februar: Wenzel Heinrich Veit, tschechischer Komponist (* 1806)
- 19. Februar: William Edwin Baldwin, Brigadegeneral der Konföderierten im Amerikanischen Bürgerkrieg (* 1827)
- 27. Februar: Wilhelm Friedrich Christian Gustav Krafft, deutscher Politiker (* 1805)
- 27. Februar: Christian Sethe, Jurist und Geheimer Regierungsrat (* 1778)

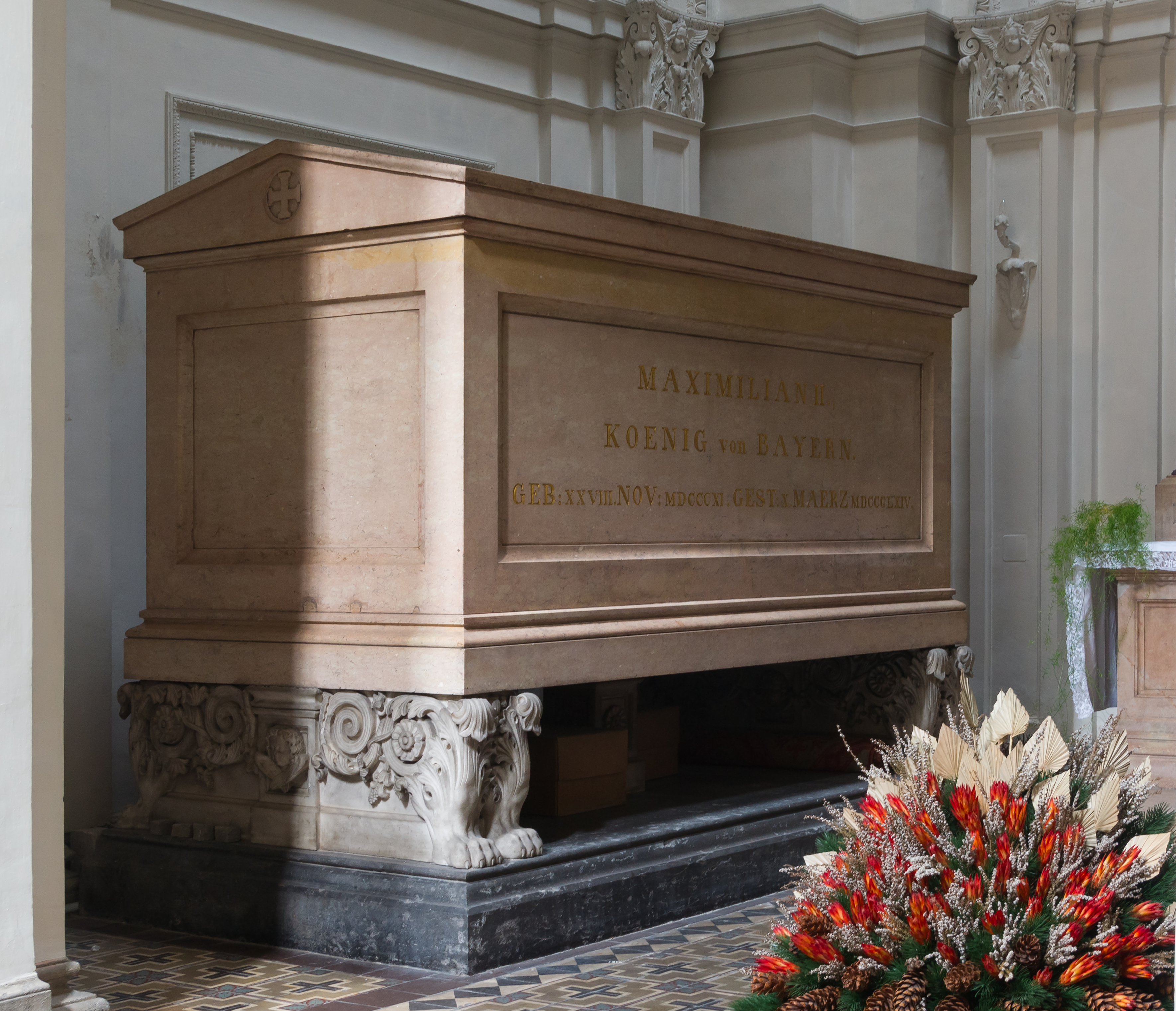
Grabmal Maximilians II. in München

- 04. März: Friedrich Wilhelm Arming, österreichischer Mediziner und Schriftsteller (* 1805)
- 10. März: Maximilian II., König von Bayern (* 1811)
- 21. März: Karl Benedikt Hase, deutscher Altphilologe und Bibliothekar (* 1780)
- 24. März: Karl Ernst Claus, deutsch-russischer Pharmazeut und Chemiker (* 1796)
- 25. März: Ivar Fredrik Bredal, dänischer Komponist (* 1800)
- 26. März: Meredith Miles Marmaduke, US-amerikanischer Politiker (* 1791)
- 26. März: Moritz Daniel Volkmar, deutscher Bankier (* 1792)
- 27. März: Jean-Jacques Ampère, französischer Historiker, Philologe und Schriftsteller (* 1800)
- 29. März: Karl August Timotheus Kahlert, deutscher Dichter und Literaturhistoriker (* 1807)

### April bis Juni
- 04. April: Johann Helfrich Adami, deutscher Kaufmann und Bremer Senator (* 1792)
- 07. April: Johanne Juliane Schubert, deutsche Weberin und Volksdichterin (* 1776)
- 13. April: Johann Gottlob Schneider, deutscher Komponist und Organist (* 1789)
- 14. April: Alexander Lincke, deutscher Jurist und Politiker (* 1815)
- 15. April: Eberhard von Groote, Germanist, Schriftsteller und Politiker (* 1789)
- 24. April: Franz Wilhelm Junghuhn, deutscher Naturforscher (* 1809)
- 25. April: Emil Spreng, deutscher Ingenieur und Gaswerkdirektor (* 1824)
- 26. April: Auguste Ferdinande, Erzherzogin von Österreich und Prinzessin der Toskana (* 1825)

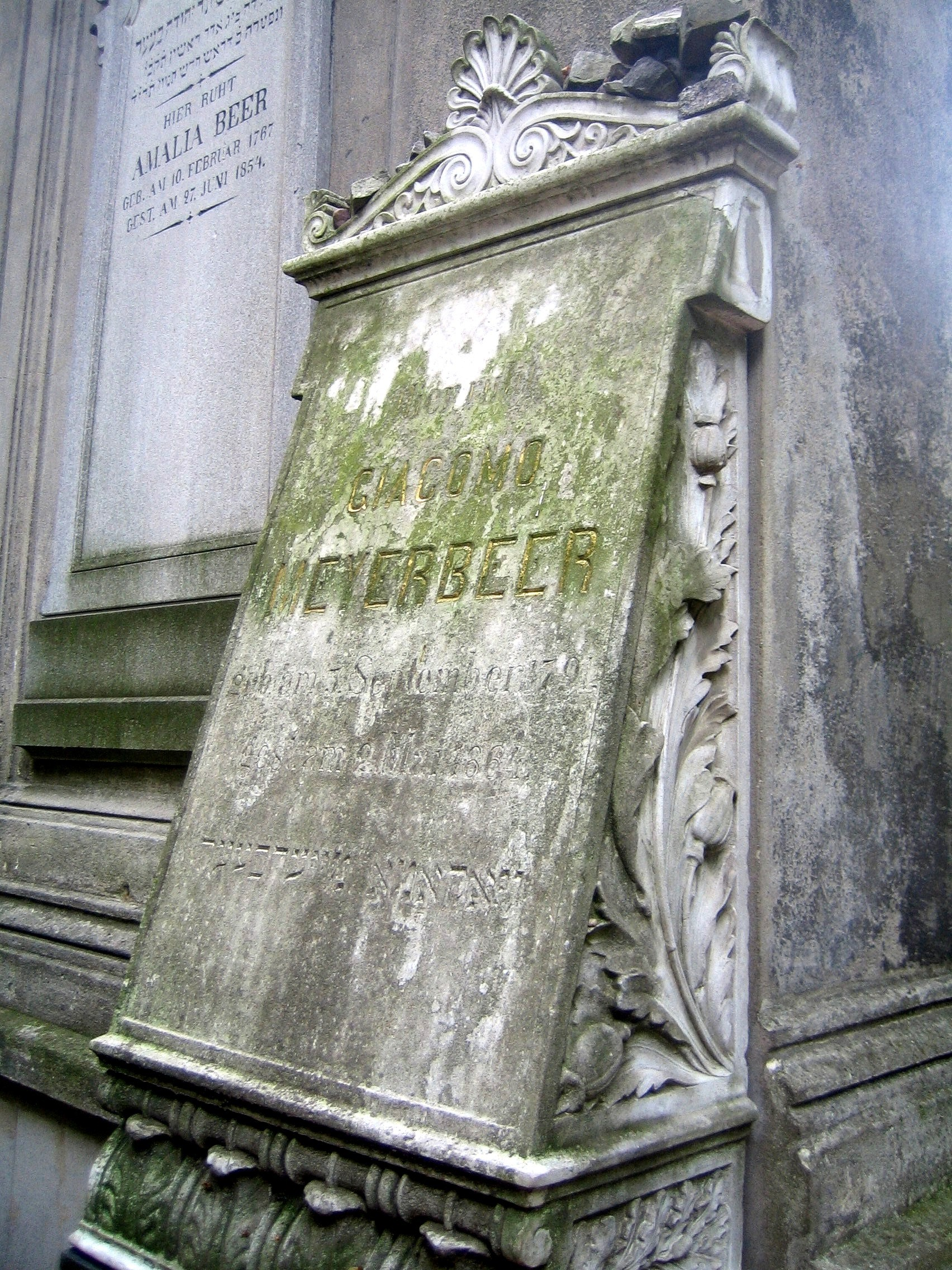
Grab Giacomo Meyerbeers

- 01. Mai: Peter von der Pahlen, russischer General (* 1777)
- 02. Mai: Karl August Auberlen, deutscher Theologe (* 1824)
- 02. Mai: Giacomo Meyerbeer, deutscher Komponist und Dirigent (* 1791)
- 06. Mai: Micah Jenkins, US-amerikanischer Brigadegeneral der Südstaaten (* 1835)
- 07. Mai: Simon Karsten, niederländischer klassischer Philologe (* 1802)
- 08. Mai: Christian Gottlob Steinmüller, deutscher Orgelbauer (* 1792)
- 09. Mai: John Sedgwick, US-amerikanischer General der Nordstaaten (* 1813)
- 12. Mai: Jeb Stuart, US-amerikanischer General der Südstaaten (* 1833)
- 14. Mai: Hermannus Bouman, niederländischer reformierter Theologe und Orientalist (* 1789)
- 16. Mai: Carl Friedrich Ferdinand Buckow, deutscher Orgelbauer (* 1801)
- 17. Mai: Hanno Rhomberg, deutscher Genremaler (* 1819)
- 19. Mai: John Clare, englischer Dichter (* 1793)

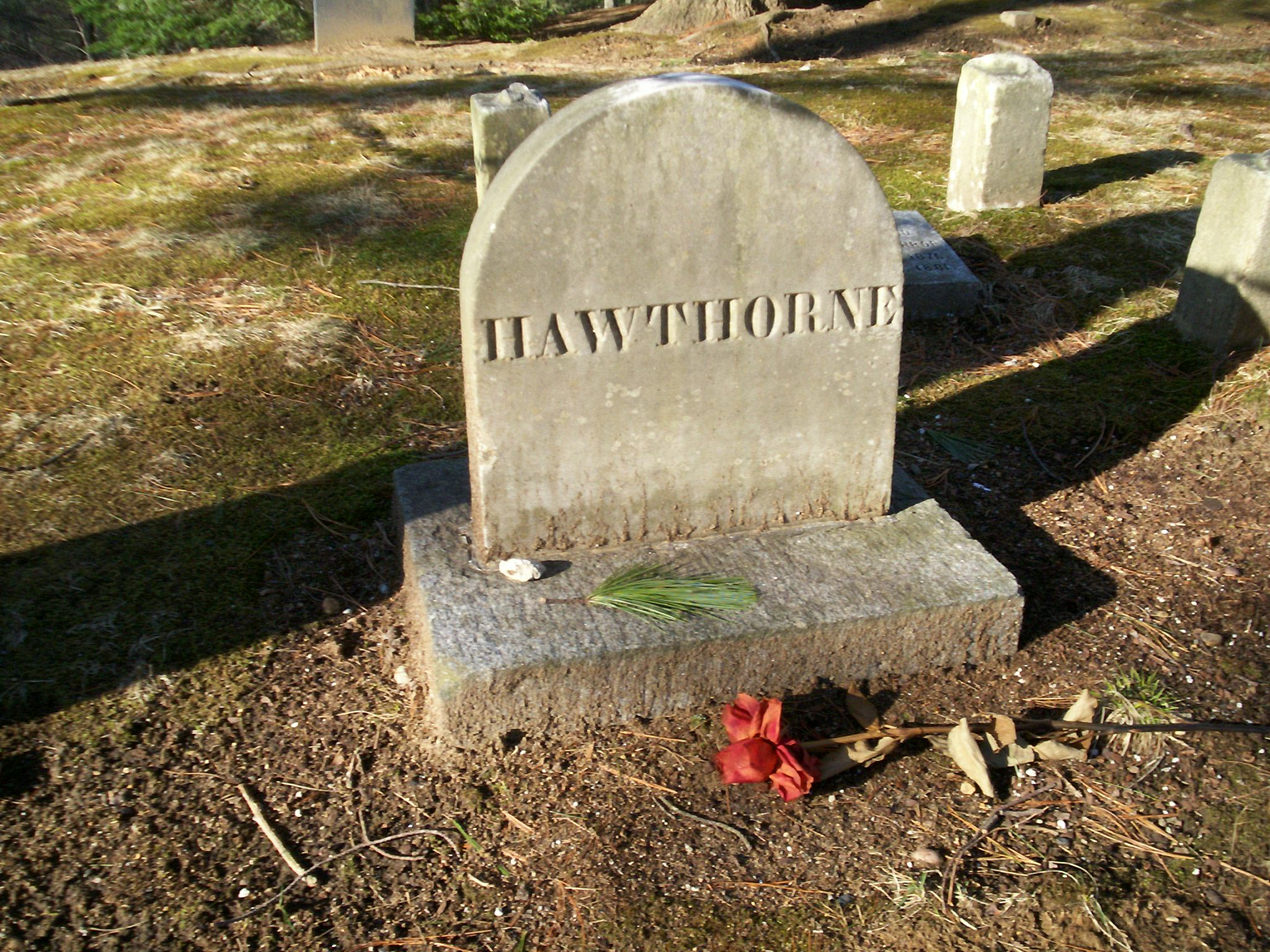
Grab Nathaniel Hawthornes auf dem Sleepy Hollow Cemetery in Concord

- 19. Mai: Nathaniel Hawthorne, amerikanischer Schriftsteller (* 1804)
- 22. Mai: Lulu Gräfin Thürheim, österreichische Malerin und Schriftstellerin (* 1788)
- 26. Mai: Charles Sealsfield, mährischer Schriftsteller (* 1793)
- 28. Mai: Josef Netzer, österreichischer Komponist und Dirigent (* 1808)
- 01. Juni: Hong Xiuquan, chinesischer Mystiker und Anführer des Taiping-Aufstandes (* 1814)
- 02. Juni: Caroline Bardua, deutsche Malerin und Salonnière (* 1781)
- 04. Juni: Nassau William Senior, englischer Ökonom (* 1790)
- 14. Juni: Pedro Santana, Präsident der Dominikanischen Republik (* 1801)
- 18. Juni: Albert Knapp, deutscher Dichter (* 1798)
- 18. Juni: Johann Valentin Adrian, deutscher Neuphilologe und Bibliothekar (* 1793)
- 23. Juni: Christian Ludwig Brehm, deutscher Pfarrer und Ornithologe (* 1787)
- 25. Juni: Otto Ruppius, deutscher Schriftsteller (* 1819)

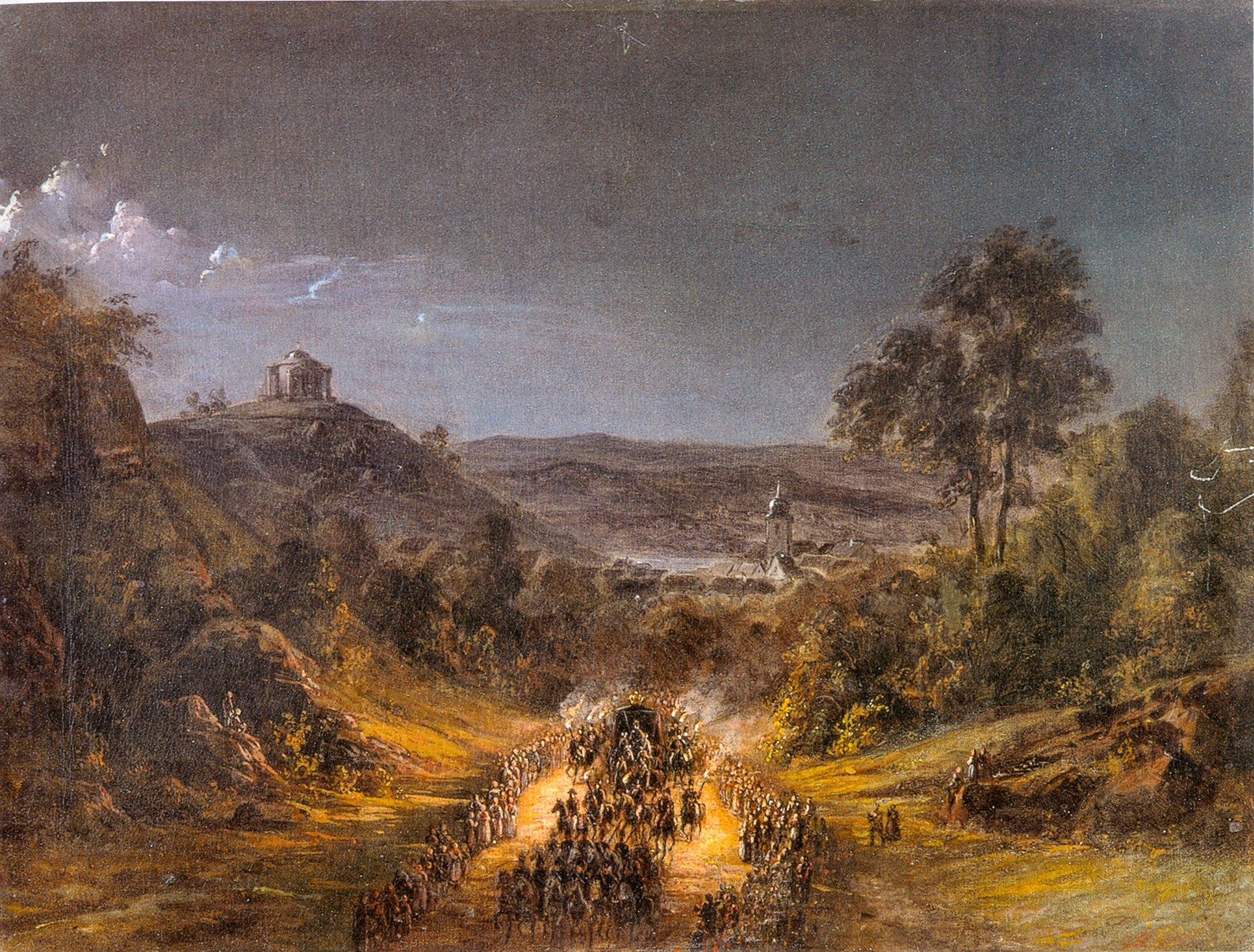
Überführung des Leichnams Wilhelm I. in den frühen Morgenstunden des 30. Juni 1864 auf die Grabkapelle auf dem Württemberg

- 25. Juni: Wilhelm I., König von Württemberg (* 1781)

### Juli bis September
- 5. Juli: Dimitris Plapoutas, griechischer General und Freiheitskämpfer (* 1786)
- 08. Juli: David Hazzard, US-amerikanischer Politiker (* 1781)
- 10. Juli: James F. Simmons, US-amerikanischer Politiker (* 1795)
- 12. Juli: Carl Lazarus Henckel von Donnersmarck, schlesischer Industrieller (* 1772)
- 26. Juli: Leonz Gugger, Schweizer Politiker (* 1791)
- 26. Juli: Friedrich Ludwig Haarmann, Gründer der ersten deutschen Baugewerkschule (* 1798)
- 28. Juli: Johann Hermann Kufferath, deutscher Komponist (* 1797)
- 28. Juli: Samuel Benton, Brigadegeneral der Armee der Konföderierten Staaten von Amerika im Sezessionskrieg (* 1820)
- 04. August: David Hansemann, deutscher Politiker und Bankier (* 1790)
- 06. August: Ferdinand Genähr, deutscher Missionar in China (* 1823)
- 09. August: John Brown Francis, US-amerikanischer Politiker (* 1791)
- 17. August: Carl Wilhelm Traugott von Mayer, deutscher Rechtsanwalt und Mitglied des Sächsischen Landtags (* 1796)
- 17. August: Dorothea Pfeiffer, deutsche Malerin (* 1806)
- 21. August: Émile Chevé, französischer Musiktheoretiker und Musikpädagoge (* 1804)
- 22. August: John Appleton, US-amerikanischer Politiker (* 1815)
- 23. August: Johann Nepomuk Bachmayr, österreichischer Jurist und Dramatiker (* 1819)
- 23. August: Johann Georg Frech, deutscher Musikdirektor, Komponist und Organist (* 1790)
- 24. August: Jakob Lorber, österreichischer Schriftsteller und Musiker (* 1800)

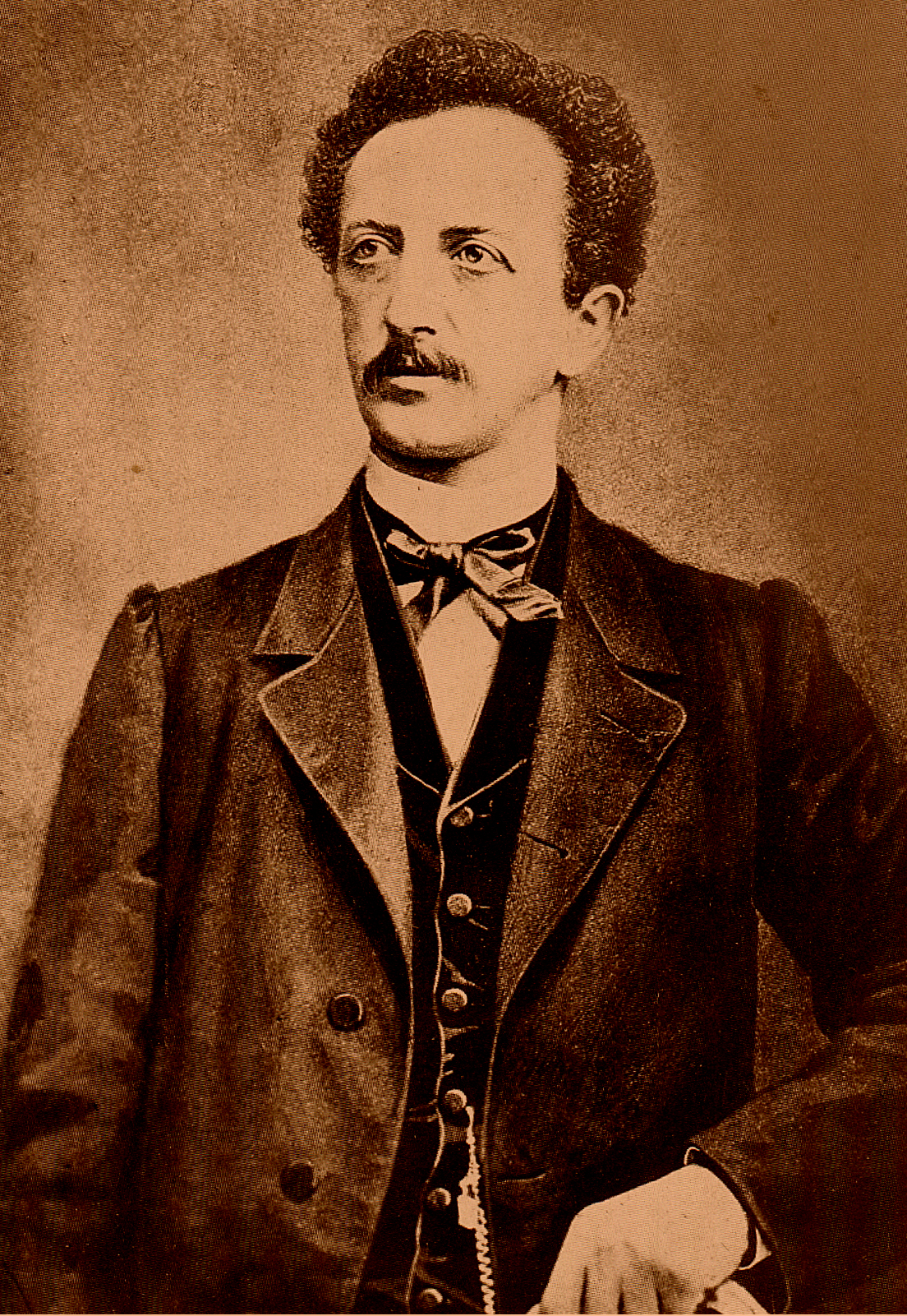
Ferdinand Lassalle, 1860

- 31. August: Ferdinand Lassalle, deutscher Politiker und Publizist (* 1825)
- 25. August: Johann-Peter Weyer, Kölner Stadtbaumeister und Kunstsammler (* 1794)
- 02. September: Franz Heinrich Kleinschmidt, deutscher evangelischer Missionar (* 1812)
- 04. September: Henry Johnson, US-amerikanischer Politiker (* 1783)
- 04. September: Albert Smith White, US-amerikanischer Politiker (* 1803)
- 08. September: Johannes von Geissel, Kardinal und Erzbischof von Köln (* 1796)
- 10. September: Leopold Volkmar, deutscher Jurist und Historiker (* 1817)
- 15. September: John Hanning Speke, britischer Afrikaforscher (* 1827)
- 29. September: Carl Wilhelm Asher, deutscher Jurist und Publizist (* 1798)
- 29. September: Jared W. Williams, US-amerikanischer Politiker (* 1796)
- 30. September: Joseph Glover Baldwin, US-amerikanischer Schriftsteller, Politiker und Jurist (* 1815)
- 00. September: Constantin Gorski, deutsch-baltischer Zoologe (* 1823)

### Oktober bis Dezember
- 01. Oktober: Christian Friedrich Ludwig Buschmann, deutscher Musikinstrumentenbauer (* 1805)
- 01. Oktober: Juan José Flores, Staatspräsident von Ecuador (* 1800)

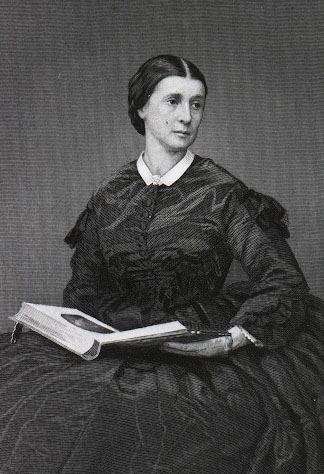
Rose Greenhow, ca. 1863

- 01. Oktober: Rose O’Neal Greenhow, Spionin für die Konföderation im Amerikanischen Bürgerkrieg (* um 1815)
- 01. Oktober: Reuben Wood, US-amerikanischer Politiker (* 1792 oder 1793)
- 02. Oktober: Lodewijk-Jozef Delebecque, belgischer Bischof (* 1798)
- 09. Oktober: Rudolf Keyser, norwegischer Historiker (* 1803)
- 12. Oktober: Roger B. Taney, Oberster Bundesrichter der USA (* 1777)
- 18. Oktober: Jacques François Gallay, französischer Hornist (* 1795)
- 20. Oktober: Carl Christian Rafn, dänischer Altertumsforscher (* 1795)
- 21. Oktober: Marie Strauß, letzte zum Tode Verurteilte, die in Deutschland öffentlich hingerichtet wurde (* 1817/18)
- 24. Oktober: James Jay Archer, US-amerikanischer Brigadegeneral (* 1817)
- 26. Oktober: Bloody Bill Anderson, US-amerikanischer Pirat (* 1840)
- 07. November: David Sassoon, indisch-britischer Großkaufmann (* 1792)
- 08. November: Juan Van Halen, spanischer General (* 1790)
- 11. November: Charles de Graimberg, französischer Kupferstecher und Landschaftsmaler (* 1774)
- 20. November: Erastus Fairbanks, US-amerikanischer Politiker (* 1792)
- 23. November: Friedrich Georg Wilhelm Struve, deutscher Astronom (* 1793)
- 24. November: José María Cornejo Merino y Guevara, Staatschef der Provinz El Salvador in der Zentralamerikanischen Konföderation (* 1788)
- 25. November: David Roberts, britischer Maler (* 1796)
- 28. November: Jacob Broom, US-amerikanischer Politiker (* 1808)
- 30. November: John Adams, US-amerikanischer Brigadegeneral der Konföderierten Staaten von Amerika (* 1825)
- 30. November: William Balfour Baikie, englischer Afrikaforscher (* 1824)
- 00. November: Johann Andreas Deneys, deutscher Bildhauer (* 1812)
- 01. Dezember: William L. Dayton, US-amerikanischer Politiker (* 1807)
- 04. Dezember: John Fowler, englischer Erfinder und Ingenieur (* 1826)
- 08. Dezember: George Boole, britischer Mathematiker (* 1815)
- 11. Dezember: Aloys Anderle, böhmischer Tenor und Opernsänger (* 1821)
- 20. Dezember: Josef Proksch, tschechisch-deutscher Komponist (* 1794)
- 21. Dezember: William Henry Fry, US-amerikanischer Komponist und Musikkritiker (* 1813)
- 22. Dezember: Ferdinand Anderson, deutscher Jurist und Politiker (* 1804)
- 31. Dezember: George M. Dallas, US-amerikanischer Politiker (* 1792)

### Genaues Todesdatum unbekannt
- Nana Asma’u bint Shehu Usman dan Fodiyo, nigerianische Dichterin und Lehrerin (* 1793)